# Ouverture anglaise
Pour les articles homonymes, voir Partie.
Cet article utilise la notation algébrique pour décrire des coups du jeu d'échecs.
|   | a | b | c | d | e | f | g | h |   |
| 8 | Tour noire sur case blanche a8 · Cavalier noir sur case noire b8 · Fou noir sur case blanche c8 · Dame noire sur case noire d8 · Roi noir sur case blanche e8 · Fou noir sur case noire f8 · Cavalier noir sur case blanche g8 · Tour noire sur case noire h8 · Pion noir sur case noire a7 · Pion noir sur case blanche b7 · Pion noir sur case noire c7 · Pion noir sur case blanche d7 · Pion noir sur case noire e7 · Pion noir sur case blanche f7 · Pion noir sur case noire g7 · Pion noir sur case blanche h7 · Pion blanc sur case blanche c4 · Pion blanc sur case blanche a2 · Pion blanc sur case noire b2 · Pion blanc sur case noire d2 · Pion blanc sur case blanche e2 · Pion blanc sur case noire f2 · Pion blanc sur case blanche g2 · Pion blanc sur case noire h2 · Tour blanche sur case noire a1 · Cavalier blanc sur case blanche b1 · Fou blanc sur case noire c1 · Dame blanche sur case blanche d1 · Roi blanc sur case noire e1 · Fou blanc sur case blanche f1 · Cavalier blanc sur case noire g1 · Tour blanche sur case blanche h1 | Tour noire sur case blanche a8 · Cavalier noir sur case noire b8 · Fou noir sur case blanche c8 · Dame noire sur case noire d8 · Roi noir sur case blanche e8 · Fou noir sur case noire f8 · Cavalier noir sur case blanche g8 · Tour noire sur case noire h8 · Pion noir sur case noire a7 · Pion noir sur case blanche b7 · Pion noir sur case noire c7 · Pion noir sur case blanche d7 · Pion noir sur case noire e7 · Pion noir sur case blanche f7 · Pion noir sur case noire g7 · Pion noir sur case blanche h7 · Pion blanc sur case blanche c4 · Pion blanc sur case blanche a2 · Pion blanc sur case noire b2 · Pion blanc sur case noire d2 · Pion blanc sur case blanche e2 · Pion blanc sur case noire f2 · Pion blanc sur case blanche g2 · Pion blanc sur case noire h2 · Tour blanche sur case noire a1 · Cavalier blanc sur case blanche b1 · Fou blanc sur case noire c1 · Dame blanche sur case blanche d1 · Roi blanc sur case noire e1 · Fou blanc sur case blanche f1 · Cavalier blanc sur case noire g1 · Tour blanche sur case blanche h1 | Tour noire sur case blanche a8 · Cavalier noir sur case noire b8 · Fou noir sur case blanche c8 · Dame noire sur case noire d8 · Roi noir sur case blanche e8 · Fou noir sur case noire f8 · Cavalier noir sur case blanche g8 · Tour noire sur case noire h8 · Pion noir sur case noire a7 · Pion noir sur case blanche b7 · Pion noir sur case noire c7 · Pion noir sur case blanche d7 · Pion noir sur case noire e7 · Pion noir sur case blanche f7 · Pion noir sur case noire g7 · Pion noir sur case blanche h7 · Pion blanc sur case blanche c4 · Pion blanc sur case blanche a2 · Pion blanc sur case noire b2 · Pion blanc sur case noire d2 · Pion blanc sur case blanche e2 · Pion blanc sur case noire f2 · Pion blanc sur case blanche g2 · Pion blanc sur case noire h2 · Tour blanche sur case noire a1 · Cavalier blanc sur case blanche b1 · Fou blanc sur case noire c1 · Dame blanche sur case blanche d1 · Roi blanc sur case noire e1 · Fou blanc sur case blanche f1 · Cavalier blanc sur case noire g1 · Tour blanche sur case blanche h1 | Tour noire sur case blanche a8 · Cavalier noir sur case noire b8 · Fou noir sur case blanche c8 · Dame noire sur case noire d8 · Roi noir sur case blanche e8 · Fou noir sur case noire f8 · Cavalier noir sur case blanche g8 · Tour noire sur case noire h8 · Pion noir sur case noire a7 · Pion noir sur case blanche b7 · Pion noir sur case noire c7 · Pion noir sur case blanche d7 · Pion noir sur case noire e7 · Pion noir sur case blanche f7 · Pion noir sur case noire g7 · Pion noir sur case blanche h7 · Pion blanc sur case blanche c4 · Pion blanc sur case blanche a2 · Pion blanc sur case noire b2 · Pion blanc sur case noire d2 · Pion blanc sur case blanche e2 · Pion blanc sur case noire f2 · Pion blanc sur case blanche g2 · Pion blanc sur case noire h2 · Tour blanche sur case noire a1 · Cavalier blanc sur case blanche b1 · Fou blanc sur case noire c1 · Dame blanche sur case blanche d1 · Roi blanc sur case noire e1 · Fou blanc sur case blanche f1 · Cavalier blanc sur case noire g1 · Tour blanche sur case blanche h1 | Tour noire sur case blanche a8 · Cavalier noir sur case noire b8 · Fou noir sur case blanche c8 · Dame noire sur case noire d8 · Roi noir sur case blanche e8 · Fou noir sur case noire f8 · Cavalier noir sur case blanche g8 · Tour noire sur case noire h8 · Pion noir sur case noire a7 · Pion noir sur case blanche b7 · Pion noir sur case noire c7 · Pion noir sur case blanche d7 · Pion noir sur case noire e7 · Pion noir sur case blanche f7 · Pion noir sur case noire g7 · Pion noir sur case blanche h7 · Pion blanc sur case blanche c4 · Pion blanc sur case blanche a2 · Pion blanc sur case noire b2 · Pion blanc sur case noire d2 · Pion blanc sur case blanche e2 · Pion blanc sur case noire f2 · Pion blanc sur case blanche g2 · Pion blanc sur case noire h2 · Tour blanche sur case noire a1 · Cavalier blanc sur case blanche b1 · Fou blanc sur case noire c1 · Dame blanche sur case blanche d1 · Roi blanc sur case noire e1 · Fou blanc sur case blanche f1 · Cavalier blanc sur case noire g1 · Tour blanche sur case blanche h1 | Tour noire sur case blanche a8 · Cavalier noir sur case noire b8 · Fou noir sur case blanche c8 · Dame noire sur case noire d8 · Roi noir sur case blanche e8 · Fou noir sur case noire f8 · Cavalier noir sur case blanche g8 · Tour noire sur case noire h8 · Pion noir sur case noire a7 · Pion noir sur case blanche b7 · Pion noir sur case noire c7 · Pion noir sur case blanche d7 · Pion noir sur case noire e7 · Pion noir sur case blanche f7 · Pion noir sur case noire g7 · Pion noir sur case blanche h7 · Pion blanc sur case blanche c4 · Pion blanc sur case blanche a2 · Pion blanc sur case noire b2 · Pion blanc sur case noire d2 · Pion blanc sur case blanche e2 · Pion blanc sur case noire f2 · Pion blanc sur case blanche g2 · Pion blanc sur case noire h2 · Tour blanche sur case noire a1 · Cavalier blanc sur case blanche b1 · Fou blanc sur case noire c1 · Dame blanche sur case blanche d1 · Roi blanc sur case noire e1 · Fou blanc sur case blanche f1 · Cavalier blanc sur case noire g1 · Tour blanche sur case blanche h1 | Tour noire sur case blanche a8 · Cavalier noir sur case noire b8 · Fou noir sur case blanche c8 · Dame noire sur case noire d8 · Roi noir sur case blanche e8 · Fou noir sur case noire f8 · Cavalier noir sur case blanche g8 · Tour noire sur case noire h8 · Pion noir sur case noire a7 · Pion noir sur case blanche b7 · Pion noir sur case noire c7 · Pion noir sur case blanche d7 · Pion noir sur case noire e7 · Pion noir sur case blanche f7 · Pion noir sur case noire g7 · Pion noir sur case blanche h7 · Pion blanc sur case blanche c4 · Pion blanc sur case blanche a2 · Pion blanc sur case noire b2 · Pion blanc sur case noire d2 · Pion blanc sur case blanche e2 · Pion blanc sur case noire f2 · Pion blanc sur case blanche g2 · Pion blanc sur case noire h2 · Tour blanche sur case noire a1 · Cavalier blanc sur case blanche b1 · Fou blanc sur case noire c1 · Dame blanche sur case blanche d1 · Roi blanc sur case noire e1 · Fou blanc sur case blanche f1 · Cavalier blanc sur case noire g1 · Tour blanche sur case blanche h1 | Tour noire sur case blanche a8 · Cavalier noir sur case noire b8 · Fou noir sur case blanche c8 · Dame noire sur case noire d8 · Roi noir sur case blanche e8 · Fou noir sur case noire f8 · Cavalier noir sur case blanche g8 · Tour noire sur case noire h8 · Pion noir sur case noire a7 · Pion noir sur case blanche b7 · Pion noir sur case noire c7 · Pion noir sur case blanche d7 · Pion noir sur case noire e7 · Pion noir sur case blanche f7 · Pion noir sur case noire g7 · Pion noir sur case blanche h7 · Pion blanc sur case blanche c4 · Pion blanc sur case blanche a2 · Pion blanc sur case noire b2 · Pion blanc sur case noire d2 · Pion blanc sur case blanche e2 · Pion blanc sur case noire f2 · Pion blanc sur case blanche g2 · Pion blanc sur case noire h2 · Tour blanche sur case noire a1 · Cavalier blanc sur case blanche b1 · Fou blanc sur case noire c1 · Dame blanche sur case blanche d1 · Roi blanc sur case noire e1 · Fou blanc sur case blanche f1 · Cavalier blanc sur case noire g1 · Tour blanche sur case blanche h1 | 8 |
| 7 | Tour noire sur case blanche a8 · Cavalier noir sur case noire b8 · Fou noir sur case blanche c8 · Dame noire sur case noire d8 · Roi noir sur case blanche e8 · Fou noir sur case noire f8 · Cavalier noir sur case blanche g8 · Tour noire sur case noire h8 · Pion noir sur case noire a7 · Pion noir sur case blanche b7 · Pion noir sur case noire c7 · Pion noir sur case blanche d7 · Pion noir sur case noire e7 · Pion noir sur case blanche f7 · Pion noir sur case noire g7 · Pion noir sur case blanche h7 · Pion blanc sur case blanche c4 · Pion blanc sur case blanche a2 · Pion blanc sur case noire b2 · Pion blanc sur case noire d2 · Pion blanc sur case blanche e2 · Pion blanc sur case noire f2 · Pion blanc sur case blanche g2 · Pion blanc sur case noire h2 · Tour blanche sur case noire a1 · Cavalier blanc sur case blanche b1 · Fou blanc sur case noire c1 · Dame blanche sur case blanche d1 · Roi blanc sur case noire e1 · Fou blanc sur case blanche f1 · Cavalier blanc sur case noire g1 · Tour blanche sur case blanche h1 | Tour noire sur case blanche a8 · Cavalier noir sur case noire b8 · Fou noir sur case blanche c8 · Dame noire sur case noire d8 · Roi noir sur case blanche e8 · Fou noir sur case noire f8 · Cavalier noir sur case blanche g8 · Tour noire sur case noire h8 · Pion noir sur case noire a7 · Pion noir sur case blanche b7 · Pion noir sur case noire c7 · Pion noir sur case blanche d7 · Pion noir sur case noire e7 · Pion noir sur case blanche f7 · Pion noir sur case noire g7 · Pion noir sur case blanche h7 · Pion blanc sur case blanche c4 · Pion blanc sur case blanche a2 · Pion blanc sur case noire b2 · Pion blanc sur case noire d2 · Pion blanc sur case blanche e2 · Pion blanc sur case noire f2 · Pion blanc sur case blanche g2 · Pion blanc sur case noire h2 · Tour blanche sur case noire a1 · Cavalier blanc sur case blanche b1 · Fou blanc sur case noire c1 · Dame blanche sur case blanche d1 · Roi blanc sur case noire e1 · Fou blanc sur case blanche f1 · Cavalier blanc sur case noire g1 · Tour blanche sur case blanche h1 | Tour noire sur case blanche a8 · Cavalier noir sur case noire b8 · Fou noir sur case blanche c8 · Dame noire sur case noire d8 · Roi noir sur case blanche e8 · Fou noir sur case noire f8 · Cavalier noir sur case blanche g8 · Tour noire sur case noire h8 · Pion noir sur case noire a7 · Pion noir sur case blanche b7 · Pion noir sur case noire c7 · Pion noir sur case blanche d7 · Pion noir sur case noire e7 · Pion noir sur case blanche f7 · Pion noir sur case noire g7 · Pion noir sur case blanche h7 · Pion blanc sur case blanche c4 · Pion blanc sur case blanche a2 · Pion blanc sur case noire b2 · Pion blanc sur case noire d2 · Pion blanc sur case blanche e2 · Pion blanc sur case noire f2 · Pion blanc sur case blanche g2 · Pion blanc sur case noire h2 · Tour blanche sur case noire a1 · Cavalier blanc sur case blanche b1 · Fou blanc sur case noire c1 · Dame blanche sur case blanche d1 · Roi blanc sur case noire e1 · Fou blanc sur case blanche f1 · Cavalier blanc sur case noire g1 · Tour blanche sur case blanche h1 | Tour noire sur case blanche a8 · Cavalier noir sur case noire b8 · Fou noir sur case blanche c8 · Dame noire sur case noire d8 · Roi noir sur case blanche e8 · Fou noir sur case noire f8 · Cavalier noir sur case blanche g8 · Tour noire sur case noire h8 · Pion noir sur case noire a7 · Pion noir sur case blanche b7 · Pion noir sur case noire c7 · Pion noir sur case blanche d7 · Pion noir sur case noire e7 · Pion noir sur case blanche f7 · Pion noir sur case noire g7 · Pion noir sur case blanche h7 · Pion blanc sur case blanche c4 · Pion blanc sur case blanche a2 · Pion blanc sur case noire b2 · Pion blanc sur case noire d2 · Pion blanc sur case blanche e2 · Pion blanc sur case noire f2 · Pion blanc sur case blanche g2 · Pion blanc sur case noire h2 · Tour blanche sur case noire a1 · Cavalier blanc sur case blanche b1 · Fou blanc sur case noire c1 · Dame blanche sur case blanche d1 · Roi blanc sur case noire e1 · Fou blanc sur case blanche f1 · Cavalier blanc sur case noire g1 · Tour blanche sur case blanche h1 | Tour noire sur case blanche a8 · Cavalier noir sur case noire b8 · Fou noir sur case blanche c8 · Dame noire sur case noire d8 · Roi noir sur case blanche e8 · Fou noir sur case noire f8 · Cavalier noir sur case blanche g8 · Tour noire sur case noire h8 · Pion noir sur case noire a7 · Pion noir sur case blanche b7 · Pion noir sur case noire c7 · Pion noir sur case blanche d7 · Pion noir sur case noire e7 · Pion noir sur case blanche f7 · Pion noir sur case noire g7 · Pion noir sur case blanche h7 · Pion blanc sur case blanche c4 · Pion blanc sur case blanche a2 · Pion blanc sur case noire b2 · Pion blanc sur case noire d2 · Pion blanc sur case blanche e2 · Pion blanc sur case noire f2 · Pion blanc sur case blanche g2 · Pion blanc sur case noire h2 · Tour blanche sur case noire a1 · Cavalier blanc sur case blanche b1 · Fou blanc sur case noire c1 · Dame blanche sur case blanche d1 · Roi blanc sur case noire e1 · Fou blanc sur case blanche f1 · Cavalier blanc sur case noire g1 · Tour blanche sur case blanche h1 | Tour noire sur case blanche a8 · Cavalier noir sur case noire b8 · Fou noir sur case blanche c8 · Dame noire sur case noire d8 · Roi noir sur case blanche e8 · Fou noir sur case noire f8 · Cavalier noir sur case blanche g8 · Tour noire sur case noire h8 · Pion noir sur case noire a7 · Pion noir sur case blanche b7 · Pion noir sur case noire c7 · Pion noir sur case blanche d7 · Pion noir sur case noire e7 · Pion noir sur case blanche f7 · Pion noir sur case noire g7 · Pion noir sur case blanche h7 · Pion blanc sur case blanche c4 · Pion blanc sur case blanche a2 · Pion blanc sur case noire b2 · Pion blanc sur case noire d2 · Pion blanc sur case blanche e2 · Pion blanc sur case noire f2 · Pion blanc sur case blanche g2 · Pion blanc sur case noire h2 · Tour blanche sur case noire a1 · Cavalier blanc sur case blanche b1 · Fou blanc sur case noire c1 · Dame blanche sur case blanche d1 · Roi blanc sur case noire e1 · Fou blanc sur case blanche f1 · Cavalier blanc sur case noire g1 · Tour blanche sur case blanche h1 | Tour noire sur case blanche a8 · Cavalier noir sur case noire b8 · Fou noir sur case blanche c8 · Dame noire sur case noire d8 · Roi noir sur case blanche e8 · Fou noir sur case noire f8 · Cavalier noir sur case blanche g8 · Tour noire sur case noire h8 · Pion noir sur case noire a7 · Pion noir sur case blanche b7 · Pion noir sur case noire c7 · Pion noir sur case blanche d7 · Pion noir sur case noire e7 · Pion noir sur case blanche f7 · Pion noir sur case noire g7 · Pion noir sur case blanche h7 · Pion blanc sur case blanche c4 · Pion blanc sur case blanche a2 · Pion blanc sur case noire b2 · Pion blanc sur case noire d2 · Pion blanc sur case blanche e2 · Pion blanc sur case noire f2 · Pion blanc sur case blanche g2 · Pion blanc sur case noire h2 · Tour blanche sur case noire a1 · Cavalier blanc sur case blanche b1 · Fou blanc sur case noire c1 · Dame blanche sur case blanche d1 · Roi blanc sur case noire e1 · Fou blanc sur case blanche f1 · Cavalier blanc sur case noire g1 · Tour blanche sur case blanche h1 | Tour noire sur case blanche a8 · Cavalier noir sur case noire b8 · Fou noir sur case blanche c8 · Dame noire sur case noire d8 · Roi noir sur case blanche e8 · Fou noir sur case noire f8 · Cavalier noir sur case blanche g8 · Tour noire sur case noire h8 · Pion noir sur case noire a7 · Pion noir sur case blanche b7 · Pion noir sur case noire c7 · Pion noir sur case blanche d7 · Pion noir sur case noire e7 · Pion noir sur case blanche f7 · Pion noir sur case noire g7 · Pion noir sur case blanche h7 · Pion blanc sur case blanche c4 · Pion blanc sur case blanche a2 · Pion blanc sur case noire b2 · Pion blanc sur case noire d2 · Pion blanc sur case blanche e2 · Pion blanc sur case noire f2 · Pion blanc sur case blanche g2 · Pion blanc sur case noire h2 · Tour blanche sur case noire a1 · Cavalier blanc sur case blanche b1 · Fou blanc sur case noire c1 · Dame blanche sur case blanche d1 · Roi blanc sur case noire e1 · Fou blanc sur case blanche f1 · Cavalier blanc sur case noire g1 · Tour blanche sur case blanche h1 | 7 |
| 6 | Tour noire sur case blanche a8 · Cavalier noir sur case noire b8 · Fou noir sur case blanche c8 · Dame noire sur case noire d8 · Roi noir sur case blanche e8 · Fou noir sur case noire f8 · Cavalier noir sur case blanche g8 · Tour noire sur case noire h8 · Pion noir sur case noire a7 · Pion noir sur case blanche b7 · Pion noir sur case noire c7 · Pion noir sur case blanche d7 · Pion noir sur case noire e7 · Pion noir sur case blanche f7 · Pion noir sur case noire g7 · Pion noir sur case blanche h7 · Pion blanc sur case blanche c4 · Pion blanc sur case blanche a2 · Pion blanc sur case noire b2 · Pion blanc sur case noire d2 · Pion blanc sur case blanche e2 · Pion blanc sur case noire f2 · Pion blanc sur case blanche g2 · Pion blanc sur case noire h2 · Tour blanche sur case noire a1 · Cavalier blanc sur case blanche b1 · Fou blanc sur case noire c1 · Dame blanche sur case blanche d1 · Roi blanc sur case noire e1 · Fou blanc sur case blanche f1 · Cavalier blanc sur case noire g1 · Tour blanche sur case blanche h1 | Tour noire sur case blanche a8 · Cavalier noir sur case noire b8 · Fou noir sur case blanche c8 · Dame noire sur case noire d8 · Roi noir sur case blanche e8 · Fou noir sur case noire f8 · Cavalier noir sur case blanche g8 · Tour noire sur case noire h8 · Pion noir sur case noire a7 · Pion noir sur case blanche b7 · Pion noir sur case noire c7 · Pion noir sur case blanche d7 · Pion noir sur case noire e7 · Pion noir sur case blanche f7 · Pion noir sur case noire g7 · Pion noir sur case blanche h7 · Pion blanc sur case blanche c4 · Pion blanc sur case blanche a2 · Pion blanc sur case noire b2 · Pion blanc sur case noire d2 · Pion blanc sur case blanche e2 · Pion blanc sur case noire f2 · Pion blanc sur case blanche g2 · Pion blanc sur case noire h2 · Tour blanche sur case noire a1 · Cavalier blanc sur case blanche b1 · Fou blanc sur case noire c1 · Dame blanche sur case blanche d1 · Roi blanc sur case noire e1 · Fou blanc sur case blanche f1 · Cavalier blanc sur case noire g1 · Tour blanche sur case blanche h1 | Tour noire sur case blanche a8 · Cavalier noir sur case noire b8 · Fou noir sur case blanche c8 · Dame noire sur case noire d8 · Roi noir sur case blanche e8 · Fou noir sur case noire f8 · Cavalier noir sur case blanche g8 · Tour noire sur case noire h8 · Pion noir sur case noire a7 · Pion noir sur case blanche b7 · Pion noir sur case noire c7 · Pion noir sur case blanche d7 · Pion noir sur case noire e7 · Pion noir sur case blanche f7 · Pion noir sur case noire g7 · Pion noir sur case blanche h7 · Pion blanc sur case blanche c4 · Pion blanc sur case blanche a2 · Pion blanc sur case noire b2 · Pion blanc sur case noire d2 · Pion blanc sur case blanche e2 · Pion blanc sur case noire f2 · Pion blanc sur case blanche g2 · Pion blanc sur case noire h2 · Tour blanche sur case noire a1 · Cavalier blanc sur case blanche b1 · Fou blanc sur case noire c1 · Dame blanche sur case blanche d1 · Roi blanc sur case noire e1 · Fou blanc sur case blanche f1 · Cavalier blanc sur case noire g1 · Tour blanche sur case blanche h1 | Tour noire sur case blanche a8 · Cavalier noir sur case noire b8 · Fou noir sur case blanche c8 · Dame noire sur case noire d8 · Roi noir sur case blanche e8 · Fou noir sur case noire f8 · Cavalier noir sur case blanche g8 · Tour noire sur case noire h8 · Pion noir sur case noire a7 · Pion noir sur case blanche b7 · Pion noir sur case noire c7 · Pion noir sur case blanche d7 · Pion noir sur case noire e7 · Pion noir sur case blanche f7 · Pion noir sur case noire g7 · Pion noir sur case blanche h7 · Pion blanc sur case blanche c4 · Pion blanc sur case blanche a2 · Pion blanc sur case noire b2 · Pion blanc sur case noire d2 · Pion blanc sur case blanche e2 · Pion blanc sur case noire f2 · Pion blanc sur case blanche g2 · Pion blanc sur case noire h2 · Tour blanche sur case noire a1 · Cavalier blanc sur case blanche b1 · Fou blanc sur case noire c1 · Dame blanche sur case blanche d1 · Roi blanc sur case noire e1 · Fou blanc sur case blanche f1 · Cavalier blanc sur case noire g1 · Tour blanche sur case blanche h1 | Tour noire sur case blanche a8 · Cavalier noir sur case noire b8 · Fou noir sur case blanche c8 · Dame noire sur case noire d8 · Roi noir sur case blanche e8 · Fou noir sur case noire f8 · Cavalier noir sur case blanche g8 · Tour noire sur case noire h8 · Pion noir sur case noire a7 · Pion noir sur case blanche b7 · Pion noir sur case noire c7 · Pion noir sur case blanche d7 · Pion noir sur case noire e7 · Pion noir sur case blanche f7 · Pion noir sur case noire g7 · Pion noir sur case blanche h7 · Pion blanc sur case blanche c4 · Pion blanc sur case blanche a2 · Pion blanc sur case noire b2 · Pion blanc sur case noire d2 · Pion blanc sur case blanche e2 · Pion blanc sur case noire f2 · Pion blanc sur case blanche g2 · Pion blanc sur case noire h2 · Tour blanche sur case noire a1 · Cavalier blanc sur case blanche b1 · Fou blanc sur case noire c1 · Dame blanche sur case blanche d1 · Roi blanc sur case noire e1 · Fou blanc sur case blanche f1 · Cavalier blanc sur case noire g1 · Tour blanche sur case blanche h1 | Tour noire sur case blanche a8 · Cavalier noir sur case noire b8 · Fou noir sur case blanche c8 · Dame noire sur case noire d8 · Roi noir sur case blanche e8 · Fou noir sur case noire f8 · Cavalier noir sur case blanche g8 · Tour noire sur case noire h8 · Pion noir sur case noire a7 · Pion noir sur case blanche b7 · Pion noir sur case noire c7 · Pion noir sur case blanche d7 · Pion noir sur case noire e7 · Pion noir sur case blanche f7 · Pion noir sur case noire g7 · Pion noir sur case blanche h7 · Pion blanc sur case blanche c4 · Pion blanc sur case blanche a2 · Pion blanc sur case noire b2 · Pion blanc sur case noire d2 · Pion blanc sur case blanche e2 · Pion blanc sur case noire f2 · Pion blanc sur case blanche g2 · Pion blanc sur case noire h2 · Tour blanche sur case noire a1 · Cavalier blanc sur case blanche b1 · Fou blanc sur case noire c1 · Dame blanche sur case blanche d1 · Roi blanc sur case noire e1 · Fou blanc sur case blanche f1 · Cavalier blanc sur case noire g1 · Tour blanche sur case blanche h1 | Tour noire sur case blanche a8 · Cavalier noir sur case noire b8 · Fou noir sur case blanche c8 · Dame noire sur case noire d8 · Roi noir sur case blanche e8 · Fou noir sur case noire f8 · Cavalier noir sur case blanche g8 · Tour noire sur case noire h8 · Pion noir sur case noire a7 · Pion noir sur case blanche b7 · Pion noir sur case noire c7 · Pion noir sur case blanche d7 · Pion noir sur case noire e7 · Pion noir sur case blanche f7 · Pion noir sur case noire g7 · Pion noir sur case blanche h7 · Pion blanc sur case blanche c4 · Pion blanc sur case blanche a2 · Pion blanc sur case noire b2 · Pion blanc sur case noire d2 · Pion blanc sur case blanche e2 · Pion blanc sur case noire f2 · Pion blanc sur case blanche g2 · Pion blanc sur case noire h2 · Tour blanche sur case noire a1 · Cavalier blanc sur case blanche b1 · Fou blanc sur case noire c1 · Dame blanche sur case blanche d1 · Roi blanc sur case noire e1 · Fou blanc sur case blanche f1 · Cavalier blanc sur case noire g1 · Tour blanche sur case blanche h1 | Tour noire sur case blanche a8 · Cavalier noir sur case noire b8 · Fou noir sur case blanche c8 · Dame noire sur case noire d8 · Roi noir sur case blanche e8 · Fou noir sur case noire f8 · Cavalier noir sur case blanche g8 · Tour noire sur case noire h8 · Pion noir sur case noire a7 · Pion noir sur case blanche b7 · Pion noir sur case noire c7 · Pion noir sur case blanche d7 · Pion noir sur case noire e7 · Pion noir sur case blanche f7 · Pion noir sur case noire g7 · Pion noir sur case blanche h7 · Pion blanc sur case blanche c4 · Pion blanc sur case blanche a2 · Pion blanc sur case noire b2 · Pion blanc sur case noire d2 · Pion blanc sur case blanche e2 · Pion blanc sur case noire f2 · Pion blanc sur case blanche g2 · Pion blanc sur case noire h2 · Tour blanche sur case noire a1 · Cavalier blanc sur case blanche b1 · Fou blanc sur case noire c1 · Dame blanche sur case blanche d1 · Roi blanc sur case noire e1 · Fou blanc sur case blanche f1 · Cavalier blanc sur case noire g1 · Tour blanche sur case blanche h1 | 6 |
| 5 | Tour noire sur case blanche a8 · Cavalier noir sur case noire b8 · Fou noir sur case blanche c8 · Dame noire sur case noire d8 · Roi noir sur case blanche e8 · Fou noir sur case noire f8 · Cavalier noir sur case blanche g8 · Tour noire sur case noire h8 · Pion noir sur case noire a7 · Pion noir sur case blanche b7 · Pion noir sur case noire c7 · Pion noir sur case blanche d7 · Pion noir sur case noire e7 · Pion noir sur case blanche f7 · Pion noir sur case noire g7 · Pion noir sur case blanche h7 · Pion blanc sur case blanche c4 · Pion blanc sur case blanche a2 · Pion blanc sur case noire b2 · Pion blanc sur case noire d2 · Pion blanc sur case blanche e2 · Pion blanc sur case noire f2 · Pion blanc sur case blanche g2 · Pion blanc sur case noire h2 · Tour blanche sur case noire a1 · Cavalier blanc sur case blanche b1 · Fou blanc sur case noire c1 · Dame blanche sur case blanche d1 · Roi blanc sur case noire e1 · Fou blanc sur case blanche f1 · Cavalier blanc sur case noire g1 · Tour blanche sur case blanche h1 | Tour noire sur case blanche a8 · Cavalier noir sur case noire b8 · Fou noir sur case blanche c8 · Dame noire sur case noire d8 · Roi noir sur case blanche e8 · Fou noir sur case noire f8 · Cavalier noir sur case blanche g8 · Tour noire sur case noire h8 · Pion noir sur case noire a7 · Pion noir sur case blanche b7 · Pion noir sur case noire c7 · Pion noir sur case blanche d7 · Pion noir sur case noire e7 · Pion noir sur case blanche f7 · Pion noir sur case noire g7 · Pion noir sur case blanche h7 · Pion blanc sur case blanche c4 · Pion blanc sur case blanche a2 · Pion blanc sur case noire b2 · Pion blanc sur case noire d2 · Pion blanc sur case blanche e2 · Pion blanc sur case noire f2 · Pion blanc sur case blanche g2 · Pion blanc sur case noire h2 · Tour blanche sur case noire a1 · Cavalier blanc sur case blanche b1 · Fou blanc sur case noire c1 · Dame blanche sur case blanche d1 · Roi blanc sur case noire e1 · Fou blanc sur case blanche f1 · Cavalier blanc sur case noire g1 · Tour blanche sur case blanche h1 | Tour noire sur case blanche a8 · Cavalier noir sur case noire b8 · Fou noir sur case blanche c8 · Dame noire sur case noire d8 · Roi noir sur case blanche e8 · Fou noir sur case noire f8 · Cavalier noir sur case blanche g8 · Tour noire sur case noire h8 · Pion noir sur case noire a7 · Pion noir sur case blanche b7 · Pion noir sur case noire c7 · Pion noir sur case blanche d7 · Pion noir sur case noire e7 · Pion noir sur case blanche f7 · Pion noir sur case noire g7 · Pion noir sur case blanche h7 · Pion blanc sur case blanche c4 · Pion blanc sur case blanche a2 · Pion blanc sur case noire b2 · Pion blanc sur case noire d2 · Pion blanc sur case blanche e2 · Pion blanc sur case noire f2 · Pion blanc sur case blanche g2 · Pion blanc sur case noire h2 · Tour blanche sur case noire a1 · Cavalier blanc sur case blanche b1 · Fou blanc sur case noire c1 · Dame blanche sur case blanche d1 · Roi blanc sur case noire e1 · Fou blanc sur case blanche f1 · Cavalier blanc sur case noire g1 · Tour blanche sur case blanche h1 | Tour noire sur case blanche a8 · Cavalier noir sur case noire b8 · Fou noir sur case blanche c8 · Dame noire sur case noire d8 · Roi noir sur case blanche e8 · Fou noir sur case noire f8 · Cavalier noir sur case blanche g8 · Tour noire sur case noire h8 · Pion noir sur case noire a7 · Pion noir sur case blanche b7 · Pion noir sur case noire c7 · Pion noir sur case blanche d7 · Pion noir sur case noire e7 · Pion noir sur case blanche f7 · Pion noir sur case noire g7 · Pion noir sur case blanche h7 · Pion blanc sur case blanche c4 · Pion blanc sur case blanche a2 · Pion blanc sur case noire b2 · Pion blanc sur case noire d2 · Pion blanc sur case blanche e2 · Pion blanc sur case noire f2 · Pion blanc sur case blanche g2 · Pion blanc sur case noire h2 · Tour blanche sur case noire a1 · Cavalier blanc sur case blanche b1 · Fou blanc sur case noire c1 · Dame blanche sur case blanche d1 · Roi blanc sur case noire e1 · Fou blanc sur case blanche f1 · Cavalier blanc sur case noire g1 · Tour blanche sur case blanche h1 | Tour noire sur case blanche a8 · Cavalier noir sur case noire b8 · Fou noir sur case blanche c8 · Dame noire sur case noire d8 · Roi noir sur case blanche e8 · Fou noir sur case noire f8 · Cavalier noir sur case blanche g8 · Tour noire sur case noire h8 · Pion noir sur case noire a7 · Pion noir sur case blanche b7 · Pion noir sur case noire c7 · Pion noir sur case blanche d7 · Pion noir sur case noire e7 · Pion noir sur case blanche f7 · Pion noir sur case noire g7 · Pion noir sur case blanche h7 · Pion blanc sur case blanche c4 · Pion blanc sur case blanche a2 · Pion blanc sur case noire b2 · Pion blanc sur case noire d2 · Pion blanc sur case blanche e2 · Pion blanc sur case noire f2 · Pion blanc sur case blanche g2 · Pion blanc sur case noire h2 · Tour blanche sur case noire a1 · Cavalier blanc sur case blanche b1 · Fou blanc sur case noire c1 · Dame blanche sur case blanche d1 · Roi blanc sur case noire e1 · Fou blanc sur case blanche f1 · Cavalier blanc sur case noire g1 · Tour blanche sur case blanche h1 | Tour noire sur case blanche a8 · Cavalier noir sur case noire b8 · Fou noir sur case blanche c8 · Dame noire sur case noire d8 · Roi noir sur case blanche e8 · Fou noir sur case noire f8 · Cavalier noir sur case blanche g8 · Tour noire sur case noire h8 · Pion noir sur case noire a7 · Pion noir sur case blanche b7 · Pion noir sur case noire c7 · Pion noir sur case blanche d7 · Pion noir sur case noire e7 · Pion noir sur case blanche f7 · Pion noir sur case noire g7 · Pion noir sur case blanche h7 · Pion blanc sur case blanche c4 · Pion blanc sur case blanche a2 · Pion blanc sur case noire b2 · Pion blanc sur case noire d2 · Pion blanc sur case blanche e2 · Pion blanc sur case noire f2 · Pion blanc sur case blanche g2 · Pion blanc sur case noire h2 · Tour blanche sur case noire a1 · Cavalier blanc sur case blanche b1 · Fou blanc sur case noire c1 · Dame blanche sur case blanche d1 · Roi blanc sur case noire e1 · Fou blanc sur case blanche f1 · Cavalier blanc sur case noire g1 · Tour blanche sur case blanche h1 | Tour noire sur case blanche a8 · Cavalier noir sur case noire b8 · Fou noir sur case blanche c8 · Dame noire sur case noire d8 · Roi noir sur case blanche e8 · Fou noir sur case noire f8 · Cavalier noir sur case blanche g8 · Tour noire sur case noire h8 · Pion noir sur case noire a7 · Pion noir sur case blanche b7 · Pion noir sur case noire c7 · Pion noir sur case blanche d7 · Pion noir sur case noire e7 · Pion noir sur case blanche f7 · Pion noir sur case noire g7 · Pion noir sur case blanche h7 · Pion blanc sur case blanche c4 · Pion blanc sur case blanche a2 · Pion blanc sur case noire b2 · Pion blanc sur case noire d2 · Pion blanc sur case blanche e2 · Pion blanc sur case noire f2 · Pion blanc sur case blanche g2 · Pion blanc sur case noire h2 · Tour blanche sur case noire a1 · Cavalier blanc sur case blanche b1 · Fou blanc sur case noire c1 · Dame blanche sur case blanche d1 · Roi blanc sur case noire e1 · Fou blanc sur case blanche f1 · Cavalier blanc sur case noire g1 · Tour blanche sur case blanche h1 | Tour noire sur case blanche a8 · Cavalier noir sur case noire b8 · Fou noir sur case blanche c8 · Dame noire sur case noire d8 · Roi noir sur case blanche e8 · Fou noir sur case noire f8 · Cavalier noir sur case blanche g8 · Tour noire sur case noire h8 · Pion noir sur case noire a7 · Pion noir sur case blanche b7 · Pion noir sur case noire c7 · Pion noir sur case blanche d7 · Pion noir sur case noire e7 · Pion noir sur case blanche f7 · Pion noir sur case noire g7 · Pion noir sur case blanche h7 · Pion blanc sur case blanche c4 · Pion blanc sur case blanche a2 · Pion blanc sur case noire b2 · Pion blanc sur case noire d2 · Pion blanc sur case blanche e2 · Pion blanc sur case noire f2 · Pion blanc sur case blanche g2 · Pion blanc sur case noire h2 · Tour blanche sur case noire a1 · Cavalier blanc sur case blanche b1 · Fou blanc sur case noire c1 · Dame blanche sur case blanche d1 · Roi blanc sur case noire e1 · Fou blanc sur case blanche f1 · Cavalier blanc sur case noire g1 · Tour blanche sur case blanche h1 | 5 |
| 4 | Tour noire sur case blanche a8 · Cavalier noir sur case noire b8 · Fou noir sur case blanche c8 · Dame noire sur case noire d8 · Roi noir sur case blanche e8 · Fou noir sur case noire f8 · Cavalier noir sur case blanche g8 · Tour noire sur case noire h8 · Pion noir sur case noire a7 · Pion noir sur case blanche b7 · Pion noir sur case noire c7 · Pion noir sur case blanche d7 · Pion noir sur case noire e7 · Pion noir sur case blanche f7 · Pion noir sur case noire g7 · Pion noir sur case blanche h7 · Pion blanc sur case blanche c4 · Pion blanc sur case blanche a2 · Pion blanc sur case noire b2 · Pion blanc sur case noire d2 · Pion blanc sur case blanche e2 · Pion blanc sur case noire f2 · Pion blanc sur case blanche g2 · Pion blanc sur case noire h2 · Tour blanche sur case noire a1 · Cavalier blanc sur case blanche b1 · Fou blanc sur case noire c1 · Dame blanche sur case blanche d1 · Roi blanc sur case noire e1 · Fou blanc sur case blanche f1 · Cavalier blanc sur case noire g1 · Tour blanche sur case blanche h1 | Tour noire sur case blanche a8 · Cavalier noir sur case noire b8 · Fou noir sur case blanche c8 · Dame noire sur case noire d8 · Roi noir sur case blanche e8 · Fou noir sur case noire f8 · Cavalier noir sur case blanche g8 · Tour noire sur case noire h8 · Pion noir sur case noire a7 · Pion noir sur case blanche b7 · Pion noir sur case noire c7 · Pion noir sur case blanche d7 · Pion noir sur case noire e7 · Pion noir sur case blanche f7 · Pion noir sur case noire g7 · Pion noir sur case blanche h7 · Pion blanc sur case blanche c4 · Pion blanc sur case blanche a2 · Pion blanc sur case noire b2 · Pion blanc sur case noire d2 · Pion blanc sur case blanche e2 · Pion blanc sur case noire f2 · Pion blanc sur case blanche g2 · Pion blanc sur case noire h2 · Tour blanche sur case noire a1 · Cavalier blanc sur case blanche b1 · Fou blanc sur case noire c1 · Dame blanche sur case blanche d1 · Roi blanc sur case noire e1 · Fou blanc sur case blanche f1 · Cavalier blanc sur case noire g1 · Tour blanche sur case blanche h1 | Tour noire sur case blanche a8 · Cavalier noir sur case noire b8 · Fou noir sur case blanche c8 · Dame noire sur case noire d8 · Roi noir sur case blanche e8 · Fou noir sur case noire f8 · Cavalier noir sur case blanche g8 · Tour noire sur case noire h8 · Pion noir sur case noire a7 · Pion noir sur case blanche b7 · Pion noir sur case noire c7 · Pion noir sur case blanche d7 · Pion noir sur case noire e7 · Pion noir sur case blanche f7 · Pion noir sur case noire g7 · Pion noir sur case blanche h7 · Pion blanc sur case blanche c4 · Pion blanc sur case blanche a2 · Pion blanc sur case noire b2 · Pion blanc sur case noire d2 · Pion blanc sur case blanche e2 · Pion blanc sur case noire f2 · Pion blanc sur case blanche g2 · Pion blanc sur case noire h2 · Tour blanche sur case noire a1 · Cavalier blanc sur case blanche b1 · Fou blanc sur case noire c1 · Dame blanche sur case blanche d1 · Roi blanc sur case noire e1 · Fou blanc sur case blanche f1 · Cavalier blanc sur case noire g1 · Tour blanche sur case blanche h1 | Tour noire sur case blanche a8 · Cavalier noir sur case noire b8 · Fou noir sur case blanche c8 · Dame noire sur case noire d8 · Roi noir sur case blanche e8 · Fou noir sur case noire f8 · Cavalier noir sur case blanche g8 · Tour noire sur case noire h8 · Pion noir sur case noire a7 · Pion noir sur case blanche b7 · Pion noir sur case noire c7 · Pion noir sur case blanche d7 · Pion noir sur case noire e7 · Pion noir sur case blanche f7 · Pion noir sur case noire g7 · Pion noir sur case blanche h7 · Pion blanc sur case blanche c4 · Pion blanc sur case blanche a2 · Pion blanc sur case noire b2 · Pion blanc sur case noire d2 · Pion blanc sur case blanche e2 · Pion blanc sur case noire f2 · Pion blanc sur case blanche g2 · Pion blanc sur case noire h2 · Tour blanche sur case noire a1 · Cavalier blanc sur case blanche b1 · Fou blanc sur case noire c1 · Dame blanche sur case blanche d1 · Roi blanc sur case noire e1 · Fou blanc sur case blanche f1 · Cavalier blanc sur case noire g1 · Tour blanche sur case blanche h1 | Tour noire sur case blanche a8 · Cavalier noir sur case noire b8 · Fou noir sur case blanche c8 · Dame noire sur case noire d8 · Roi noir sur case blanche e8 · Fou noir sur case noire f8 · Cavalier noir sur case blanche g8 · Tour noire sur case noire h8 · Pion noir sur case noire a7 · Pion noir sur case blanche b7 · Pion noir sur case noire c7 · Pion noir sur case blanche d7 · Pion noir sur case noire e7 · Pion noir sur case blanche f7 · Pion noir sur case noire g7 · Pion noir sur case blanche h7 · Pion blanc sur case blanche c4 · Pion blanc sur case blanche a2 · Pion blanc sur case noire b2 · Pion blanc sur case noire d2 · Pion blanc sur case blanche e2 · Pion blanc sur case noire f2 · Pion blanc sur case blanche g2 · Pion blanc sur case noire h2 · Tour blanche sur case noire a1 · Cavalier blanc sur case blanche b1 · Fou blanc sur case noire c1 · Dame blanche sur case blanche d1 · Roi blanc sur case noire e1 · Fou blanc sur case blanche f1 · Cavalier blanc sur case noire g1 · Tour blanche sur case blanche h1 | Tour noire sur case blanche a8 · Cavalier noir sur case noire b8 · Fou noir sur case blanche c8 · Dame noire sur case noire d8 · Roi noir sur case blanche e8 · Fou noir sur case noire f8 · Cavalier noir sur case blanche g8 · Tour noire sur case noire h8 · Pion noir sur case noire a7 · Pion noir sur case blanche b7 · Pion noir sur case noire c7 · Pion noir sur case blanche d7 · Pion noir sur case noire e7 · Pion noir sur case blanche f7 · Pion noir sur case noire g7 · Pion noir sur case blanche h7 · Pion blanc sur case blanche c4 · Pion blanc sur case blanche a2 · Pion blanc sur case noire b2 · Pion blanc sur case noire d2 · Pion blanc sur case blanche e2 · Pion blanc sur case noire f2 · Pion blanc sur case blanche g2 · Pion blanc sur case noire h2 · Tour blanche sur case noire a1 · Cavalier blanc sur case blanche b1 · Fou blanc sur case noire c1 · Dame blanche sur case blanche d1 · Roi blanc sur case noire e1 · Fou blanc sur case blanche f1 · Cavalier blanc sur case noire g1 · Tour blanche sur case blanche h1 | Tour noire sur case blanche a8 · Cavalier noir sur case noire b8 · Fou noir sur case blanche c8 · Dame noire sur case noire d8 · Roi noir sur case blanche e8 · Fou noir sur case noire f8 · Cavalier noir sur case blanche g8 · Tour noire sur case noire h8 · Pion noir sur case noire a7 · Pion noir sur case blanche b7 · Pion noir sur case noire c7 · Pion noir sur case blanche d7 · Pion noir sur case noire e7 · Pion noir sur case blanche f7 · Pion noir sur case noire g7 · Pion noir sur case blanche h7 · Pion blanc sur case blanche c4 · Pion blanc sur case blanche a2 · Pion blanc sur case noire b2 · Pion blanc sur case noire d2 · Pion blanc sur case blanche e2 · Pion blanc sur case noire f2 · Pion blanc sur case blanche g2 · Pion blanc sur case noire h2 · Tour blanche sur case noire a1 · Cavalier blanc sur case blanche b1 · Fou blanc sur case noire c1 · Dame blanche sur case blanche d1 · Roi blanc sur case noire e1 · Fou blanc sur case blanche f1 · Cavalier blanc sur case noire g1 · Tour blanche sur case blanche h1 | Tour noire sur case blanche a8 · Cavalier noir sur case noire b8 · Fou noir sur case blanche c8 · Dame noire sur case noire d8 · Roi noir sur case blanche e8 · Fou noir sur case noire f8 · Cavalier noir sur case blanche g8 · Tour noire sur case noire h8 · Pion noir sur case noire a7 · Pion noir sur case blanche b7 · Pion noir sur case noire c7 · Pion noir sur case blanche d7 · Pion noir sur case noire e7 · Pion noir sur case blanche f7 · Pion noir sur case noire g7 · Pion noir sur case blanche h7 · Pion blanc sur case blanche c4 · Pion blanc sur case blanche a2 · Pion blanc sur case noire b2 · Pion blanc sur case noire d2 · Pion blanc sur case blanche e2 · Pion blanc sur case noire f2 · Pion blanc sur case blanche g2 · Pion blanc sur case noire h2 · Tour blanche sur case noire a1 · Cavalier blanc sur case blanche b1 · Fou blanc sur case noire c1 · Dame blanche sur case blanche d1 · Roi blanc sur case noire e1 · Fou blanc sur case blanche f1 · Cavalier blanc sur case noire g1 · Tour blanche sur case blanche h1 | 4 |
| 3 | Tour noire sur case blanche a8 · Cavalier noir sur case noire b8 · Fou noir sur case blanche c8 · Dame noire sur case noire d8 · Roi noir sur case blanche e8 · Fou noir sur case noire f8 · Cavalier noir sur case blanche g8 · Tour noire sur case noire h8 · Pion noir sur case noire a7 · Pion noir sur case blanche b7 · Pion noir sur case noire c7 · Pion noir sur case blanche d7 · Pion noir sur case noire e7 · Pion noir sur case blanche f7 · Pion noir sur case noire g7 · Pion noir sur case blanche h7 · Pion blanc sur case blanche c4 · Pion blanc sur case blanche a2 · Pion blanc sur case noire b2 · Pion blanc sur case noire d2 · Pion blanc sur case blanche e2 · Pion blanc sur case noire f2 · Pion blanc sur case blanche g2 · Pion blanc sur case noire h2 · Tour blanche sur case noire a1 · Cavalier blanc sur case blanche b1 · Fou blanc sur case noire c1 · Dame blanche sur case blanche d1 · Roi blanc sur case noire e1 · Fou blanc sur case blanche f1 · Cavalier blanc sur case noire g1 · Tour blanche sur case blanche h1 | Tour noire sur case blanche a8 · Cavalier noir sur case noire b8 · Fou noir sur case blanche c8 · Dame noire sur case noire d8 · Roi noir sur case blanche e8 · Fou noir sur case noire f8 · Cavalier noir sur case blanche g8 · Tour noire sur case noire h8 · Pion noir sur case noire a7 · Pion noir sur case blanche b7 · Pion noir sur case noire c7 · Pion noir sur case blanche d7 · Pion noir sur case noire e7 · Pion noir sur case blanche f7 · Pion noir sur case noire g7 · Pion noir sur case blanche h7 · Pion blanc sur case blanche c4 · Pion blanc sur case blanche a2 · Pion blanc sur case noire b2 · Pion blanc sur case noire d2 · Pion blanc sur case blanche e2 · Pion blanc sur case noire f2 · Pion blanc sur case blanche g2 · Pion blanc sur case noire h2 · Tour blanche sur case noire a1 · Cavalier blanc sur case blanche b1 · Fou blanc sur case noire c1 · Dame blanche sur case blanche d1 · Roi blanc sur case noire e1 · Fou blanc sur case blanche f1 · Cavalier blanc sur case noire g1 · Tour blanche sur case blanche h1 | Tour noire sur case blanche a8 · Cavalier noir sur case noire b8 · Fou noir sur case blanche c8 · Dame noire sur case noire d8 · Roi noir sur case blanche e8 · Fou noir sur case noire f8 · Cavalier noir sur case blanche g8 · Tour noire sur case noire h8 · Pion noir sur case noire a7 · Pion noir sur case blanche b7 · Pion noir sur case noire c7 · Pion noir sur case blanche d7 · Pion noir sur case noire e7 · Pion noir sur case blanche f7 · Pion noir sur case noire g7 · Pion noir sur case blanche h7 · Pion blanc sur case blanche c4 · Pion blanc sur case blanche a2 · Pion blanc sur case noire b2 · Pion blanc sur case noire d2 · Pion blanc sur case blanche e2 · Pion blanc sur case noire f2 · Pion blanc sur case blanche g2 · Pion blanc sur case noire h2 · Tour blanche sur case noire a1 · Cavalier blanc sur case blanche b1 · Fou blanc sur case noire c1 · Dame blanche sur case blanche d1 · Roi blanc sur case noire e1 · Fou blanc sur case blanche f1 · Cavalier blanc sur case noire g1 · Tour blanche sur case blanche h1 | Tour noire sur case blanche a8 · Cavalier noir sur case noire b8 · Fou noir sur case blanche c8 · Dame noire sur case noire d8 · Roi noir sur case blanche e8 · Fou noir sur case noire f8 · Cavalier noir sur case blanche g8 · Tour noire sur case noire h8 · Pion noir sur case noire a7 · Pion noir sur case blanche b7 · Pion noir sur case noire c7 · Pion noir sur case blanche d7 · Pion noir sur case noire e7 · Pion noir sur case blanche f7 · Pion noir sur case noire g7 · Pion noir sur case blanche h7 · Pion blanc sur case blanche c4 · Pion blanc sur case blanche a2 · Pion blanc sur case noire b2 · Pion blanc sur case noire d2 · Pion blanc sur case blanche e2 · Pion blanc sur case noire f2 · Pion blanc sur case blanche g2 · Pion blanc sur case noire h2 · Tour blanche sur case noire a1 · Cavalier blanc sur case blanche b1 · Fou blanc sur case noire c1 · Dame blanche sur case blanche d1 · Roi blanc sur case noire e1 · Fou blanc sur case blanche f1 · Cavalier blanc sur case noire g1 · Tour blanche sur case blanche h1 | Tour noire sur case blanche a8 · Cavalier noir sur case noire b8 · Fou noir sur case blanche c8 · Dame noire sur case noire d8 · Roi noir sur case blanche e8 · Fou noir sur case noire f8 · Cavalier noir sur case blanche g8 · Tour noire sur case noire h8 · Pion noir sur case noire a7 · Pion noir sur case blanche b7 · Pion noir sur case noire c7 · Pion noir sur case blanche d7 · Pion noir sur case noire e7 · Pion noir sur case blanche f7 · Pion noir sur case noire g7 · Pion noir sur case blanche h7 · Pion blanc sur case blanche c4 · Pion blanc sur case blanche a2 · Pion blanc sur case noire b2 · Pion blanc sur case noire d2 · Pion blanc sur case blanche e2 · Pion blanc sur case noire f2 · Pion blanc sur case blanche g2 · Pion blanc sur case noire h2 · Tour blanche sur case noire a1 · Cavalier blanc sur case blanche b1 · Fou blanc sur case noire c1 · Dame blanche sur case blanche d1 · Roi blanc sur case noire e1 · Fou blanc sur case blanche f1 · Cavalier blanc sur case noire g1 · Tour blanche sur case blanche h1 | Tour noire sur case blanche a8 · Cavalier noir sur case noire b8 · Fou noir sur case blanche c8 · Dame noire sur case noire d8 · Roi noir sur case blanche e8 · Fou noir sur case noire f8 · Cavalier noir sur case blanche g8 · Tour noire sur case noire h8 · Pion noir sur case noire a7 · Pion noir sur case blanche b7 · Pion noir sur case noire c7 · Pion noir sur case blanche d7 · Pion noir sur case noire e7 · Pion noir sur case blanche f7 · Pion noir sur case noire g7 · Pion noir sur case blanche h7 · Pion blanc sur case blanche c4 · Pion blanc sur case blanche a2 · Pion blanc sur case noire b2 · Pion blanc sur case noire d2 · Pion blanc sur case blanche e2 · Pion blanc sur case noire f2 · Pion blanc sur case blanche g2 · Pion blanc sur case noire h2 · Tour blanche sur case noire a1 · Cavalier blanc sur case blanche b1 · Fou blanc sur case noire c1 · Dame blanche sur case blanche d1 · Roi blanc sur case noire e1 · Fou blanc sur case blanche f1 · Cavalier blanc sur case noire g1 · Tour blanche sur case blanche h1 | Tour noire sur case blanche a8 · Cavalier noir sur case noire b8 · Fou noir sur case blanche c8 · Dame noire sur case noire d8 · Roi noir sur case blanche e8 · Fou noir sur case noire f8 · Cavalier noir sur case blanche g8 · Tour noire sur case noire h8 · Pion noir sur case noire a7 · Pion noir sur case blanche b7 · Pion noir sur case noire c7 · Pion noir sur case blanche d7 · Pion noir sur case noire e7 · Pion noir sur case blanche f7 · Pion noir sur case noire g7 · Pion noir sur case blanche h7 · Pion blanc sur case blanche c4 · Pion blanc sur case blanche a2 · Pion blanc sur case noire b2 · Pion blanc sur case noire d2 · Pion blanc sur case blanche e2 · Pion blanc sur case noire f2 · Pion blanc sur case blanche g2 · Pion blanc sur case noire h2 · Tour blanche sur case noire a1 · Cavalier blanc sur case blanche b1 · Fou blanc sur case noire c1 · Dame blanche sur case blanche d1 · Roi blanc sur case noire e1 · Fou blanc sur case blanche f1 · Cavalier blanc sur case noire g1 · Tour blanche sur case blanche h1 | Tour noire sur case blanche a8 · Cavalier noir sur case noire b8 · Fou noir sur case blanche c8 · Dame noire sur case noire d8 · Roi noir sur case blanche e8 · Fou noir sur case noire f8 · Cavalier noir sur case blanche g8 · Tour noire sur case noire h8 · Pion noir sur case noire a7 · Pion noir sur case blanche b7 · Pion noir sur case noire c7 · Pion noir sur case blanche d7 · Pion noir sur case noire e7 · Pion noir sur case blanche f7 · Pion noir sur case noire g7 · Pion noir sur case blanche h7 · Pion blanc sur case blanche c4 · Pion blanc sur case blanche a2 · Pion blanc sur case noire b2 · Pion blanc sur case noire d2 · Pion blanc sur case blanche e2 · Pion blanc sur case noire f2 · Pion blanc sur case blanche g2 · Pion blanc sur case noire h2 · Tour blanche sur case noire a1 · Cavalier blanc sur case blanche b1 · Fou blanc sur case noire c1 · Dame blanche sur case blanche d1 · Roi blanc sur case noire e1 · Fou blanc sur case blanche f1 · Cavalier blanc sur case noire g1 · Tour blanche sur case blanche h1 | 3 |
| 2 | Tour noire sur case blanche a8 · Cavalier noir sur case noire b8 · Fou noir sur case blanche c8 · Dame noire sur case noire d8 · Roi noir sur case blanche e8 · Fou noir sur case noire f8 · Cavalier noir sur case blanche g8 · Tour noire sur case noire h8 · Pion noir sur case noire a7 · Pion noir sur case blanche b7 · Pion noir sur case noire c7 · Pion noir sur case blanche d7 · Pion noir sur case noire e7 · Pion noir sur case blanche f7 · Pion noir sur case noire g7 · Pion noir sur case blanche h7 · Pion blanc sur case blanche c4 · Pion blanc sur case blanche a2 · Pion blanc sur case noire b2 · Pion blanc sur case noire d2 · Pion blanc sur case blanche e2 · Pion blanc sur case noire f2 · Pion blanc sur case blanche g2 · Pion blanc sur case noire h2 · Tour blanche sur case noire a1 · Cavalier blanc sur case blanche b1 · Fou blanc sur case noire c1 · Dame blanche sur case blanche d1 · Roi blanc sur case noire e1 · Fou blanc sur case blanche f1 · Cavalier blanc sur case noire g1 · Tour blanche sur case blanche h1 | Tour noire sur case blanche a8 · Cavalier noir sur case noire b8 · Fou noir sur case blanche c8 · Dame noire sur case noire d8 · Roi noir sur case blanche e8 · Fou noir sur case noire f8 · Cavalier noir sur case blanche g8 · Tour noire sur case noire h8 · Pion noir sur case noire a7 · Pion noir sur case blanche b7 · Pion noir sur case noire c7 · Pion noir sur case blanche d7 · Pion noir sur case noire e7 · Pion noir sur case blanche f7 · Pion noir sur case noire g7 · Pion noir sur case blanche h7 · Pion blanc sur case blanche c4 · Pion blanc sur case blanche a2 · Pion blanc sur case noire b2 · Pion blanc sur case noire d2 · Pion blanc sur case blanche e2 · Pion blanc sur case noire f2 · Pion blanc sur case blanche g2 · Pion blanc sur case noire h2 · Tour blanche sur case noire a1 · Cavalier blanc sur case blanche b1 · Fou blanc sur case noire c1 · Dame blanche sur case blanche d1 · Roi blanc sur case noire e1 · Fou blanc sur case blanche f1 · Cavalier blanc sur case noire g1 · Tour blanche sur case blanche h1 | Tour noire sur case blanche a8 · Cavalier noir sur case noire b8 · Fou noir sur case blanche c8 · Dame noire sur case noire d8 · Roi noir sur case blanche e8 · Fou noir sur case noire f8 · Cavalier noir sur case blanche g8 · Tour noire sur case noire h8 · Pion noir sur case noire a7 · Pion noir sur case blanche b7 · Pion noir sur case noire c7 · Pion noir sur case blanche d7 · Pion noir sur case noire e7 · Pion noir sur case blanche f7 · Pion noir sur case noire g7 · Pion noir sur case blanche h7 · Pion blanc sur case blanche c4 · Pion blanc sur case blanche a2 · Pion blanc sur case noire b2 · Pion blanc sur case noire d2 · Pion blanc sur case blanche e2 · Pion blanc sur case noire f2 · Pion blanc sur case blanche g2 · Pion blanc sur case noire h2 · Tour blanche sur case noire a1 · Cavalier blanc sur case blanche b1 · Fou blanc sur case noire c1 · Dame blanche sur case blanche d1 · Roi blanc sur case noire e1 · Fou blanc sur case blanche f1 · Cavalier blanc sur case noire g1 · Tour blanche sur case blanche h1 | Tour noire sur case blanche a8 · Cavalier noir sur case noire b8 · Fou noir sur case blanche c8 · Dame noire sur case noire d8 · Roi noir sur case blanche e8 · Fou noir sur case noire f8 · Cavalier noir sur case blanche g8 · Tour noire sur case noire h8 · Pion noir sur case noire a7 · Pion noir sur case blanche b7 · Pion noir sur case noire c7 · Pion noir sur case blanche d7 · Pion noir sur case noire e7 · Pion noir sur case blanche f7 · Pion noir sur case noire g7 · Pion noir sur case blanche h7 · Pion blanc sur case blanche c4 · Pion blanc sur case blanche a2 · Pion blanc sur case noire b2 · Pion blanc sur case noire d2 · Pion blanc sur case blanche e2 · Pion blanc sur case noire f2 · Pion blanc sur case blanche g2 · Pion blanc sur case noire h2 · Tour blanche sur case noire a1 · Cavalier blanc sur case blanche b1 · Fou blanc sur case noire c1 · Dame blanche sur case blanche d1 · Roi blanc sur case noire e1 · Fou blanc sur case blanche f1 · Cavalier blanc sur case noire g1 · Tour blanche sur case blanche h1 | Tour noire sur case blanche a8 · Cavalier noir sur case noire b8 · Fou noir sur case blanche c8 · Dame noire sur case noire d8 · Roi noir sur case blanche e8 · Fou noir sur case noire f8 · Cavalier noir sur case blanche g8 · Tour noire sur case noire h8 · Pion noir sur case noire a7 · Pion noir sur case blanche b7 · Pion noir sur case noire c7 · Pion noir sur case blanche d7 · Pion noir sur case noire e7 · Pion noir sur case blanche f7 · Pion noir sur case noire g7 · Pion noir sur case blanche h7 · Pion blanc sur case blanche c4 · Pion blanc sur case blanche a2 · Pion blanc sur case noire b2 · Pion blanc sur case noire d2 · Pion blanc sur case blanche e2 · Pion blanc sur case noire f2 · Pion blanc sur case blanche g2 · Pion blanc sur case noire h2 · Tour blanche sur case noire a1 · Cavalier blanc sur case blanche b1 · Fou blanc sur case noire c1 · Dame blanche sur case blanche d1 · Roi blanc sur case noire e1 · Fou blanc sur case blanche f1 · Cavalier blanc sur case noire g1 · Tour blanche sur case blanche h1 | Tour noire sur case blanche a8 · Cavalier noir sur case noire b8 · Fou noir sur case blanche c8 · Dame noire sur case noire d8 · Roi noir sur case blanche e8 · Fou noir sur case noire f8 · Cavalier noir sur case blanche g8 · Tour noire sur case noire h8 · Pion noir sur case noire a7 · Pion noir sur case blanche b7 · Pion noir sur case noire c7 · Pion noir sur case blanche d7 · Pion noir sur case noire e7 · Pion noir sur case blanche f7 · Pion noir sur case noire g7 · Pion noir sur case blanche h7 · Pion blanc sur case blanche c4 · Pion blanc sur case blanche a2 · Pion blanc sur case noire b2 · Pion blanc sur case noire d2 · Pion blanc sur case blanche e2 · Pion blanc sur case noire f2 · Pion blanc sur case blanche g2 · Pion blanc sur case noire h2 · Tour blanche sur case noire a1 · Cavalier blanc sur case blanche b1 · Fou blanc sur case noire c1 · Dame blanche sur case blanche d1 · Roi blanc sur case noire e1 · Fou blanc sur case blanche f1 · Cavalier blanc sur case noire g1 · Tour blanche sur case blanche h1 | Tour noire sur case blanche a8 · Cavalier noir sur case noire b8 · Fou noir sur case blanche c8 · Dame noire sur case noire d8 · Roi noir sur case blanche e8 · Fou noir sur case noire f8 · Cavalier noir sur case blanche g8 · Tour noire sur case noire h8 · Pion noir sur case noire a7 · Pion noir sur case blanche b7 · Pion noir sur case noire c7 · Pion noir sur case blanche d7 · Pion noir sur case noire e7 · Pion noir sur case blanche f7 · Pion noir sur case noire g7 · Pion noir sur case blanche h7 · Pion blanc sur case blanche c4 · Pion blanc sur case blanche a2 · Pion blanc sur case noire b2 · Pion blanc sur case noire d2 · Pion blanc sur case blanche e2 · Pion blanc sur case noire f2 · Pion blanc sur case blanche g2 · Pion blanc sur case noire h2 · Tour blanche sur case noire a1 · Cavalier blanc sur case blanche b1 · Fou blanc sur case noire c1 · Dame blanche sur case blanche d1 · Roi blanc sur case noire e1 · Fou blanc sur case blanche f1 · Cavalier blanc sur case noire g1 · Tour blanche sur case blanche h1 | Tour noire sur case blanche a8 · Cavalier noir sur case noire b8 · Fou noir sur case blanche c8 · Dame noire sur case noire d8 · Roi noir sur case blanche e8 · Fou noir sur case noire f8 · Cavalier noir sur case blanche g8 · Tour noire sur case noire h8 · Pion noir sur case noire a7 · Pion noir sur case blanche b7 · Pion noir sur case noire c7 · Pion noir sur case blanche d7 · Pion noir sur case noire e7 · Pion noir sur case blanche f7 · Pion noir sur case noire g7 · Pion noir sur case blanche h7 · Pion blanc sur case blanche c4 · Pion blanc sur case blanche a2 · Pion blanc sur case noire b2 · Pion blanc sur case noire d2 · Pion blanc sur case blanche e2 · Pion blanc sur case noire f2 · Pion blanc sur case blanche g2 · Pion blanc sur case noire h2 · Tour blanche sur case noire a1 · Cavalier blanc sur case blanche b1 · Fou blanc sur case noire c1 · Dame blanche sur case blanche d1 · Roi blanc sur case noire e1 · Fou blanc sur case blanche f1 · Cavalier blanc sur case noire g1 · Tour blanche sur case blanche h1 | 2 |
| 1 | Tour noire sur case blanche a8 · Cavalier noir sur case noire b8 · Fou noir sur case blanche c8 · Dame noire sur case noire d8 · Roi noir sur case blanche e8 · Fou noir sur case noire f8 · Cavalier noir sur case blanche g8 · Tour noire sur case noire h8 · Pion noir sur case noire a7 · Pion noir sur case blanche b7 · Pion noir sur case noire c7 · Pion noir sur case blanche d7 · Pion noir sur case noire e7 · Pion noir sur case blanche f7 · Pion noir sur case noire g7 · Pion noir sur case blanche h7 · Pion blanc sur case blanche c4 · Pion blanc sur case blanche a2 · Pion blanc sur case noire b2 · Pion blanc sur case noire d2 · Pion blanc sur case blanche e2 · Pion blanc sur case noire f2 · Pion blanc sur case blanche g2 · Pion blanc sur case noire h2 · Tour blanche sur case noire a1 · Cavalier blanc sur case blanche b1 · Fou blanc sur case noire c1 · Dame blanche sur case blanche d1 · Roi blanc sur case noire e1 · Fou blanc sur case blanche f1 · Cavalier blanc sur case noire g1 · Tour blanche sur case blanche h1 | Tour noire sur case blanche a8 · Cavalier noir sur case noire b8 · Fou noir sur case blanche c8 · Dame noire sur case noire d8 · Roi noir sur case blanche e8 · Fou noir sur case noire f8 · Cavalier noir sur case blanche g8 · Tour noire sur case noire h8 · Pion noir sur case noire a7 · Pion noir sur case blanche b7 · Pion noir sur case noire c7 · Pion noir sur case blanche d7 · Pion noir sur case noire e7 · Pion noir sur case blanche f7 · Pion noir sur case noire g7 · Pion noir sur case blanche h7 · Pion blanc sur case blanche c4 · Pion blanc sur case blanche a2 · Pion blanc sur case noire b2 · Pion blanc sur case noire d2 · Pion blanc sur case blanche e2 · Pion blanc sur case noire f2 · Pion blanc sur case blanche g2 · Pion blanc sur case noire h2 · Tour blanche sur case noire a1 · Cavalier blanc sur case blanche b1 · Fou blanc sur case noire c1 · Dame blanche sur case blanche d1 · Roi blanc sur case noire e1 · Fou blanc sur case blanche f1 · Cavalier blanc sur case noire g1 · Tour blanche sur case blanche h1 | Tour noire sur case blanche a8 · Cavalier noir sur case noire b8 · Fou noir sur case blanche c8 · Dame noire sur case noire d8 · Roi noir sur case blanche e8 · Fou noir sur case noire f8 · Cavalier noir sur case blanche g8 · Tour noire sur case noire h8 · Pion noir sur case noire a7 · Pion noir sur case blanche b7 · Pion noir sur case noire c7 · Pion noir sur case blanche d7 · Pion noir sur case noire e7 · Pion noir sur case blanche f7 · Pion noir sur case noire g7 · Pion noir sur case blanche h7 · Pion blanc sur case blanche c4 · Pion blanc sur case blanche a2 · Pion blanc sur case noire b2 · Pion blanc sur case noire d2 · Pion blanc sur case blanche e2 · Pion blanc sur case noire f2 · Pion blanc sur case blanche g2 · Pion blanc sur case noire h2 · Tour blanche sur case noire a1 · Cavalier blanc sur case blanche b1 · Fou blanc sur case noire c1 · Dame blanche sur case blanche d1 · Roi blanc sur case noire e1 · Fou blanc sur case blanche f1 · Cavalier blanc sur case noire g1 · Tour blanche sur case blanche h1 | Tour noire sur case blanche a8 · Cavalier noir sur case noire b8 · Fou noir sur case blanche c8 · Dame noire sur case noire d8 · Roi noir sur case blanche e8 · Fou noir sur case noire f8 · Cavalier noir sur case blanche g8 · Tour noire sur case noire h8 · Pion noir sur case noire a7 · Pion noir sur case blanche b7 · Pion noir sur case noire c7 · Pion noir sur case blanche d7 · Pion noir sur case noire e7 · Pion noir sur case blanche f7 · Pion noir sur case noire g7 · Pion noir sur case blanche h7 · Pion blanc sur case blanche c4 · Pion blanc sur case blanche a2 · Pion blanc sur case noire b2 · Pion blanc sur case noire d2 · Pion blanc sur case blanche e2 · Pion blanc sur case noire f2 · Pion blanc sur case blanche g2 · Pion blanc sur case noire h2 · Tour blanche sur case noire a1 · Cavalier blanc sur case blanche b1 · Fou blanc sur case noire c1 · Dame blanche sur case blanche d1 · Roi blanc sur case noire e1 · Fou blanc sur case blanche f1 · Cavalier blanc sur case noire g1 · Tour blanche sur case blanche h1 | Tour noire sur case blanche a8 · Cavalier noir sur case noire b8 · Fou noir sur case blanche c8 · Dame noire sur case noire d8 · Roi noir sur case blanche e8 · Fou noir sur case noire f8 · Cavalier noir sur case blanche g8 · Tour noire sur case noire h8 · Pion noir sur case noire a7 · Pion noir sur case blanche b7 · Pion noir sur case noire c7 · Pion noir sur case blanche d7 · Pion noir sur case noire e7 · Pion noir sur case blanche f7 · Pion noir sur case noire g7 · Pion noir sur case blanche h7 · Pion blanc sur case blanche c4 · Pion blanc sur case blanche a2 · Pion blanc sur case noire b2 · Pion blanc sur case noire d2 · Pion blanc sur case blanche e2 · Pion blanc sur case noire f2 · Pion blanc sur case blanche g2 · Pion blanc sur case noire h2 · Tour blanche sur case noire a1 · Cavalier blanc sur case blanche b1 · Fou blanc sur case noire c1 · Dame blanche sur case blanche d1 · Roi blanc sur case noire e1 · Fou blanc sur case blanche f1 · Cavalier blanc sur case noire g1 · Tour blanche sur case blanche h1 | Tour noire sur case blanche a8 · Cavalier noir sur case noire b8 · Fou noir sur case blanche c8 · Dame noire sur case noire d8 · Roi noir sur case blanche e8 · Fou noir sur case noire f8 · Cavalier noir sur case blanche g8 · Tour noire sur case noire h8 · Pion noir sur case noire a7 · Pion noir sur case blanche b7 · Pion noir sur case noire c7 · Pion noir sur case blanche d7 · Pion noir sur case noire e7 · Pion noir sur case blanche f7 · Pion noir sur case noire g7 · Pion noir sur case blanche h7 · Pion blanc sur case blanche c4 · Pion blanc sur case blanche a2 · Pion blanc sur case noire b2 · Pion blanc sur case noire d2 · Pion blanc sur case blanche e2 · Pion blanc sur case noire f2 · Pion blanc sur case blanche g2 · Pion blanc sur case noire h2 · Tour blanche sur case noire a1 · Cavalier blanc sur case blanche b1 · Fou blanc sur case noire c1 · Dame blanche sur case blanche d1 · Roi blanc sur case noire e1 · Fou blanc sur case blanche f1 · Cavalier blanc sur case noire g1 · Tour blanche sur case blanche h1 | Tour noire sur case blanche a8 · Cavalier noir sur case noire b8 · Fou noir sur case blanche c8 · Dame noire sur case noire d8 · Roi noir sur case blanche e8 · Fou noir sur case noire f8 · Cavalier noir sur case blanche g8 · Tour noire sur case noire h8 · Pion noir sur case noire a7 · Pion noir sur case blanche b7 · Pion noir sur case noire c7 · Pion noir sur case blanche d7 · Pion noir sur case noire e7 · Pion noir sur case blanche f7 · Pion noir sur case noire g7 · Pion noir sur case blanche h7 · Pion blanc sur case blanche c4 · Pion blanc sur case blanche a2 · Pion blanc sur case noire b2 · Pion blanc sur case noire d2 · Pion blanc sur case blanche e2 · Pion blanc sur case noire f2 · Pion blanc sur case blanche g2 · Pion blanc sur case noire h2 · Tour blanche sur case noire a1 · Cavalier blanc sur case blanche b1 · Fou blanc sur case noire c1 · Dame blanche sur case blanche d1 · Roi blanc sur case noire e1 · Fou blanc sur case blanche f1 · Cavalier blanc sur case noire g1 · Tour blanche sur case blanche h1 | Tour noire sur case blanche a8 · Cavalier noir sur case noire b8 · Fou noir sur case blanche c8 · Dame noire sur case noire d8 · Roi noir sur case blanche e8 · Fou noir sur case noire f8 · Cavalier noir sur case blanche g8 · Tour noire sur case noire h8 · Pion noir sur case noire a7 · Pion noir sur case blanche b7 · Pion noir sur case noire c7 · Pion noir sur case blanche d7 · Pion noir sur case noire e7 · Pion noir sur case blanche f7 · Pion noir sur case noire g7 · Pion noir sur case blanche h7 · Pion blanc sur case blanche c4 · Pion blanc sur case blanche a2 · Pion blanc sur case noire b2 · Pion blanc sur case noire d2 · Pion blanc sur case blanche e2 · Pion blanc sur case noire f2 · Pion blanc sur case blanche g2 · Pion blanc sur case noire h2 · Tour blanche sur case noire a1 · Cavalier blanc sur case blanche b1 · Fou blanc sur case noire c1 · Dame blanche sur case blanche d1 · Roi blanc sur case noire e1 · Fou blanc sur case blanche f1 · Cavalier blanc sur case noire g1 · Tour blanche sur case blanche h1 | 1 |
|   | a | b | c | d | e | f | g | h |   |

L'ouverture anglaise ou partie anglaise est une ouverture au jeu d'échecs qui correspond aux codes ECO A10 à A39 ; elle débute par le coup 1. c4. Par ce coup, les Blancs contrôlent le centre (la case d5).
Après 1. c4, les transpositions dans d'autres ouvertures comme la Caro-Kann ou la Slave, la Hollandaise, le Gambit dame refusé, des ouvertures indiennes (1. d4 Cf6 2. c4), la Partie catalane ou le Début Réti sont fréquentes. Les réponses 1...e5 et 1...c5 donnent plutôt lieu à des développements propres à l'Anglaise, avec des parties de louvoiement (surtout après 1...c5, et notamment ce qu'on appelle le système du hérisson). Les Blancs peuvent débuter par 1. c4 pour éviter certaines ouvertures comme la défense Grünfeld, la défense nimzo-indienne (car les Blancs retardent ou s'abstiennent de jouer d4), le Gambit dame accepté, les défenses Benoni ou le Gambit Benko.
Le choix de cette ouverture n'est pas conseillé pour les débutants, qui n'ont pas un très bon sens positionnel. L'Anglaise plaît particulièrement aux joueurs qui aiment quitter les sentiers battus mais l'anglaise plaît aussi aux joueurs qui aiment les attaques sur les roques opposés.

## Histoire
Le nom de l'ouverture vient du fait qu'elle a été jouée par le champion anglais Howard Staunton contre le Français Pierre Saint-Amant lors de leur match de 1843. Saint-Amant avait alors répondu 1...c5. Cette ouverture, déjà mentionnée dans le Manuscrit de Göttingen, a néanmoins été traitée pendant longtemps « avec suspicion » par ceux qui considéraient que les blancs devaient obligatoirement occuper le centre avec un pion au premier coup de la partie. Dans les années 1980, Nigel Povah (en) note que si elle fait partie du répertoire de nombreux grands maîtres, elle a longtemps été peu jouée aux niveaux moins élevés, car il existait peu de livres sur ce sujet. Cette tendance a néanmoins été corrigée à cette époque.

## Idées stratégiques générales
|   | a | b | c | d | e | f | g | h |   |
| 8 | Pion noir sur case noire c7 · Pion blanc sur case blanche b5 · Cavalier blanc sur case blanche d5 · Pion blanc sur case blanche c4 · Pion blanc sur case blanche e4 · Pion blanc sur case noire g3 · Pion blanc sur case noire f2 · Fou blanc sur case blanche g2 · Pion blanc sur case noire h2 · Tour blanche sur case blanche f1 · Roi blanc sur case noire g1 | Pion noir sur case noire c7 · Pion blanc sur case blanche b5 · Cavalier blanc sur case blanche d5 · Pion blanc sur case blanche c4 · Pion blanc sur case blanche e4 · Pion blanc sur case noire g3 · Pion blanc sur case noire f2 · Fou blanc sur case blanche g2 · Pion blanc sur case noire h2 · Tour blanche sur case blanche f1 · Roi blanc sur case noire g1 | Pion noir sur case noire c7 · Pion blanc sur case blanche b5 · Cavalier blanc sur case blanche d5 · Pion blanc sur case blanche c4 · Pion blanc sur case blanche e4 · Pion blanc sur case noire g3 · Pion blanc sur case noire f2 · Fou blanc sur case blanche g2 · Pion blanc sur case noire h2 · Tour blanche sur case blanche f1 · Roi blanc sur case noire g1 | Pion noir sur case noire c7 · Pion blanc sur case blanche b5 · Cavalier blanc sur case blanche d5 · Pion blanc sur case blanche c4 · Pion blanc sur case blanche e4 · Pion blanc sur case noire g3 · Pion blanc sur case noire f2 · Fou blanc sur case blanche g2 · Pion blanc sur case noire h2 · Tour blanche sur case blanche f1 · Roi blanc sur case noire g1 | Pion noir sur case noire c7 · Pion blanc sur case blanche b5 · Cavalier blanc sur case blanche d5 · Pion blanc sur case blanche c4 · Pion blanc sur case blanche e4 · Pion blanc sur case noire g3 · Pion blanc sur case noire f2 · Fou blanc sur case blanche g2 · Pion blanc sur case noire h2 · Tour blanche sur case blanche f1 · Roi blanc sur case noire g1 | Pion noir sur case noire c7 · Pion blanc sur case blanche b5 · Cavalier blanc sur case blanche d5 · Pion blanc sur case blanche c4 · Pion blanc sur case blanche e4 · Pion blanc sur case noire g3 · Pion blanc sur case noire f2 · Fou blanc sur case blanche g2 · Pion blanc sur case noire h2 · Tour blanche sur case blanche f1 · Roi blanc sur case noire g1 | Pion noir sur case noire c7 · Pion blanc sur case blanche b5 · Cavalier blanc sur case blanche d5 · Pion blanc sur case blanche c4 · Pion blanc sur case blanche e4 · Pion blanc sur case noire g3 · Pion blanc sur case noire f2 · Fou blanc sur case blanche g2 · Pion blanc sur case noire h2 · Tour blanche sur case blanche f1 · Roi blanc sur case noire g1 | Pion noir sur case noire c7 · Pion blanc sur case blanche b5 · Cavalier blanc sur case blanche d5 · Pion blanc sur case blanche c4 · Pion blanc sur case blanche e4 · Pion blanc sur case noire g3 · Pion blanc sur case noire f2 · Fou blanc sur case blanche g2 · Pion blanc sur case noire h2 · Tour blanche sur case blanche f1 · Roi blanc sur case noire g1 | 8 |
| 7 | Pion noir sur case noire c7 · Pion blanc sur case blanche b5 · Cavalier blanc sur case blanche d5 · Pion blanc sur case blanche c4 · Pion blanc sur case blanche e4 · Pion blanc sur case noire g3 · Pion blanc sur case noire f2 · Fou blanc sur case blanche g2 · Pion blanc sur case noire h2 · Tour blanche sur case blanche f1 · Roi blanc sur case noire g1 | Pion noir sur case noire c7 · Pion blanc sur case blanche b5 · Cavalier blanc sur case blanche d5 · Pion blanc sur case blanche c4 · Pion blanc sur case blanche e4 · Pion blanc sur case noire g3 · Pion blanc sur case noire f2 · Fou blanc sur case blanche g2 · Pion blanc sur case noire h2 · Tour blanche sur case blanche f1 · Roi blanc sur case noire g1 | Pion noir sur case noire c7 · Pion blanc sur case blanche b5 · Cavalier blanc sur case blanche d5 · Pion blanc sur case blanche c4 · Pion blanc sur case blanche e4 · Pion blanc sur case noire g3 · Pion blanc sur case noire f2 · Fou blanc sur case blanche g2 · Pion blanc sur case noire h2 · Tour blanche sur case blanche f1 · Roi blanc sur case noire g1 | Pion noir sur case noire c7 · Pion blanc sur case blanche b5 · Cavalier blanc sur case blanche d5 · Pion blanc sur case blanche c4 · Pion blanc sur case blanche e4 · Pion blanc sur case noire g3 · Pion blanc sur case noire f2 · Fou blanc sur case blanche g2 · Pion blanc sur case noire h2 · Tour blanche sur case blanche f1 · Roi blanc sur case noire g1 | Pion noir sur case noire c7 · Pion blanc sur case blanche b5 · Cavalier blanc sur case blanche d5 · Pion blanc sur case blanche c4 · Pion blanc sur case blanche e4 · Pion blanc sur case noire g3 · Pion blanc sur case noire f2 · Fou blanc sur case blanche g2 · Pion blanc sur case noire h2 · Tour blanche sur case blanche f1 · Roi blanc sur case noire g1 | Pion noir sur case noire c7 · Pion blanc sur case blanche b5 · Cavalier blanc sur case blanche d5 · Pion blanc sur case blanche c4 · Pion blanc sur case blanche e4 · Pion blanc sur case noire g3 · Pion blanc sur case noire f2 · Fou blanc sur case blanche g2 · Pion blanc sur case noire h2 · Tour blanche sur case blanche f1 · Roi blanc sur case noire g1 | Pion noir sur case noire c7 · Pion blanc sur case blanche b5 · Cavalier blanc sur case blanche d5 · Pion blanc sur case blanche c4 · Pion blanc sur case blanche e4 · Pion blanc sur case noire g3 · Pion blanc sur case noire f2 · Fou blanc sur case blanche g2 · Pion blanc sur case noire h2 · Tour blanche sur case blanche f1 · Roi blanc sur case noire g1 | Pion noir sur case noire c7 · Pion blanc sur case blanche b5 · Cavalier blanc sur case blanche d5 · Pion blanc sur case blanche c4 · Pion blanc sur case blanche e4 · Pion blanc sur case noire g3 · Pion blanc sur case noire f2 · Fou blanc sur case blanche g2 · Pion blanc sur case noire h2 · Tour blanche sur case blanche f1 · Roi blanc sur case noire g1 | 7 |
| 6 | Pion noir sur case noire c7 · Pion blanc sur case blanche b5 · Cavalier blanc sur case blanche d5 · Pion blanc sur case blanche c4 · Pion blanc sur case blanche e4 · Pion blanc sur case noire g3 · Pion blanc sur case noire f2 · Fou blanc sur case blanche g2 · Pion blanc sur case noire h2 · Tour blanche sur case blanche f1 · Roi blanc sur case noire g1 | Pion noir sur case noire c7 · Pion blanc sur case blanche b5 · Cavalier blanc sur case blanche d5 · Pion blanc sur case blanche c4 · Pion blanc sur case blanche e4 · Pion blanc sur case noire g3 · Pion blanc sur case noire f2 · Fou blanc sur case blanche g2 · Pion blanc sur case noire h2 · Tour blanche sur case blanche f1 · Roi blanc sur case noire g1 | Pion noir sur case noire c7 · Pion blanc sur case blanche b5 · Cavalier blanc sur case blanche d5 · Pion blanc sur case blanche c4 · Pion blanc sur case blanche e4 · Pion blanc sur case noire g3 · Pion blanc sur case noire f2 · Fou blanc sur case blanche g2 · Pion blanc sur case noire h2 · Tour blanche sur case blanche f1 · Roi blanc sur case noire g1 | Pion noir sur case noire c7 · Pion blanc sur case blanche b5 · Cavalier blanc sur case blanche d5 · Pion blanc sur case blanche c4 · Pion blanc sur case blanche e4 · Pion blanc sur case noire g3 · Pion blanc sur case noire f2 · Fou blanc sur case blanche g2 · Pion blanc sur case noire h2 · Tour blanche sur case blanche f1 · Roi blanc sur case noire g1 | Pion noir sur case noire c7 · Pion blanc sur case blanche b5 · Cavalier blanc sur case blanche d5 · Pion blanc sur case blanche c4 · Pion blanc sur case blanche e4 · Pion blanc sur case noire g3 · Pion blanc sur case noire f2 · Fou blanc sur case blanche g2 · Pion blanc sur case noire h2 · Tour blanche sur case blanche f1 · Roi blanc sur case noire g1 | Pion noir sur case noire c7 · Pion blanc sur case blanche b5 · Cavalier blanc sur case blanche d5 · Pion blanc sur case blanche c4 · Pion blanc sur case blanche e4 · Pion blanc sur case noire g3 · Pion blanc sur case noire f2 · Fou blanc sur case blanche g2 · Pion blanc sur case noire h2 · Tour blanche sur case blanche f1 · Roi blanc sur case noire g1 | Pion noir sur case noire c7 · Pion blanc sur case blanche b5 · Cavalier blanc sur case blanche d5 · Pion blanc sur case blanche c4 · Pion blanc sur case blanche e4 · Pion blanc sur case noire g3 · Pion blanc sur case noire f2 · Fou blanc sur case blanche g2 · Pion blanc sur case noire h2 · Tour blanche sur case blanche f1 · Roi blanc sur case noire g1 | Pion noir sur case noire c7 · Pion blanc sur case blanche b5 · Cavalier blanc sur case blanche d5 · Pion blanc sur case blanche c4 · Pion blanc sur case blanche e4 · Pion blanc sur case noire g3 · Pion blanc sur case noire f2 · Fou blanc sur case blanche g2 · Pion blanc sur case noire h2 · Tour blanche sur case blanche f1 · Roi blanc sur case noire g1 | 6 |
| 5 | Pion noir sur case noire c7 · Pion blanc sur case blanche b5 · Cavalier blanc sur case blanche d5 · Pion blanc sur case blanche c4 · Pion blanc sur case blanche e4 · Pion blanc sur case noire g3 · Pion blanc sur case noire f2 · Fou blanc sur case blanche g2 · Pion blanc sur case noire h2 · Tour blanche sur case blanche f1 · Roi blanc sur case noire g1 | Pion noir sur case noire c7 · Pion blanc sur case blanche b5 · Cavalier blanc sur case blanche d5 · Pion blanc sur case blanche c4 · Pion blanc sur case blanche e4 · Pion blanc sur case noire g3 · Pion blanc sur case noire f2 · Fou blanc sur case blanche g2 · Pion blanc sur case noire h2 · Tour blanche sur case blanche f1 · Roi blanc sur case noire g1 | Pion noir sur case noire c7 · Pion blanc sur case blanche b5 · Cavalier blanc sur case blanche d5 · Pion blanc sur case blanche c4 · Pion blanc sur case blanche e4 · Pion blanc sur case noire g3 · Pion blanc sur case noire f2 · Fou blanc sur case blanche g2 · Pion blanc sur case noire h2 · Tour blanche sur case blanche f1 · Roi blanc sur case noire g1 | Pion noir sur case noire c7 · Pion blanc sur case blanche b5 · Cavalier blanc sur case blanche d5 · Pion blanc sur case blanche c4 · Pion blanc sur case blanche e4 · Pion blanc sur case noire g3 · Pion blanc sur case noire f2 · Fou blanc sur case blanche g2 · Pion blanc sur case noire h2 · Tour blanche sur case blanche f1 · Roi blanc sur case noire g1 | Pion noir sur case noire c7 · Pion blanc sur case blanche b5 · Cavalier blanc sur case blanche d5 · Pion blanc sur case blanche c4 · Pion blanc sur case blanche e4 · Pion blanc sur case noire g3 · Pion blanc sur case noire f2 · Fou blanc sur case blanche g2 · Pion blanc sur case noire h2 · Tour blanche sur case blanche f1 · Roi blanc sur case noire g1 | Pion noir sur case noire c7 · Pion blanc sur case blanche b5 · Cavalier blanc sur case blanche d5 · Pion blanc sur case blanche c4 · Pion blanc sur case blanche e4 · Pion blanc sur case noire g3 · Pion blanc sur case noire f2 · Fou blanc sur case blanche g2 · Pion blanc sur case noire h2 · Tour blanche sur case blanche f1 · Roi blanc sur case noire g1 | Pion noir sur case noire c7 · Pion blanc sur case blanche b5 · Cavalier blanc sur case blanche d5 · Pion blanc sur case blanche c4 · Pion blanc sur case blanche e4 · Pion blanc sur case noire g3 · Pion blanc sur case noire f2 · Fou blanc sur case blanche g2 · Pion blanc sur case noire h2 · Tour blanche sur case blanche f1 · Roi blanc sur case noire g1 | Pion noir sur case noire c7 · Pion blanc sur case blanche b5 · Cavalier blanc sur case blanche d5 · Pion blanc sur case blanche c4 · Pion blanc sur case blanche e4 · Pion blanc sur case noire g3 · Pion blanc sur case noire f2 · Fou blanc sur case blanche g2 · Pion blanc sur case noire h2 · Tour blanche sur case blanche f1 · Roi blanc sur case noire g1 | 5 |
| 4 | Pion noir sur case noire c7 · Pion blanc sur case blanche b5 · Cavalier blanc sur case blanche d5 · Pion blanc sur case blanche c4 · Pion blanc sur case blanche e4 · Pion blanc sur case noire g3 · Pion blanc sur case noire f2 · Fou blanc sur case blanche g2 · Pion blanc sur case noire h2 · Tour blanche sur case blanche f1 · Roi blanc sur case noire g1 | Pion noir sur case noire c7 · Pion blanc sur case blanche b5 · Cavalier blanc sur case blanche d5 · Pion blanc sur case blanche c4 · Pion blanc sur case blanche e4 · Pion blanc sur case noire g3 · Pion blanc sur case noire f2 · Fou blanc sur case blanche g2 · Pion blanc sur case noire h2 · Tour blanche sur case blanche f1 · Roi blanc sur case noire g1 | Pion noir sur case noire c7 · Pion blanc sur case blanche b5 · Cavalier blanc sur case blanche d5 · Pion blanc sur case blanche c4 · Pion blanc sur case blanche e4 · Pion blanc sur case noire g3 · Pion blanc sur case noire f2 · Fou blanc sur case blanche g2 · Pion blanc sur case noire h2 · Tour blanche sur case blanche f1 · Roi blanc sur case noire g1 | Pion noir sur case noire c7 · Pion blanc sur case blanche b5 · Cavalier blanc sur case blanche d5 · Pion blanc sur case blanche c4 · Pion blanc sur case blanche e4 · Pion blanc sur case noire g3 · Pion blanc sur case noire f2 · Fou blanc sur case blanche g2 · Pion blanc sur case noire h2 · Tour blanche sur case blanche f1 · Roi blanc sur case noire g1 | Pion noir sur case noire c7 · Pion blanc sur case blanche b5 · Cavalier blanc sur case blanche d5 · Pion blanc sur case blanche c4 · Pion blanc sur case blanche e4 · Pion blanc sur case noire g3 · Pion blanc sur case noire f2 · Fou blanc sur case blanche g2 · Pion blanc sur case noire h2 · Tour blanche sur case blanche f1 · Roi blanc sur case noire g1 | Pion noir sur case noire c7 · Pion blanc sur case blanche b5 · Cavalier blanc sur case blanche d5 · Pion blanc sur case blanche c4 · Pion blanc sur case blanche e4 · Pion blanc sur case noire g3 · Pion blanc sur case noire f2 · Fou blanc sur case blanche g2 · Pion blanc sur case noire h2 · Tour blanche sur case blanche f1 · Roi blanc sur case noire g1 | Pion noir sur case noire c7 · Pion blanc sur case blanche b5 · Cavalier blanc sur case blanche d5 · Pion blanc sur case blanche c4 · Pion blanc sur case blanche e4 · Pion blanc sur case noire g3 · Pion blanc sur case noire f2 · Fou blanc sur case blanche g2 · Pion blanc sur case noire h2 · Tour blanche sur case blanche f1 · Roi blanc sur case noire g1 | Pion noir sur case noire c7 · Pion blanc sur case blanche b5 · Cavalier blanc sur case blanche d5 · Pion blanc sur case blanche c4 · Pion blanc sur case blanche e4 · Pion blanc sur case noire g3 · Pion blanc sur case noire f2 · Fou blanc sur case blanche g2 · Pion blanc sur case noire h2 · Tour blanche sur case blanche f1 · Roi blanc sur case noire g1 | 4 |
| 3 | Pion noir sur case noire c7 · Pion blanc sur case blanche b5 · Cavalier blanc sur case blanche d5 · Pion blanc sur case blanche c4 · Pion blanc sur case blanche e4 · Pion blanc sur case noire g3 · Pion blanc sur case noire f2 · Fou blanc sur case blanche g2 · Pion blanc sur case noire h2 · Tour blanche sur case blanche f1 · Roi blanc sur case noire g1 | Pion noir sur case noire c7 · Pion blanc sur case blanche b5 · Cavalier blanc sur case blanche d5 · Pion blanc sur case blanche c4 · Pion blanc sur case blanche e4 · Pion blanc sur case noire g3 · Pion blanc sur case noire f2 · Fou blanc sur case blanche g2 · Pion blanc sur case noire h2 · Tour blanche sur case blanche f1 · Roi blanc sur case noire g1 | Pion noir sur case noire c7 · Pion blanc sur case blanche b5 · Cavalier blanc sur case blanche d5 · Pion blanc sur case blanche c4 · Pion blanc sur case blanche e4 · Pion blanc sur case noire g3 · Pion blanc sur case noire f2 · Fou blanc sur case blanche g2 · Pion blanc sur case noire h2 · Tour blanche sur case blanche f1 · Roi blanc sur case noire g1 | Pion noir sur case noire c7 · Pion blanc sur case blanche b5 · Cavalier blanc sur case blanche d5 · Pion blanc sur case blanche c4 · Pion blanc sur case blanche e4 · Pion blanc sur case noire g3 · Pion blanc sur case noire f2 · Fou blanc sur case blanche g2 · Pion blanc sur case noire h2 · Tour blanche sur case blanche f1 · Roi blanc sur case noire g1 | Pion noir sur case noire c7 · Pion blanc sur case blanche b5 · Cavalier blanc sur case blanche d5 · Pion blanc sur case blanche c4 · Pion blanc sur case blanche e4 · Pion blanc sur case noire g3 · Pion blanc sur case noire f2 · Fou blanc sur case blanche g2 · Pion blanc sur case noire h2 · Tour blanche sur case blanche f1 · Roi blanc sur case noire g1 | Pion noir sur case noire c7 · Pion blanc sur case blanche b5 · Cavalier blanc sur case blanche d5 · Pion blanc sur case blanche c4 · Pion blanc sur case blanche e4 · Pion blanc sur case noire g3 · Pion blanc sur case noire f2 · Fou blanc sur case blanche g2 · Pion blanc sur case noire h2 · Tour blanche sur case blanche f1 · Roi blanc sur case noire g1 | Pion noir sur case noire c7 · Pion blanc sur case blanche b5 · Cavalier blanc sur case blanche d5 · Pion blanc sur case blanche c4 · Pion blanc sur case blanche e4 · Pion blanc sur case noire g3 · Pion blanc sur case noire f2 · Fou blanc sur case blanche g2 · Pion blanc sur case noire h2 · Tour blanche sur case blanche f1 · Roi blanc sur case noire g1 | Pion noir sur case noire c7 · Pion blanc sur case blanche b5 · Cavalier blanc sur case blanche d5 · Pion blanc sur case blanche c4 · Pion blanc sur case blanche e4 · Pion blanc sur case noire g3 · Pion blanc sur case noire f2 · Fou blanc sur case blanche g2 · Pion blanc sur case noire h2 · Tour blanche sur case blanche f1 · Roi blanc sur case noire g1 | 3 |
| 2 | Pion noir sur case noire c7 · Pion blanc sur case blanche b5 · Cavalier blanc sur case blanche d5 · Pion blanc sur case blanche c4 · Pion blanc sur case blanche e4 · Pion blanc sur case noire g3 · Pion blanc sur case noire f2 · Fou blanc sur case blanche g2 · Pion blanc sur case noire h2 · Tour blanche sur case blanche f1 · Roi blanc sur case noire g1 | Pion noir sur case noire c7 · Pion blanc sur case blanche b5 · Cavalier blanc sur case blanche d5 · Pion blanc sur case blanche c4 · Pion blanc sur case blanche e4 · Pion blanc sur case noire g3 · Pion blanc sur case noire f2 · Fou blanc sur case blanche g2 · Pion blanc sur case noire h2 · Tour blanche sur case blanche f1 · Roi blanc sur case noire g1 | Pion noir sur case noire c7 · Pion blanc sur case blanche b5 · Cavalier blanc sur case blanche d5 · Pion blanc sur case blanche c4 · Pion blanc sur case blanche e4 · Pion blanc sur case noire g3 · Pion blanc sur case noire f2 · Fou blanc sur case blanche g2 · Pion blanc sur case noire h2 · Tour blanche sur case blanche f1 · Roi blanc sur case noire g1 | Pion noir sur case noire c7 · Pion blanc sur case blanche b5 · Cavalier blanc sur case blanche d5 · Pion blanc sur case blanche c4 · Pion blanc sur case blanche e4 · Pion blanc sur case noire g3 · Pion blanc sur case noire f2 · Fou blanc sur case blanche g2 · Pion blanc sur case noire h2 · Tour blanche sur case blanche f1 · Roi blanc sur case noire g1 | Pion noir sur case noire c7 · Pion blanc sur case blanche b5 · Cavalier blanc sur case blanche d5 · Pion blanc sur case blanche c4 · Pion blanc sur case blanche e4 · Pion blanc sur case noire g3 · Pion blanc sur case noire f2 · Fou blanc sur case blanche g2 · Pion blanc sur case noire h2 · Tour blanche sur case blanche f1 · Roi blanc sur case noire g1 | Pion noir sur case noire c7 · Pion blanc sur case blanche b5 · Cavalier blanc sur case blanche d5 · Pion blanc sur case blanche c4 · Pion blanc sur case blanche e4 · Pion blanc sur case noire g3 · Pion blanc sur case noire f2 · Fou blanc sur case blanche g2 · Pion blanc sur case noire h2 · Tour blanche sur case blanche f1 · Roi blanc sur case noire g1 | Pion noir sur case noire c7 · Pion blanc sur case blanche b5 · Cavalier blanc sur case blanche d5 · Pion blanc sur case blanche c4 · Pion blanc sur case blanche e4 · Pion blanc sur case noire g3 · Pion blanc sur case noire f2 · Fou blanc sur case blanche g2 · Pion blanc sur case noire h2 · Tour blanche sur case blanche f1 · Roi blanc sur case noire g1 | Pion noir sur case noire c7 · Pion blanc sur case blanche b5 · Cavalier blanc sur case blanche d5 · Pion blanc sur case blanche c4 · Pion blanc sur case blanche e4 · Pion blanc sur case noire g3 · Pion blanc sur case noire f2 · Fou blanc sur case blanche g2 · Pion blanc sur case noire h2 · Tour blanche sur case blanche f1 · Roi blanc sur case noire g1 | 2 |
| 1 | Pion noir sur case noire c7 · Pion blanc sur case blanche b5 · Cavalier blanc sur case blanche d5 · Pion blanc sur case blanche c4 · Pion blanc sur case blanche e4 · Pion blanc sur case noire g3 · Pion blanc sur case noire f2 · Fou blanc sur case blanche g2 · Pion blanc sur case noire h2 · Tour blanche sur case blanche f1 · Roi blanc sur case noire g1 | Pion noir sur case noire c7 · Pion blanc sur case blanche b5 · Cavalier blanc sur case blanche d5 · Pion blanc sur case blanche c4 · Pion blanc sur case blanche e4 · Pion blanc sur case noire g3 · Pion blanc sur case noire f2 · Fou blanc sur case blanche g2 · Pion blanc sur case noire h2 · Tour blanche sur case blanche f1 · Roi blanc sur case noire g1 | Pion noir sur case noire c7 · Pion blanc sur case blanche b5 · Cavalier blanc sur case blanche d5 · Pion blanc sur case blanche c4 · Pion blanc sur case blanche e4 · Pion blanc sur case noire g3 · Pion blanc sur case noire f2 · Fou blanc sur case blanche g2 · Pion blanc sur case noire h2 · Tour blanche sur case blanche f1 · Roi blanc sur case noire g1 | Pion noir sur case noire c7 · Pion blanc sur case blanche b5 · Cavalier blanc sur case blanche d5 · Pion blanc sur case blanche c4 · Pion blanc sur case blanche e4 · Pion blanc sur case noire g3 · Pion blanc sur case noire f2 · Fou blanc sur case blanche g2 · Pion blanc sur case noire h2 · Tour blanche sur case blanche f1 · Roi blanc sur case noire g1 | Pion noir sur case noire c7 · Pion blanc sur case blanche b5 · Cavalier blanc sur case blanche d5 · Pion blanc sur case blanche c4 · Pion blanc sur case blanche e4 · Pion blanc sur case noire g3 · Pion blanc sur case noire f2 · Fou blanc sur case blanche g2 · Pion blanc sur case noire h2 · Tour blanche sur case blanche f1 · Roi blanc sur case noire g1 | Pion noir sur case noire c7 · Pion blanc sur case blanche b5 · Cavalier blanc sur case blanche d5 · Pion blanc sur case blanche c4 · Pion blanc sur case blanche e4 · Pion blanc sur case noire g3 · Pion blanc sur case noire f2 · Fou blanc sur case blanche g2 · Pion blanc sur case noire h2 · Tour blanche sur case blanche f1 · Roi blanc sur case noire g1 | Pion noir sur case noire c7 · Pion blanc sur case blanche b5 · Cavalier blanc sur case blanche d5 · Pion blanc sur case blanche c4 · Pion blanc sur case blanche e4 · Pion blanc sur case noire g3 · Pion blanc sur case noire f2 · Fou blanc sur case blanche g2 · Pion blanc sur case noire h2 · Tour blanche sur case blanche f1 · Roi blanc sur case noire g1 | Pion noir sur case noire c7 · Pion blanc sur case blanche b5 · Cavalier blanc sur case blanche d5 · Pion blanc sur case blanche c4 · Pion blanc sur case blanche e4 · Pion blanc sur case noire g3 · Pion blanc sur case noire f2 · Fou blanc sur case blanche g2 · Pion blanc sur case noire h2 · Tour blanche sur case blanche f1 · Roi blanc sur case noire g1 | 1 |
|   | a | b | c | d | e | f | g | h |   |

Par le coup 1. c4, les blancs montrent leur intention de contrôler la case d5. L'idée principale est de jouer au centre ou à l'aile dame en construisant une position à partir de la case d5. Ce contrôle sur d5 sera renforcé en plaçant le cavalier en c3, ainsi que, souvent, en réalisant la poussée g3 pour placer le fou de cases blanches en fianchetto en g2. Il est aussi possible de jouer e4. Le but est le positionnement d'un cavalier en d5 qui devient « une épine irritante dans le camp des noirs. »
Lors de l'utilisation d'un fianchetto, le roi blanc effectue en général le petit roque pour assurer sa sécurité. Le fou g2 contrôle d5 mais vise aussi, à l'aile dame, les cases c6 et b7. Les blancs peuvent alors tenter de gagner de l'espace de ce côté en jouant b4-b5, en échangeant éventuellement le pion a, ce qui peut leur permettre de contrôler la colonne A. Ce coup permet en outre d'éviter que le cavalier d5 soit délogé par c6. L'échange éventuel du cavalier d5 peut être compensé par un jeu avec les pièces majeures sur la colonne C alors ouverte ou semi-ouverte.
Si les blancs visent ainsi une attaque à l'aile dame, les noirs peuvent pendant ce temps avancer à l'aile roi. Le roi blanc peut alors paraître vulnérable dans cette situation, mais elle peut déboucher sur un gain positionnel à l'aile dame entrainant une attaque sur le roi noir. Cette situation n'est néanmoins viable pour les blancs que dans le cas d'une position fermée, sans échange de pions au centre. Avec un centre ouvert, si les noirs jouent d5 suivi de cxd5, le jeu sur les ailes sera plus limité pour les deux camps puisqu'il est connu qu'une attaque sur les ailes peut être réfutée efficacement par une action au centre.

## Principales variantes

### Défense Anglo-Grünfeld 1. c4 Cf6 2. Cc3 d5
|   | a | b | c | d | e | f | g | h |   |
| 8 | Tour noire sur case blanche a8 · Cavalier noir sur case noire b8 · Fou noir sur case blanche c8 · Dame noire sur case noire d8 · Roi noir sur case blanche e8 · Fou noir sur case noire f8 · Tour noire sur case noire h8 · Pion noir sur case noire a7 · Pion noir sur case blanche b7 · Pion noir sur case noire c7 · Pion noir sur case noire e7 · Pion noir sur case blanche f7 · Pion noir sur case noire g7 · Pion noir sur case blanche h7 · Cavalier noir sur case noire f6 · Pion noir sur case blanche d5 · Pion blanc sur case blanche c4 · Cavalier blanc sur case noire c3 · Pion blanc sur case blanche a2 · Pion blanc sur case noire b2 · Pion blanc sur case noire d2 · Pion blanc sur case blanche e2 · Pion blanc sur case noire f2 · Pion blanc sur case blanche g2 · Pion blanc sur case noire h2 · Tour blanche sur case noire a1 · Fou blanc sur case noire c1 · Dame blanche sur case blanche d1 · Roi blanc sur case noire e1 · Fou blanc sur case blanche f1 · Cavalier blanc sur case noire g1 · Tour blanche sur case blanche h1 | Tour noire sur case blanche a8 · Cavalier noir sur case noire b8 · Fou noir sur case blanche c8 · Dame noire sur case noire d8 · Roi noir sur case blanche e8 · Fou noir sur case noire f8 · Tour noire sur case noire h8 · Pion noir sur case noire a7 · Pion noir sur case blanche b7 · Pion noir sur case noire c7 · Pion noir sur case noire e7 · Pion noir sur case blanche f7 · Pion noir sur case noire g7 · Pion noir sur case blanche h7 · Cavalier noir sur case noire f6 · Pion noir sur case blanche d5 · Pion blanc sur case blanche c4 · Cavalier blanc sur case noire c3 · Pion blanc sur case blanche a2 · Pion blanc sur case noire b2 · Pion blanc sur case noire d2 · Pion blanc sur case blanche e2 · Pion blanc sur case noire f2 · Pion blanc sur case blanche g2 · Pion blanc sur case noire h2 · Tour blanche sur case noire a1 · Fou blanc sur case noire c1 · Dame blanche sur case blanche d1 · Roi blanc sur case noire e1 · Fou blanc sur case blanche f1 · Cavalier blanc sur case noire g1 · Tour blanche sur case blanche h1 | Tour noire sur case blanche a8 · Cavalier noir sur case noire b8 · Fou noir sur case blanche c8 · Dame noire sur case noire d8 · Roi noir sur case blanche e8 · Fou noir sur case noire f8 · Tour noire sur case noire h8 · Pion noir sur case noire a7 · Pion noir sur case blanche b7 · Pion noir sur case noire c7 · Pion noir sur case noire e7 · Pion noir sur case blanche f7 · Pion noir sur case noire g7 · Pion noir sur case blanche h7 · Cavalier noir sur case noire f6 · Pion noir sur case blanche d5 · Pion blanc sur case blanche c4 · Cavalier blanc sur case noire c3 · Pion blanc sur case blanche a2 · Pion blanc sur case noire b2 · Pion blanc sur case noire d2 · Pion blanc sur case blanche e2 · Pion blanc sur case noire f2 · Pion blanc sur case blanche g2 · Pion blanc sur case noire h2 · Tour blanche sur case noire a1 · Fou blanc sur case noire c1 · Dame blanche sur case blanche d1 · Roi blanc sur case noire e1 · Fou blanc sur case blanche f1 · Cavalier blanc sur case noire g1 · Tour blanche sur case blanche h1 | Tour noire sur case blanche a8 · Cavalier noir sur case noire b8 · Fou noir sur case blanche c8 · Dame noire sur case noire d8 · Roi noir sur case blanche e8 · Fou noir sur case noire f8 · Tour noire sur case noire h8 · Pion noir sur case noire a7 · Pion noir sur case blanche b7 · Pion noir sur case noire c7 · Pion noir sur case noire e7 · Pion noir sur case blanche f7 · Pion noir sur case noire g7 · Pion noir sur case blanche h7 · Cavalier noir sur case noire f6 · Pion noir sur case blanche d5 · Pion blanc sur case blanche c4 · Cavalier blanc sur case noire c3 · Pion blanc sur case blanche a2 · Pion blanc sur case noire b2 · Pion blanc sur case noire d2 · Pion blanc sur case blanche e2 · Pion blanc sur case noire f2 · Pion blanc sur case blanche g2 · Pion blanc sur case noire h2 · Tour blanche sur case noire a1 · Fou blanc sur case noire c1 · Dame blanche sur case blanche d1 · Roi blanc sur case noire e1 · Fou blanc sur case blanche f1 · Cavalier blanc sur case noire g1 · Tour blanche sur case blanche h1 | Tour noire sur case blanche a8 · Cavalier noir sur case noire b8 · Fou noir sur case blanche c8 · Dame noire sur case noire d8 · Roi noir sur case blanche e8 · Fou noir sur case noire f8 · Tour noire sur case noire h8 · Pion noir sur case noire a7 · Pion noir sur case blanche b7 · Pion noir sur case noire c7 · Pion noir sur case noire e7 · Pion noir sur case blanche f7 · Pion noir sur case noire g7 · Pion noir sur case blanche h7 · Cavalier noir sur case noire f6 · Pion noir sur case blanche d5 · Pion blanc sur case blanche c4 · Cavalier blanc sur case noire c3 · Pion blanc sur case blanche a2 · Pion blanc sur case noire b2 · Pion blanc sur case noire d2 · Pion blanc sur case blanche e2 · Pion blanc sur case noire f2 · Pion blanc sur case blanche g2 · Pion blanc sur case noire h2 · Tour blanche sur case noire a1 · Fou blanc sur case noire c1 · Dame blanche sur case blanche d1 · Roi blanc sur case noire e1 · Fou blanc sur case blanche f1 · Cavalier blanc sur case noire g1 · Tour blanche sur case blanche h1 | Tour noire sur case blanche a8 · Cavalier noir sur case noire b8 · Fou noir sur case blanche c8 · Dame noire sur case noire d8 · Roi noir sur case blanche e8 · Fou noir sur case noire f8 · Tour noire sur case noire h8 · Pion noir sur case noire a7 · Pion noir sur case blanche b7 · Pion noir sur case noire c7 · Pion noir sur case noire e7 · Pion noir sur case blanche f7 · Pion noir sur case noire g7 · Pion noir sur case blanche h7 · Cavalier noir sur case noire f6 · Pion noir sur case blanche d5 · Pion blanc sur case blanche c4 · Cavalier blanc sur case noire c3 · Pion blanc sur case blanche a2 · Pion blanc sur case noire b2 · Pion blanc sur case noire d2 · Pion blanc sur case blanche e2 · Pion blanc sur case noire f2 · Pion blanc sur case blanche g2 · Pion blanc sur case noire h2 · Tour blanche sur case noire a1 · Fou blanc sur case noire c1 · Dame blanche sur case blanche d1 · Roi blanc sur case noire e1 · Fou blanc sur case blanche f1 · Cavalier blanc sur case noire g1 · Tour blanche sur case blanche h1 | Tour noire sur case blanche a8 · Cavalier noir sur case noire b8 · Fou noir sur case blanche c8 · Dame noire sur case noire d8 · Roi noir sur case blanche e8 · Fou noir sur case noire f8 · Tour noire sur case noire h8 · Pion noir sur case noire a7 · Pion noir sur case blanche b7 · Pion noir sur case noire c7 · Pion noir sur case noire e7 · Pion noir sur case blanche f7 · Pion noir sur case noire g7 · Pion noir sur case blanche h7 · Cavalier noir sur case noire f6 · Pion noir sur case blanche d5 · Pion blanc sur case blanche c4 · Cavalier blanc sur case noire c3 · Pion blanc sur case blanche a2 · Pion blanc sur case noire b2 · Pion blanc sur case noire d2 · Pion blanc sur case blanche e2 · Pion blanc sur case noire f2 · Pion blanc sur case blanche g2 · Pion blanc sur case noire h2 · Tour blanche sur case noire a1 · Fou blanc sur case noire c1 · Dame blanche sur case blanche d1 · Roi blanc sur case noire e1 · Fou blanc sur case blanche f1 · Cavalier blanc sur case noire g1 · Tour blanche sur case blanche h1 | Tour noire sur case blanche a8 · Cavalier noir sur case noire b8 · Fou noir sur case blanche c8 · Dame noire sur case noire d8 · Roi noir sur case blanche e8 · Fou noir sur case noire f8 · Tour noire sur case noire h8 · Pion noir sur case noire a7 · Pion noir sur case blanche b7 · Pion noir sur case noire c7 · Pion noir sur case noire e7 · Pion noir sur case blanche f7 · Pion noir sur case noire g7 · Pion noir sur case blanche h7 · Cavalier noir sur case noire f6 · Pion noir sur case blanche d5 · Pion blanc sur case blanche c4 · Cavalier blanc sur case noire c3 · Pion blanc sur case blanche a2 · Pion blanc sur case noire b2 · Pion blanc sur case noire d2 · Pion blanc sur case blanche e2 · Pion blanc sur case noire f2 · Pion blanc sur case blanche g2 · Pion blanc sur case noire h2 · Tour blanche sur case noire a1 · Fou blanc sur case noire c1 · Dame blanche sur case blanche d1 · Roi blanc sur case noire e1 · Fou blanc sur case blanche f1 · Cavalier blanc sur case noire g1 · Tour blanche sur case blanche h1 | 8 |
| 7 | Tour noire sur case blanche a8 · Cavalier noir sur case noire b8 · Fou noir sur case blanche c8 · Dame noire sur case noire d8 · Roi noir sur case blanche e8 · Fou noir sur case noire f8 · Tour noire sur case noire h8 · Pion noir sur case noire a7 · Pion noir sur case blanche b7 · Pion noir sur case noire c7 · Pion noir sur case noire e7 · Pion noir sur case blanche f7 · Pion noir sur case noire g7 · Pion noir sur case blanche h7 · Cavalier noir sur case noire f6 · Pion noir sur case blanche d5 · Pion blanc sur case blanche c4 · Cavalier blanc sur case noire c3 · Pion blanc sur case blanche a2 · Pion blanc sur case noire b2 · Pion blanc sur case noire d2 · Pion blanc sur case blanche e2 · Pion blanc sur case noire f2 · Pion blanc sur case blanche g2 · Pion blanc sur case noire h2 · Tour blanche sur case noire a1 · Fou blanc sur case noire c1 · Dame blanche sur case blanche d1 · Roi blanc sur case noire e1 · Fou blanc sur case blanche f1 · Cavalier blanc sur case noire g1 · Tour blanche sur case blanche h1 | Tour noire sur case blanche a8 · Cavalier noir sur case noire b8 · Fou noir sur case blanche c8 · Dame noire sur case noire d8 · Roi noir sur case blanche e8 · Fou noir sur case noire f8 · Tour noire sur case noire h8 · Pion noir sur case noire a7 · Pion noir sur case blanche b7 · Pion noir sur case noire c7 · Pion noir sur case noire e7 · Pion noir sur case blanche f7 · Pion noir sur case noire g7 · Pion noir sur case blanche h7 · Cavalier noir sur case noire f6 · Pion noir sur case blanche d5 · Pion blanc sur case blanche c4 · Cavalier blanc sur case noire c3 · Pion blanc sur case blanche a2 · Pion blanc sur case noire b2 · Pion blanc sur case noire d2 · Pion blanc sur case blanche e2 · Pion blanc sur case noire f2 · Pion blanc sur case blanche g2 · Pion blanc sur case noire h2 · Tour blanche sur case noire a1 · Fou blanc sur case noire c1 · Dame blanche sur case blanche d1 · Roi blanc sur case noire e1 · Fou blanc sur case blanche f1 · Cavalier blanc sur case noire g1 · Tour blanche sur case blanche h1 | Tour noire sur case blanche a8 · Cavalier noir sur case noire b8 · Fou noir sur case blanche c8 · Dame noire sur case noire d8 · Roi noir sur case blanche e8 · Fou noir sur case noire f8 · Tour noire sur case noire h8 · Pion noir sur case noire a7 · Pion noir sur case blanche b7 · Pion noir sur case noire c7 · Pion noir sur case noire e7 · Pion noir sur case blanche f7 · Pion noir sur case noire g7 · Pion noir sur case blanche h7 · Cavalier noir sur case noire f6 · Pion noir sur case blanche d5 · Pion blanc sur case blanche c4 · Cavalier blanc sur case noire c3 · Pion blanc sur case blanche a2 · Pion blanc sur case noire b2 · Pion blanc sur case noire d2 · Pion blanc sur case blanche e2 · Pion blanc sur case noire f2 · Pion blanc sur case blanche g2 · Pion blanc sur case noire h2 · Tour blanche sur case noire a1 · Fou blanc sur case noire c1 · Dame blanche sur case blanche d1 · Roi blanc sur case noire e1 · Fou blanc sur case blanche f1 · Cavalier blanc sur case noire g1 · Tour blanche sur case blanche h1 | Tour noire sur case blanche a8 · Cavalier noir sur case noire b8 · Fou noir sur case blanche c8 · Dame noire sur case noire d8 · Roi noir sur case blanche e8 · Fou noir sur case noire f8 · Tour noire sur case noire h8 · Pion noir sur case noire a7 · Pion noir sur case blanche b7 · Pion noir sur case noire c7 · Pion noir sur case noire e7 · Pion noir sur case blanche f7 · Pion noir sur case noire g7 · Pion noir sur case blanche h7 · Cavalier noir sur case noire f6 · Pion noir sur case blanche d5 · Pion blanc sur case blanche c4 · Cavalier blanc sur case noire c3 · Pion blanc sur case blanche a2 · Pion blanc sur case noire b2 · Pion blanc sur case noire d2 · Pion blanc sur case blanche e2 · Pion blanc sur case noire f2 · Pion blanc sur case blanche g2 · Pion blanc sur case noire h2 · Tour blanche sur case noire a1 · Fou blanc sur case noire c1 · Dame blanche sur case blanche d1 · Roi blanc sur case noire e1 · Fou blanc sur case blanche f1 · Cavalier blanc sur case noire g1 · Tour blanche sur case blanche h1 | Tour noire sur case blanche a8 · Cavalier noir sur case noire b8 · Fou noir sur case blanche c8 · Dame noire sur case noire d8 · Roi noir sur case blanche e8 · Fou noir sur case noire f8 · Tour noire sur case noire h8 · Pion noir sur case noire a7 · Pion noir sur case blanche b7 · Pion noir sur case noire c7 · Pion noir sur case noire e7 · Pion noir sur case blanche f7 · Pion noir sur case noire g7 · Pion noir sur case blanche h7 · Cavalier noir sur case noire f6 · Pion noir sur case blanche d5 · Pion blanc sur case blanche c4 · Cavalier blanc sur case noire c3 · Pion blanc sur case blanche a2 · Pion blanc sur case noire b2 · Pion blanc sur case noire d2 · Pion blanc sur case blanche e2 · Pion blanc sur case noire f2 · Pion blanc sur case blanche g2 · Pion blanc sur case noire h2 · Tour blanche sur case noire a1 · Fou blanc sur case noire c1 · Dame blanche sur case blanche d1 · Roi blanc sur case noire e1 · Fou blanc sur case blanche f1 · Cavalier blanc sur case noire g1 · Tour blanche sur case blanche h1 | Tour noire sur case blanche a8 · Cavalier noir sur case noire b8 · Fou noir sur case blanche c8 · Dame noire sur case noire d8 · Roi noir sur case blanche e8 · Fou noir sur case noire f8 · Tour noire sur case noire h8 · Pion noir sur case noire a7 · Pion noir sur case blanche b7 · Pion noir sur case noire c7 · Pion noir sur case noire e7 · Pion noir sur case blanche f7 · Pion noir sur case noire g7 · Pion noir sur case blanche h7 · Cavalier noir sur case noire f6 · Pion noir sur case blanche d5 · Pion blanc sur case blanche c4 · Cavalier blanc sur case noire c3 · Pion blanc sur case blanche a2 · Pion blanc sur case noire b2 · Pion blanc sur case noire d2 · Pion blanc sur case blanche e2 · Pion blanc sur case noire f2 · Pion blanc sur case blanche g2 · Pion blanc sur case noire h2 · Tour blanche sur case noire a1 · Fou blanc sur case noire c1 · Dame blanche sur case blanche d1 · Roi blanc sur case noire e1 · Fou blanc sur case blanche f1 · Cavalier blanc sur case noire g1 · Tour blanche sur case blanche h1 | Tour noire sur case blanche a8 · Cavalier noir sur case noire b8 · Fou noir sur case blanche c8 · Dame noire sur case noire d8 · Roi noir sur case blanche e8 · Fou noir sur case noire f8 · Tour noire sur case noire h8 · Pion noir sur case noire a7 · Pion noir sur case blanche b7 · Pion noir sur case noire c7 · Pion noir sur case noire e7 · Pion noir sur case blanche f7 · Pion noir sur case noire g7 · Pion noir sur case blanche h7 · Cavalier noir sur case noire f6 · Pion noir sur case blanche d5 · Pion blanc sur case blanche c4 · Cavalier blanc sur case noire c3 · Pion blanc sur case blanche a2 · Pion blanc sur case noire b2 · Pion blanc sur case noire d2 · Pion blanc sur case blanche e2 · Pion blanc sur case noire f2 · Pion blanc sur case blanche g2 · Pion blanc sur case noire h2 · Tour blanche sur case noire a1 · Fou blanc sur case noire c1 · Dame blanche sur case blanche d1 · Roi blanc sur case noire e1 · Fou blanc sur case blanche f1 · Cavalier blanc sur case noire g1 · Tour blanche sur case blanche h1 | Tour noire sur case blanche a8 · Cavalier noir sur case noire b8 · Fou noir sur case blanche c8 · Dame noire sur case noire d8 · Roi noir sur case blanche e8 · Fou noir sur case noire f8 · Tour noire sur case noire h8 · Pion noir sur case noire a7 · Pion noir sur case blanche b7 · Pion noir sur case noire c7 · Pion noir sur case noire e7 · Pion noir sur case blanche f7 · Pion noir sur case noire g7 · Pion noir sur case blanche h7 · Cavalier noir sur case noire f6 · Pion noir sur case blanche d5 · Pion blanc sur case blanche c4 · Cavalier blanc sur case noire c3 · Pion blanc sur case blanche a2 · Pion blanc sur case noire b2 · Pion blanc sur case noire d2 · Pion blanc sur case blanche e2 · Pion blanc sur case noire f2 · Pion blanc sur case blanche g2 · Pion blanc sur case noire h2 · Tour blanche sur case noire a1 · Fou blanc sur case noire c1 · Dame blanche sur case blanche d1 · Roi blanc sur case noire e1 · Fou blanc sur case blanche f1 · Cavalier blanc sur case noire g1 · Tour blanche sur case blanche h1 | 7 |
| 6 | Tour noire sur case blanche a8 · Cavalier noir sur case noire b8 · Fou noir sur case blanche c8 · Dame noire sur case noire d8 · Roi noir sur case blanche e8 · Fou noir sur case noire f8 · Tour noire sur case noire h8 · Pion noir sur case noire a7 · Pion noir sur case blanche b7 · Pion noir sur case noire c7 · Pion noir sur case noire e7 · Pion noir sur case blanche f7 · Pion noir sur case noire g7 · Pion noir sur case blanche h7 · Cavalier noir sur case noire f6 · Pion noir sur case blanche d5 · Pion blanc sur case blanche c4 · Cavalier blanc sur case noire c3 · Pion blanc sur case blanche a2 · Pion blanc sur case noire b2 · Pion blanc sur case noire d2 · Pion blanc sur case blanche e2 · Pion blanc sur case noire f2 · Pion blanc sur case blanche g2 · Pion blanc sur case noire h2 · Tour blanche sur case noire a1 · Fou blanc sur case noire c1 · Dame blanche sur case blanche d1 · Roi blanc sur case noire e1 · Fou blanc sur case blanche f1 · Cavalier blanc sur case noire g1 · Tour blanche sur case blanche h1 | Tour noire sur case blanche a8 · Cavalier noir sur case noire b8 · Fou noir sur case blanche c8 · Dame noire sur case noire d8 · Roi noir sur case blanche e8 · Fou noir sur case noire f8 · Tour noire sur case noire h8 · Pion noir sur case noire a7 · Pion noir sur case blanche b7 · Pion noir sur case noire c7 · Pion noir sur case noire e7 · Pion noir sur case blanche f7 · Pion noir sur case noire g7 · Pion noir sur case blanche h7 · Cavalier noir sur case noire f6 · Pion noir sur case blanche d5 · Pion blanc sur case blanche c4 · Cavalier blanc sur case noire c3 · Pion blanc sur case blanche a2 · Pion blanc sur case noire b2 · Pion blanc sur case noire d2 · Pion blanc sur case blanche e2 · Pion blanc sur case noire f2 · Pion blanc sur case blanche g2 · Pion blanc sur case noire h2 · Tour blanche sur case noire a1 · Fou blanc sur case noire c1 · Dame blanche sur case blanche d1 · Roi blanc sur case noire e1 · Fou blanc sur case blanche f1 · Cavalier blanc sur case noire g1 · Tour blanche sur case blanche h1 | Tour noire sur case blanche a8 · Cavalier noir sur case noire b8 · Fou noir sur case blanche c8 · Dame noire sur case noire d8 · Roi noir sur case blanche e8 · Fou noir sur case noire f8 · Tour noire sur case noire h8 · Pion noir sur case noire a7 · Pion noir sur case blanche b7 · Pion noir sur case noire c7 · Pion noir sur case noire e7 · Pion noir sur case blanche f7 · Pion noir sur case noire g7 · Pion noir sur case blanche h7 · Cavalier noir sur case noire f6 · Pion noir sur case blanche d5 · Pion blanc sur case blanche c4 · Cavalier blanc sur case noire c3 · Pion blanc sur case blanche a2 · Pion blanc sur case noire b2 · Pion blanc sur case noire d2 · Pion blanc sur case blanche e2 · Pion blanc sur case noire f2 · Pion blanc sur case blanche g2 · Pion blanc sur case noire h2 · Tour blanche sur case noire a1 · Fou blanc sur case noire c1 · Dame blanche sur case blanche d1 · Roi blanc sur case noire e1 · Fou blanc sur case blanche f1 · Cavalier blanc sur case noire g1 · Tour blanche sur case blanche h1 | Tour noire sur case blanche a8 · Cavalier noir sur case noire b8 · Fou noir sur case blanche c8 · Dame noire sur case noire d8 · Roi noir sur case blanche e8 · Fou noir sur case noire f8 · Tour noire sur case noire h8 · Pion noir sur case noire a7 · Pion noir sur case blanche b7 · Pion noir sur case noire c7 · Pion noir sur case noire e7 · Pion noir sur case blanche f7 · Pion noir sur case noire g7 · Pion noir sur case blanche h7 · Cavalier noir sur case noire f6 · Pion noir sur case blanche d5 · Pion blanc sur case blanche c4 · Cavalier blanc sur case noire c3 · Pion blanc sur case blanche a2 · Pion blanc sur case noire b2 · Pion blanc sur case noire d2 · Pion blanc sur case blanche e2 · Pion blanc sur case noire f2 · Pion blanc sur case blanche g2 · Pion blanc sur case noire h2 · Tour blanche sur case noire a1 · Fou blanc sur case noire c1 · Dame blanche sur case blanche d1 · Roi blanc sur case noire e1 · Fou blanc sur case blanche f1 · Cavalier blanc sur case noire g1 · Tour blanche sur case blanche h1 | Tour noire sur case blanche a8 · Cavalier noir sur case noire b8 · Fou noir sur case blanche c8 · Dame noire sur case noire d8 · Roi noir sur case blanche e8 · Fou noir sur case noire f8 · Tour noire sur case noire h8 · Pion noir sur case noire a7 · Pion noir sur case blanche b7 · Pion noir sur case noire c7 · Pion noir sur case noire e7 · Pion noir sur case blanche f7 · Pion noir sur case noire g7 · Pion noir sur case blanche h7 · Cavalier noir sur case noire f6 · Pion noir sur case blanche d5 · Pion blanc sur case blanche c4 · Cavalier blanc sur case noire c3 · Pion blanc sur case blanche a2 · Pion blanc sur case noire b2 · Pion blanc sur case noire d2 · Pion blanc sur case blanche e2 · Pion blanc sur case noire f2 · Pion blanc sur case blanche g2 · Pion blanc sur case noire h2 · Tour blanche sur case noire a1 · Fou blanc sur case noire c1 · Dame blanche sur case blanche d1 · Roi blanc sur case noire e1 · Fou blanc sur case blanche f1 · Cavalier blanc sur case noire g1 · Tour blanche sur case blanche h1 | Tour noire sur case blanche a8 · Cavalier noir sur case noire b8 · Fou noir sur case blanche c8 · Dame noire sur case noire d8 · Roi noir sur case blanche e8 · Fou noir sur case noire f8 · Tour noire sur case noire h8 · Pion noir sur case noire a7 · Pion noir sur case blanche b7 · Pion noir sur case noire c7 · Pion noir sur case noire e7 · Pion noir sur case blanche f7 · Pion noir sur case noire g7 · Pion noir sur case blanche h7 · Cavalier noir sur case noire f6 · Pion noir sur case blanche d5 · Pion blanc sur case blanche c4 · Cavalier blanc sur case noire c3 · Pion blanc sur case blanche a2 · Pion blanc sur case noire b2 · Pion blanc sur case noire d2 · Pion blanc sur case blanche e2 · Pion blanc sur case noire f2 · Pion blanc sur case blanche g2 · Pion blanc sur case noire h2 · Tour blanche sur case noire a1 · Fou blanc sur case noire c1 · Dame blanche sur case blanche d1 · Roi blanc sur case noire e1 · Fou blanc sur case blanche f1 · Cavalier blanc sur case noire g1 · Tour blanche sur case blanche h1 | Tour noire sur case blanche a8 · Cavalier noir sur case noire b8 · Fou noir sur case blanche c8 · Dame noire sur case noire d8 · Roi noir sur case blanche e8 · Fou noir sur case noire f8 · Tour noire sur case noire h8 · Pion noir sur case noire a7 · Pion noir sur case blanche b7 · Pion noir sur case noire c7 · Pion noir sur case noire e7 · Pion noir sur case blanche f7 · Pion noir sur case noire g7 · Pion noir sur case blanche h7 · Cavalier noir sur case noire f6 · Pion noir sur case blanche d5 · Pion blanc sur case blanche c4 · Cavalier blanc sur case noire c3 · Pion blanc sur case blanche a2 · Pion blanc sur case noire b2 · Pion blanc sur case noire d2 · Pion blanc sur case blanche e2 · Pion blanc sur case noire f2 · Pion blanc sur case blanche g2 · Pion blanc sur case noire h2 · Tour blanche sur case noire a1 · Fou blanc sur case noire c1 · Dame blanche sur case blanche d1 · Roi blanc sur case noire e1 · Fou blanc sur case blanche f1 · Cavalier blanc sur case noire g1 · Tour blanche sur case blanche h1 | Tour noire sur case blanche a8 · Cavalier noir sur case noire b8 · Fou noir sur case blanche c8 · Dame noire sur case noire d8 · Roi noir sur case blanche e8 · Fou noir sur case noire f8 · Tour noire sur case noire h8 · Pion noir sur case noire a7 · Pion noir sur case blanche b7 · Pion noir sur case noire c7 · Pion noir sur case noire e7 · Pion noir sur case blanche f7 · Pion noir sur case noire g7 · Pion noir sur case blanche h7 · Cavalier noir sur case noire f6 · Pion noir sur case blanche d5 · Pion blanc sur case blanche c4 · Cavalier blanc sur case noire c3 · Pion blanc sur case blanche a2 · Pion blanc sur case noire b2 · Pion blanc sur case noire d2 · Pion blanc sur case blanche e2 · Pion blanc sur case noire f2 · Pion blanc sur case blanche g2 · Pion blanc sur case noire h2 · Tour blanche sur case noire a1 · Fou blanc sur case noire c1 · Dame blanche sur case blanche d1 · Roi blanc sur case noire e1 · Fou blanc sur case blanche f1 · Cavalier blanc sur case noire g1 · Tour blanche sur case blanche h1 | 6 |
| 5 | Tour noire sur case blanche a8 · Cavalier noir sur case noire b8 · Fou noir sur case blanche c8 · Dame noire sur case noire d8 · Roi noir sur case blanche e8 · Fou noir sur case noire f8 · Tour noire sur case noire h8 · Pion noir sur case noire a7 · Pion noir sur case blanche b7 · Pion noir sur case noire c7 · Pion noir sur case noire e7 · Pion noir sur case blanche f7 · Pion noir sur case noire g7 · Pion noir sur case blanche h7 · Cavalier noir sur case noire f6 · Pion noir sur case blanche d5 · Pion blanc sur case blanche c4 · Cavalier blanc sur case noire c3 · Pion blanc sur case blanche a2 · Pion blanc sur case noire b2 · Pion blanc sur case noire d2 · Pion blanc sur case blanche e2 · Pion blanc sur case noire f2 · Pion blanc sur case blanche g2 · Pion blanc sur case noire h2 · Tour blanche sur case noire a1 · Fou blanc sur case noire c1 · Dame blanche sur case blanche d1 · Roi blanc sur case noire e1 · Fou blanc sur case blanche f1 · Cavalier blanc sur case noire g1 · Tour blanche sur case blanche h1 | Tour noire sur case blanche a8 · Cavalier noir sur case noire b8 · Fou noir sur case blanche c8 · Dame noire sur case noire d8 · Roi noir sur case blanche e8 · Fou noir sur case noire f8 · Tour noire sur case noire h8 · Pion noir sur case noire a7 · Pion noir sur case blanche b7 · Pion noir sur case noire c7 · Pion noir sur case noire e7 · Pion noir sur case blanche f7 · Pion noir sur case noire g7 · Pion noir sur case blanche h7 · Cavalier noir sur case noire f6 · Pion noir sur case blanche d5 · Pion blanc sur case blanche c4 · Cavalier blanc sur case noire c3 · Pion blanc sur case blanche a2 · Pion blanc sur case noire b2 · Pion blanc sur case noire d2 · Pion blanc sur case blanche e2 · Pion blanc sur case noire f2 · Pion blanc sur case blanche g2 · Pion blanc sur case noire h2 · Tour blanche sur case noire a1 · Fou blanc sur case noire c1 · Dame blanche sur case blanche d1 · Roi blanc sur case noire e1 · Fou blanc sur case blanche f1 · Cavalier blanc sur case noire g1 · Tour blanche sur case blanche h1 | Tour noire sur case blanche a8 · Cavalier noir sur case noire b8 · Fou noir sur case blanche c8 · Dame noire sur case noire d8 · Roi noir sur case blanche e8 · Fou noir sur case noire f8 · Tour noire sur case noire h8 · Pion noir sur case noire a7 · Pion noir sur case blanche b7 · Pion noir sur case noire c7 · Pion noir sur case noire e7 · Pion noir sur case blanche f7 · Pion noir sur case noire g7 · Pion noir sur case blanche h7 · Cavalier noir sur case noire f6 · Pion noir sur case blanche d5 · Pion blanc sur case blanche c4 · Cavalier blanc sur case noire c3 · Pion blanc sur case blanche a2 · Pion blanc sur case noire b2 · Pion blanc sur case noire d2 · Pion blanc sur case blanche e2 · Pion blanc sur case noire f2 · Pion blanc sur case blanche g2 · Pion blanc sur case noire h2 · Tour blanche sur case noire a1 · Fou blanc sur case noire c1 · Dame blanche sur case blanche d1 · Roi blanc sur case noire e1 · Fou blanc sur case blanche f1 · Cavalier blanc sur case noire g1 · Tour blanche sur case blanche h1 | Tour noire sur case blanche a8 · Cavalier noir sur case noire b8 · Fou noir sur case blanche c8 · Dame noire sur case noire d8 · Roi noir sur case blanche e8 · Fou noir sur case noire f8 · Tour noire sur case noire h8 · Pion noir sur case noire a7 · Pion noir sur case blanche b7 · Pion noir sur case noire c7 · Pion noir sur case noire e7 · Pion noir sur case blanche f7 · Pion noir sur case noire g7 · Pion noir sur case blanche h7 · Cavalier noir sur case noire f6 · Pion noir sur case blanche d5 · Pion blanc sur case blanche c4 · Cavalier blanc sur case noire c3 · Pion blanc sur case blanche a2 · Pion blanc sur case noire b2 · Pion blanc sur case noire d2 · Pion blanc sur case blanche e2 · Pion blanc sur case noire f2 · Pion blanc sur case blanche g2 · Pion blanc sur case noire h2 · Tour blanche sur case noire a1 · Fou blanc sur case noire c1 · Dame blanche sur case blanche d1 · Roi blanc sur case noire e1 · Fou blanc sur case blanche f1 · Cavalier blanc sur case noire g1 · Tour blanche sur case blanche h1 | Tour noire sur case blanche a8 · Cavalier noir sur case noire b8 · Fou noir sur case blanche c8 · Dame noire sur case noire d8 · Roi noir sur case blanche e8 · Fou noir sur case noire f8 · Tour noire sur case noire h8 · Pion noir sur case noire a7 · Pion noir sur case blanche b7 · Pion noir sur case noire c7 · Pion noir sur case noire e7 · Pion noir sur case blanche f7 · Pion noir sur case noire g7 · Pion noir sur case blanche h7 · Cavalier noir sur case noire f6 · Pion noir sur case blanche d5 · Pion blanc sur case blanche c4 · Cavalier blanc sur case noire c3 · Pion blanc sur case blanche a2 · Pion blanc sur case noire b2 · Pion blanc sur case noire d2 · Pion blanc sur case blanche e2 · Pion blanc sur case noire f2 · Pion blanc sur case blanche g2 · Pion blanc sur case noire h2 · Tour blanche sur case noire a1 · Fou blanc sur case noire c1 · Dame blanche sur case blanche d1 · Roi blanc sur case noire e1 · Fou blanc sur case blanche f1 · Cavalier blanc sur case noire g1 · Tour blanche sur case blanche h1 | Tour noire sur case blanche a8 · Cavalier noir sur case noire b8 · Fou noir sur case blanche c8 · Dame noire sur case noire d8 · Roi noir sur case blanche e8 · Fou noir sur case noire f8 · Tour noire sur case noire h8 · Pion noir sur case noire a7 · Pion noir sur case blanche b7 · Pion noir sur case noire c7 · Pion noir sur case noire e7 · Pion noir sur case blanche f7 · Pion noir sur case noire g7 · Pion noir sur case blanche h7 · Cavalier noir sur case noire f6 · Pion noir sur case blanche d5 · Pion blanc sur case blanche c4 · Cavalier blanc sur case noire c3 · Pion blanc sur case blanche a2 · Pion blanc sur case noire b2 · Pion blanc sur case noire d2 · Pion blanc sur case blanche e2 · Pion blanc sur case noire f2 · Pion blanc sur case blanche g2 · Pion blanc sur case noire h2 · Tour blanche sur case noire a1 · Fou blanc sur case noire c1 · Dame blanche sur case blanche d1 · Roi blanc sur case noire e1 · Fou blanc sur case blanche f1 · Cavalier blanc sur case noire g1 · Tour blanche sur case blanche h1 | Tour noire sur case blanche a8 · Cavalier noir sur case noire b8 · Fou noir sur case blanche c8 · Dame noire sur case noire d8 · Roi noir sur case blanche e8 · Fou noir sur case noire f8 · Tour noire sur case noire h8 · Pion noir sur case noire a7 · Pion noir sur case blanche b7 · Pion noir sur case noire c7 · Pion noir sur case noire e7 · Pion noir sur case blanche f7 · Pion noir sur case noire g7 · Pion noir sur case blanche h7 · Cavalier noir sur case noire f6 · Pion noir sur case blanche d5 · Pion blanc sur case blanche c4 · Cavalier blanc sur case noire c3 · Pion blanc sur case blanche a2 · Pion blanc sur case noire b2 · Pion blanc sur case noire d2 · Pion blanc sur case blanche e2 · Pion blanc sur case noire f2 · Pion blanc sur case blanche g2 · Pion blanc sur case noire h2 · Tour blanche sur case noire a1 · Fou blanc sur case noire c1 · Dame blanche sur case blanche d1 · Roi blanc sur case noire e1 · Fou blanc sur case blanche f1 · Cavalier blanc sur case noire g1 · Tour blanche sur case blanche h1 | Tour noire sur case blanche a8 · Cavalier noir sur case noire b8 · Fou noir sur case blanche c8 · Dame noire sur case noire d8 · Roi noir sur case blanche e8 · Fou noir sur case noire f8 · Tour noire sur case noire h8 · Pion noir sur case noire a7 · Pion noir sur case blanche b7 · Pion noir sur case noire c7 · Pion noir sur case noire e7 · Pion noir sur case blanche f7 · Pion noir sur case noire g7 · Pion noir sur case blanche h7 · Cavalier noir sur case noire f6 · Pion noir sur case blanche d5 · Pion blanc sur case blanche c4 · Cavalier blanc sur case noire c3 · Pion blanc sur case blanche a2 · Pion blanc sur case noire b2 · Pion blanc sur case noire d2 · Pion blanc sur case blanche e2 · Pion blanc sur case noire f2 · Pion blanc sur case blanche g2 · Pion blanc sur case noire h2 · Tour blanche sur case noire a1 · Fou blanc sur case noire c1 · Dame blanche sur case blanche d1 · Roi blanc sur case noire e1 · Fou blanc sur case blanche f1 · Cavalier blanc sur case noire g1 · Tour blanche sur case blanche h1 | 5 |
| 4 | Tour noire sur case blanche a8 · Cavalier noir sur case noire b8 · Fou noir sur case blanche c8 · Dame noire sur case noire d8 · Roi noir sur case blanche e8 · Fou noir sur case noire f8 · Tour noire sur case noire h8 · Pion noir sur case noire a7 · Pion noir sur case blanche b7 · Pion noir sur case noire c7 · Pion noir sur case noire e7 · Pion noir sur case blanche f7 · Pion noir sur case noire g7 · Pion noir sur case blanche h7 · Cavalier noir sur case noire f6 · Pion noir sur case blanche d5 · Pion blanc sur case blanche c4 · Cavalier blanc sur case noire c3 · Pion blanc sur case blanche a2 · Pion blanc sur case noire b2 · Pion blanc sur case noire d2 · Pion blanc sur case blanche e2 · Pion blanc sur case noire f2 · Pion blanc sur case blanche g2 · Pion blanc sur case noire h2 · Tour blanche sur case noire a1 · Fou blanc sur case noire c1 · Dame blanche sur case blanche d1 · Roi blanc sur case noire e1 · Fou blanc sur case blanche f1 · Cavalier blanc sur case noire g1 · Tour blanche sur case blanche h1 | Tour noire sur case blanche a8 · Cavalier noir sur case noire b8 · Fou noir sur case blanche c8 · Dame noire sur case noire d8 · Roi noir sur case blanche e8 · Fou noir sur case noire f8 · Tour noire sur case noire h8 · Pion noir sur case noire a7 · Pion noir sur case blanche b7 · Pion noir sur case noire c7 · Pion noir sur case noire e7 · Pion noir sur case blanche f7 · Pion noir sur case noire g7 · Pion noir sur case blanche h7 · Cavalier noir sur case noire f6 · Pion noir sur case blanche d5 · Pion blanc sur case blanche c4 · Cavalier blanc sur case noire c3 · Pion blanc sur case blanche a2 · Pion blanc sur case noire b2 · Pion blanc sur case noire d2 · Pion blanc sur case blanche e2 · Pion blanc sur case noire f2 · Pion blanc sur case blanche g2 · Pion blanc sur case noire h2 · Tour blanche sur case noire a1 · Fou blanc sur case noire c1 · Dame blanche sur case blanche d1 · Roi blanc sur case noire e1 · Fou blanc sur case blanche f1 · Cavalier blanc sur case noire g1 · Tour blanche sur case blanche h1 | Tour noire sur case blanche a8 · Cavalier noir sur case noire b8 · Fou noir sur case blanche c8 · Dame noire sur case noire d8 · Roi noir sur case blanche e8 · Fou noir sur case noire f8 · Tour noire sur case noire h8 · Pion noir sur case noire a7 · Pion noir sur case blanche b7 · Pion noir sur case noire c7 · Pion noir sur case noire e7 · Pion noir sur case blanche f7 · Pion noir sur case noire g7 · Pion noir sur case blanche h7 · Cavalier noir sur case noire f6 · Pion noir sur case blanche d5 · Pion blanc sur case blanche c4 · Cavalier blanc sur case noire c3 · Pion blanc sur case blanche a2 · Pion blanc sur case noire b2 · Pion blanc sur case noire d2 · Pion blanc sur case blanche e2 · Pion blanc sur case noire f2 · Pion blanc sur case blanche g2 · Pion blanc sur case noire h2 · Tour blanche sur case noire a1 · Fou blanc sur case noire c1 · Dame blanche sur case blanche d1 · Roi blanc sur case noire e1 · Fou blanc sur case blanche f1 · Cavalier blanc sur case noire g1 · Tour blanche sur case blanche h1 | Tour noire sur case blanche a8 · Cavalier noir sur case noire b8 · Fou noir sur case blanche c8 · Dame noire sur case noire d8 · Roi noir sur case blanche e8 · Fou noir sur case noire f8 · Tour noire sur case noire h8 · Pion noir sur case noire a7 · Pion noir sur case blanche b7 · Pion noir sur case noire c7 · Pion noir sur case noire e7 · Pion noir sur case blanche f7 · Pion noir sur case noire g7 · Pion noir sur case blanche h7 · Cavalier noir sur case noire f6 · Pion noir sur case blanche d5 · Pion blanc sur case blanche c4 · Cavalier blanc sur case noire c3 · Pion blanc sur case blanche a2 · Pion blanc sur case noire b2 · Pion blanc sur case noire d2 · Pion blanc sur case blanche e2 · Pion blanc sur case noire f2 · Pion blanc sur case blanche g2 · Pion blanc sur case noire h2 · Tour blanche sur case noire a1 · Fou blanc sur case noire c1 · Dame blanche sur case blanche d1 · Roi blanc sur case noire e1 · Fou blanc sur case blanche f1 · Cavalier blanc sur case noire g1 · Tour blanche sur case blanche h1 | Tour noire sur case blanche a8 · Cavalier noir sur case noire b8 · Fou noir sur case blanche c8 · Dame noire sur case noire d8 · Roi noir sur case blanche e8 · Fou noir sur case noire f8 · Tour noire sur case noire h8 · Pion noir sur case noire a7 · Pion noir sur case blanche b7 · Pion noir sur case noire c7 · Pion noir sur case noire e7 · Pion noir sur case blanche f7 · Pion noir sur case noire g7 · Pion noir sur case blanche h7 · Cavalier noir sur case noire f6 · Pion noir sur case blanche d5 · Pion blanc sur case blanche c4 · Cavalier blanc sur case noire c3 · Pion blanc sur case blanche a2 · Pion blanc sur case noire b2 · Pion blanc sur case noire d2 · Pion blanc sur case blanche e2 · Pion blanc sur case noire f2 · Pion blanc sur case blanche g2 · Pion blanc sur case noire h2 · Tour blanche sur case noire a1 · Fou blanc sur case noire c1 · Dame blanche sur case blanche d1 · Roi blanc sur case noire e1 · Fou blanc sur case blanche f1 · Cavalier blanc sur case noire g1 · Tour blanche sur case blanche h1 | Tour noire sur case blanche a8 · Cavalier noir sur case noire b8 · Fou noir sur case blanche c8 · Dame noire sur case noire d8 · Roi noir sur case blanche e8 · Fou noir sur case noire f8 · Tour noire sur case noire h8 · Pion noir sur case noire a7 · Pion noir sur case blanche b7 · Pion noir sur case noire c7 · Pion noir sur case noire e7 · Pion noir sur case blanche f7 · Pion noir sur case noire g7 · Pion noir sur case blanche h7 · Cavalier noir sur case noire f6 · Pion noir sur case blanche d5 · Pion blanc sur case blanche c4 · Cavalier blanc sur case noire c3 · Pion blanc sur case blanche a2 · Pion blanc sur case noire b2 · Pion blanc sur case noire d2 · Pion blanc sur case blanche e2 · Pion blanc sur case noire f2 · Pion blanc sur case blanche g2 · Pion blanc sur case noire h2 · Tour blanche sur case noire a1 · Fou blanc sur case noire c1 · Dame blanche sur case blanche d1 · Roi blanc sur case noire e1 · Fou blanc sur case blanche f1 · Cavalier blanc sur case noire g1 · Tour blanche sur case blanche h1 | Tour noire sur case blanche a8 · Cavalier noir sur case noire b8 · Fou noir sur case blanche c8 · Dame noire sur case noire d8 · Roi noir sur case blanche e8 · Fou noir sur case noire f8 · Tour noire sur case noire h8 · Pion noir sur case noire a7 · Pion noir sur case blanche b7 · Pion noir sur case noire c7 · Pion noir sur case noire e7 · Pion noir sur case blanche f7 · Pion noir sur case noire g7 · Pion noir sur case blanche h7 · Cavalier noir sur case noire f6 · Pion noir sur case blanche d5 · Pion blanc sur case blanche c4 · Cavalier blanc sur case noire c3 · Pion blanc sur case blanche a2 · Pion blanc sur case noire b2 · Pion blanc sur case noire d2 · Pion blanc sur case blanche e2 · Pion blanc sur case noire f2 · Pion blanc sur case blanche g2 · Pion blanc sur case noire h2 · Tour blanche sur case noire a1 · Fou blanc sur case noire c1 · Dame blanche sur case blanche d1 · Roi blanc sur case noire e1 · Fou blanc sur case blanche f1 · Cavalier blanc sur case noire g1 · Tour blanche sur case blanche h1 | Tour noire sur case blanche a8 · Cavalier noir sur case noire b8 · Fou noir sur case blanche c8 · Dame noire sur case noire d8 · Roi noir sur case blanche e8 · Fou noir sur case noire f8 · Tour noire sur case noire h8 · Pion noir sur case noire a7 · Pion noir sur case blanche b7 · Pion noir sur case noire c7 · Pion noir sur case noire e7 · Pion noir sur case blanche f7 · Pion noir sur case noire g7 · Pion noir sur case blanche h7 · Cavalier noir sur case noire f6 · Pion noir sur case blanche d5 · Pion blanc sur case blanche c4 · Cavalier blanc sur case noire c3 · Pion blanc sur case blanche a2 · Pion blanc sur case noire b2 · Pion blanc sur case noire d2 · Pion blanc sur case blanche e2 · Pion blanc sur case noire f2 · Pion blanc sur case blanche g2 · Pion blanc sur case noire h2 · Tour blanche sur case noire a1 · Fou blanc sur case noire c1 · Dame blanche sur case blanche d1 · Roi blanc sur case noire e1 · Fou blanc sur case blanche f1 · Cavalier blanc sur case noire g1 · Tour blanche sur case blanche h1 | 4 |
| 3 | Tour noire sur case blanche a8 · Cavalier noir sur case noire b8 · Fou noir sur case blanche c8 · Dame noire sur case noire d8 · Roi noir sur case blanche e8 · Fou noir sur case noire f8 · Tour noire sur case noire h8 · Pion noir sur case noire a7 · Pion noir sur case blanche b7 · Pion noir sur case noire c7 · Pion noir sur case noire e7 · Pion noir sur case blanche f7 · Pion noir sur case noire g7 · Pion noir sur case blanche h7 · Cavalier noir sur case noire f6 · Pion noir sur case blanche d5 · Pion blanc sur case blanche c4 · Cavalier blanc sur case noire c3 · Pion blanc sur case blanche a2 · Pion blanc sur case noire b2 · Pion blanc sur case noire d2 · Pion blanc sur case blanche e2 · Pion blanc sur case noire f2 · Pion blanc sur case blanche g2 · Pion blanc sur case noire h2 · Tour blanche sur case noire a1 · Fou blanc sur case noire c1 · Dame blanche sur case blanche d1 · Roi blanc sur case noire e1 · Fou blanc sur case blanche f1 · Cavalier blanc sur case noire g1 · Tour blanche sur case blanche h1 | Tour noire sur case blanche a8 · Cavalier noir sur case noire b8 · Fou noir sur case blanche c8 · Dame noire sur case noire d8 · Roi noir sur case blanche e8 · Fou noir sur case noire f8 · Tour noire sur case noire h8 · Pion noir sur case noire a7 · Pion noir sur case blanche b7 · Pion noir sur case noire c7 · Pion noir sur case noire e7 · Pion noir sur case blanche f7 · Pion noir sur case noire g7 · Pion noir sur case blanche h7 · Cavalier noir sur case noire f6 · Pion noir sur case blanche d5 · Pion blanc sur case blanche c4 · Cavalier blanc sur case noire c3 · Pion blanc sur case blanche a2 · Pion blanc sur case noire b2 · Pion blanc sur case noire d2 · Pion blanc sur case blanche e2 · Pion blanc sur case noire f2 · Pion blanc sur case blanche g2 · Pion blanc sur case noire h2 · Tour blanche sur case noire a1 · Fou blanc sur case noire c1 · Dame blanche sur case blanche d1 · Roi blanc sur case noire e1 · Fou blanc sur case blanche f1 · Cavalier blanc sur case noire g1 · Tour blanche sur case blanche h1 | Tour noire sur case blanche a8 · Cavalier noir sur case noire b8 · Fou noir sur case blanche c8 · Dame noire sur case noire d8 · Roi noir sur case blanche e8 · Fou noir sur case noire f8 · Tour noire sur case noire h8 · Pion noir sur case noire a7 · Pion noir sur case blanche b7 · Pion noir sur case noire c7 · Pion noir sur case noire e7 · Pion noir sur case blanche f7 · Pion noir sur case noire g7 · Pion noir sur case blanche h7 · Cavalier noir sur case noire f6 · Pion noir sur case blanche d5 · Pion blanc sur case blanche c4 · Cavalier blanc sur case noire c3 · Pion blanc sur case blanche a2 · Pion blanc sur case noire b2 · Pion blanc sur case noire d2 · Pion blanc sur case blanche e2 · Pion blanc sur case noire f2 · Pion blanc sur case blanche g2 · Pion blanc sur case noire h2 · Tour blanche sur case noire a1 · Fou blanc sur case noire c1 · Dame blanche sur case blanche d1 · Roi blanc sur case noire e1 · Fou blanc sur case blanche f1 · Cavalier blanc sur case noire g1 · Tour blanche sur case blanche h1 | Tour noire sur case blanche a8 · Cavalier noir sur case noire b8 · Fou noir sur case blanche c8 · Dame noire sur case noire d8 · Roi noir sur case blanche e8 · Fou noir sur case noire f8 · Tour noire sur case noire h8 · Pion noir sur case noire a7 · Pion noir sur case blanche b7 · Pion noir sur case noire c7 · Pion noir sur case noire e7 · Pion noir sur case blanche f7 · Pion noir sur case noire g7 · Pion noir sur case blanche h7 · Cavalier noir sur case noire f6 · Pion noir sur case blanche d5 · Pion blanc sur case blanche c4 · Cavalier blanc sur case noire c3 · Pion blanc sur case blanche a2 · Pion blanc sur case noire b2 · Pion blanc sur case noire d2 · Pion blanc sur case blanche e2 · Pion blanc sur case noire f2 · Pion blanc sur case blanche g2 · Pion blanc sur case noire h2 · Tour blanche sur case noire a1 · Fou blanc sur case noire c1 · Dame blanche sur case blanche d1 · Roi blanc sur case noire e1 · Fou blanc sur case blanche f1 · Cavalier blanc sur case noire g1 · Tour blanche sur case blanche h1 | Tour noire sur case blanche a8 · Cavalier noir sur case noire b8 · Fou noir sur case blanche c8 · Dame noire sur case noire d8 · Roi noir sur case blanche e8 · Fou noir sur case noire f8 · Tour noire sur case noire h8 · Pion noir sur case noire a7 · Pion noir sur case blanche b7 · Pion noir sur case noire c7 · Pion noir sur case noire e7 · Pion noir sur case blanche f7 · Pion noir sur case noire g7 · Pion noir sur case blanche h7 · Cavalier noir sur case noire f6 · Pion noir sur case blanche d5 · Pion blanc sur case blanche c4 · Cavalier blanc sur case noire c3 · Pion blanc sur case blanche a2 · Pion blanc sur case noire b2 · Pion blanc sur case noire d2 · Pion blanc sur case blanche e2 · Pion blanc sur case noire f2 · Pion blanc sur case blanche g2 · Pion blanc sur case noire h2 · Tour blanche sur case noire a1 · Fou blanc sur case noire c1 · Dame blanche sur case blanche d1 · Roi blanc sur case noire e1 · Fou blanc sur case blanche f1 · Cavalier blanc sur case noire g1 · Tour blanche sur case blanche h1 | Tour noire sur case blanche a8 · Cavalier noir sur case noire b8 · Fou noir sur case blanche c8 · Dame noire sur case noire d8 · Roi noir sur case blanche e8 · Fou noir sur case noire f8 · Tour noire sur case noire h8 · Pion noir sur case noire a7 · Pion noir sur case blanche b7 · Pion noir sur case noire c7 · Pion noir sur case noire e7 · Pion noir sur case blanche f7 · Pion noir sur case noire g7 · Pion noir sur case blanche h7 · Cavalier noir sur case noire f6 · Pion noir sur case blanche d5 · Pion blanc sur case blanche c4 · Cavalier blanc sur case noire c3 · Pion blanc sur case blanche a2 · Pion blanc sur case noire b2 · Pion blanc sur case noire d2 · Pion blanc sur case blanche e2 · Pion blanc sur case noire f2 · Pion blanc sur case blanche g2 · Pion blanc sur case noire h2 · Tour blanche sur case noire a1 · Fou blanc sur case noire c1 · Dame blanche sur case blanche d1 · Roi blanc sur case noire e1 · Fou blanc sur case blanche f1 · Cavalier blanc sur case noire g1 · Tour blanche sur case blanche h1 | Tour noire sur case blanche a8 · Cavalier noir sur case noire b8 · Fou noir sur case blanche c8 · Dame noire sur case noire d8 · Roi noir sur case blanche e8 · Fou noir sur case noire f8 · Tour noire sur case noire h8 · Pion noir sur case noire a7 · Pion noir sur case blanche b7 · Pion noir sur case noire c7 · Pion noir sur case noire e7 · Pion noir sur case blanche f7 · Pion noir sur case noire g7 · Pion noir sur case blanche h7 · Cavalier noir sur case noire f6 · Pion noir sur case blanche d5 · Pion blanc sur case blanche c4 · Cavalier blanc sur case noire c3 · Pion blanc sur case blanche a2 · Pion blanc sur case noire b2 · Pion blanc sur case noire d2 · Pion blanc sur case blanche e2 · Pion blanc sur case noire f2 · Pion blanc sur case blanche g2 · Pion blanc sur case noire h2 · Tour blanche sur case noire a1 · Fou blanc sur case noire c1 · Dame blanche sur case blanche d1 · Roi blanc sur case noire e1 · Fou blanc sur case blanche f1 · Cavalier blanc sur case noire g1 · Tour blanche sur case blanche h1 | Tour noire sur case blanche a8 · Cavalier noir sur case noire b8 · Fou noir sur case blanche c8 · Dame noire sur case noire d8 · Roi noir sur case blanche e8 · Fou noir sur case noire f8 · Tour noire sur case noire h8 · Pion noir sur case noire a7 · Pion noir sur case blanche b7 · Pion noir sur case noire c7 · Pion noir sur case noire e7 · Pion noir sur case blanche f7 · Pion noir sur case noire g7 · Pion noir sur case blanche h7 · Cavalier noir sur case noire f6 · Pion noir sur case blanche d5 · Pion blanc sur case blanche c4 · Cavalier blanc sur case noire c3 · Pion blanc sur case blanche a2 · Pion blanc sur case noire b2 · Pion blanc sur case noire d2 · Pion blanc sur case blanche e2 · Pion blanc sur case noire f2 · Pion blanc sur case blanche g2 · Pion blanc sur case noire h2 · Tour blanche sur case noire a1 · Fou blanc sur case noire c1 · Dame blanche sur case blanche d1 · Roi blanc sur case noire e1 · Fou blanc sur case blanche f1 · Cavalier blanc sur case noire g1 · Tour blanche sur case blanche h1 | 3 |
| 2 | Tour noire sur case blanche a8 · Cavalier noir sur case noire b8 · Fou noir sur case blanche c8 · Dame noire sur case noire d8 · Roi noir sur case blanche e8 · Fou noir sur case noire f8 · Tour noire sur case noire h8 · Pion noir sur case noire a7 · Pion noir sur case blanche b7 · Pion noir sur case noire c7 · Pion noir sur case noire e7 · Pion noir sur case blanche f7 · Pion noir sur case noire g7 · Pion noir sur case blanche h7 · Cavalier noir sur case noire f6 · Pion noir sur case blanche d5 · Pion blanc sur case blanche c4 · Cavalier blanc sur case noire c3 · Pion blanc sur case blanche a2 · Pion blanc sur case noire b2 · Pion blanc sur case noire d2 · Pion blanc sur case blanche e2 · Pion blanc sur case noire f2 · Pion blanc sur case blanche g2 · Pion blanc sur case noire h2 · Tour blanche sur case noire a1 · Fou blanc sur case noire c1 · Dame blanche sur case blanche d1 · Roi blanc sur case noire e1 · Fou blanc sur case blanche f1 · Cavalier blanc sur case noire g1 · Tour blanche sur case blanche h1 | Tour noire sur case blanche a8 · Cavalier noir sur case noire b8 · Fou noir sur case blanche c8 · Dame noire sur case noire d8 · Roi noir sur case blanche e8 · Fou noir sur case noire f8 · Tour noire sur case noire h8 · Pion noir sur case noire a7 · Pion noir sur case blanche b7 · Pion noir sur case noire c7 · Pion noir sur case noire e7 · Pion noir sur case blanche f7 · Pion noir sur case noire g7 · Pion noir sur case blanche h7 · Cavalier noir sur case noire f6 · Pion noir sur case blanche d5 · Pion blanc sur case blanche c4 · Cavalier blanc sur case noire c3 · Pion blanc sur case blanche a2 · Pion blanc sur case noire b2 · Pion blanc sur case noire d2 · Pion blanc sur case blanche e2 · Pion blanc sur case noire f2 · Pion blanc sur case blanche g2 · Pion blanc sur case noire h2 · Tour blanche sur case noire a1 · Fou blanc sur case noire c1 · Dame blanche sur case blanche d1 · Roi blanc sur case noire e1 · Fou blanc sur case blanche f1 · Cavalier blanc sur case noire g1 · Tour blanche sur case blanche h1 | Tour noire sur case blanche a8 · Cavalier noir sur case noire b8 · Fou noir sur case blanche c8 · Dame noire sur case noire d8 · Roi noir sur case blanche e8 · Fou noir sur case noire f8 · Tour noire sur case noire h8 · Pion noir sur case noire a7 · Pion noir sur case blanche b7 · Pion noir sur case noire c7 · Pion noir sur case noire e7 · Pion noir sur case blanche f7 · Pion noir sur case noire g7 · Pion noir sur case blanche h7 · Cavalier noir sur case noire f6 · Pion noir sur case blanche d5 · Pion blanc sur case blanche c4 · Cavalier blanc sur case noire c3 · Pion blanc sur case blanche a2 · Pion blanc sur case noire b2 · Pion blanc sur case noire d2 · Pion blanc sur case blanche e2 · Pion blanc sur case noire f2 · Pion blanc sur case blanche g2 · Pion blanc sur case noire h2 · Tour blanche sur case noire a1 · Fou blanc sur case noire c1 · Dame blanche sur case blanche d1 · Roi blanc sur case noire e1 · Fou blanc sur case blanche f1 · Cavalier blanc sur case noire g1 · Tour blanche sur case blanche h1 | Tour noire sur case blanche a8 · Cavalier noir sur case noire b8 · Fou noir sur case blanche c8 · Dame noire sur case noire d8 · Roi noir sur case blanche e8 · Fou noir sur case noire f8 · Tour noire sur case noire h8 · Pion noir sur case noire a7 · Pion noir sur case blanche b7 · Pion noir sur case noire c7 · Pion noir sur case noire e7 · Pion noir sur case blanche f7 · Pion noir sur case noire g7 · Pion noir sur case blanche h7 · Cavalier noir sur case noire f6 · Pion noir sur case blanche d5 · Pion blanc sur case blanche c4 · Cavalier blanc sur case noire c3 · Pion blanc sur case blanche a2 · Pion blanc sur case noire b2 · Pion blanc sur case noire d2 · Pion blanc sur case blanche e2 · Pion blanc sur case noire f2 · Pion blanc sur case blanche g2 · Pion blanc sur case noire h2 · Tour blanche sur case noire a1 · Fou blanc sur case noire c1 · Dame blanche sur case blanche d1 · Roi blanc sur case noire e1 · Fou blanc sur case blanche f1 · Cavalier blanc sur case noire g1 · Tour blanche sur case blanche h1 | Tour noire sur case blanche a8 · Cavalier noir sur case noire b8 · Fou noir sur case blanche c8 · Dame noire sur case noire d8 · Roi noir sur case blanche e8 · Fou noir sur case noire f8 · Tour noire sur case noire h8 · Pion noir sur case noire a7 · Pion noir sur case blanche b7 · Pion noir sur case noire c7 · Pion noir sur case noire e7 · Pion noir sur case blanche f7 · Pion noir sur case noire g7 · Pion noir sur case blanche h7 · Cavalier noir sur case noire f6 · Pion noir sur case blanche d5 · Pion blanc sur case blanche c4 · Cavalier blanc sur case noire c3 · Pion blanc sur case blanche a2 · Pion blanc sur case noire b2 · Pion blanc sur case noire d2 · Pion blanc sur case blanche e2 · Pion blanc sur case noire f2 · Pion blanc sur case blanche g2 · Pion blanc sur case noire h2 · Tour blanche sur case noire a1 · Fou blanc sur case noire c1 · Dame blanche sur case blanche d1 · Roi blanc sur case noire e1 · Fou blanc sur case blanche f1 · Cavalier blanc sur case noire g1 · Tour blanche sur case blanche h1 | Tour noire sur case blanche a8 · Cavalier noir sur case noire b8 · Fou noir sur case blanche c8 · Dame noire sur case noire d8 · Roi noir sur case blanche e8 · Fou noir sur case noire f8 · Tour noire sur case noire h8 · Pion noir sur case noire a7 · Pion noir sur case blanche b7 · Pion noir sur case noire c7 · Pion noir sur case noire e7 · Pion noir sur case blanche f7 · Pion noir sur case noire g7 · Pion noir sur case blanche h7 · Cavalier noir sur case noire f6 · Pion noir sur case blanche d5 · Pion blanc sur case blanche c4 · Cavalier blanc sur case noire c3 · Pion blanc sur case blanche a2 · Pion blanc sur case noire b2 · Pion blanc sur case noire d2 · Pion blanc sur case blanche e2 · Pion blanc sur case noire f2 · Pion blanc sur case blanche g2 · Pion blanc sur case noire h2 · Tour blanche sur case noire a1 · Fou blanc sur case noire c1 · Dame blanche sur case blanche d1 · Roi blanc sur case noire e1 · Fou blanc sur case blanche f1 · Cavalier blanc sur case noire g1 · Tour blanche sur case blanche h1 | Tour noire sur case blanche a8 · Cavalier noir sur case noire b8 · Fou noir sur case blanche c8 · Dame noire sur case noire d8 · Roi noir sur case blanche e8 · Fou noir sur case noire f8 · Tour noire sur case noire h8 · Pion noir sur case noire a7 · Pion noir sur case blanche b7 · Pion noir sur case noire c7 · Pion noir sur case noire e7 · Pion noir sur case blanche f7 · Pion noir sur case noire g7 · Pion noir sur case blanche h7 · Cavalier noir sur case noire f6 · Pion noir sur case blanche d5 · Pion blanc sur case blanche c4 · Cavalier blanc sur case noire c3 · Pion blanc sur case blanche a2 · Pion blanc sur case noire b2 · Pion blanc sur case noire d2 · Pion blanc sur case blanche e2 · Pion blanc sur case noire f2 · Pion blanc sur case blanche g2 · Pion blanc sur case noire h2 · Tour blanche sur case noire a1 · Fou blanc sur case noire c1 · Dame blanche sur case blanche d1 · Roi blanc sur case noire e1 · Fou blanc sur case blanche f1 · Cavalier blanc sur case noire g1 · Tour blanche sur case blanche h1 | Tour noire sur case blanche a8 · Cavalier noir sur case noire b8 · Fou noir sur case blanche c8 · Dame noire sur case noire d8 · Roi noir sur case blanche e8 · Fou noir sur case noire f8 · Tour noire sur case noire h8 · Pion noir sur case noire a7 · Pion noir sur case blanche b7 · Pion noir sur case noire c7 · Pion noir sur case noire e7 · Pion noir sur case blanche f7 · Pion noir sur case noire g7 · Pion noir sur case blanche h7 · Cavalier noir sur case noire f6 · Pion noir sur case blanche d5 · Pion blanc sur case blanche c4 · Cavalier blanc sur case noire c3 · Pion blanc sur case blanche a2 · Pion blanc sur case noire b2 · Pion blanc sur case noire d2 · Pion blanc sur case blanche e2 · Pion blanc sur case noire f2 · Pion blanc sur case blanche g2 · Pion blanc sur case noire h2 · Tour blanche sur case noire a1 · Fou blanc sur case noire c1 · Dame blanche sur case blanche d1 · Roi blanc sur case noire e1 · Fou blanc sur case blanche f1 · Cavalier blanc sur case noire g1 · Tour blanche sur case blanche h1 | 2 |
| 1 | Tour noire sur case blanche a8 · Cavalier noir sur case noire b8 · Fou noir sur case blanche c8 · Dame noire sur case noire d8 · Roi noir sur case blanche e8 · Fou noir sur case noire f8 · Tour noire sur case noire h8 · Pion noir sur case noire a7 · Pion noir sur case blanche b7 · Pion noir sur case noire c7 · Pion noir sur case noire e7 · Pion noir sur case blanche f7 · Pion noir sur case noire g7 · Pion noir sur case blanche h7 · Cavalier noir sur case noire f6 · Pion noir sur case blanche d5 · Pion blanc sur case blanche c4 · Cavalier blanc sur case noire c3 · Pion blanc sur case blanche a2 · Pion blanc sur case noire b2 · Pion blanc sur case noire d2 · Pion blanc sur case blanche e2 · Pion blanc sur case noire f2 · Pion blanc sur case blanche g2 · Pion blanc sur case noire h2 · Tour blanche sur case noire a1 · Fou blanc sur case noire c1 · Dame blanche sur case blanche d1 · Roi blanc sur case noire e1 · Fou blanc sur case blanche f1 · Cavalier blanc sur case noire g1 · Tour blanche sur case blanche h1 | Tour noire sur case blanche a8 · Cavalier noir sur case noire b8 · Fou noir sur case blanche c8 · Dame noire sur case noire d8 · Roi noir sur case blanche e8 · Fou noir sur case noire f8 · Tour noire sur case noire h8 · Pion noir sur case noire a7 · Pion noir sur case blanche b7 · Pion noir sur case noire c7 · Pion noir sur case noire e7 · Pion noir sur case blanche f7 · Pion noir sur case noire g7 · Pion noir sur case blanche h7 · Cavalier noir sur case noire f6 · Pion noir sur case blanche d5 · Pion blanc sur case blanche c4 · Cavalier blanc sur case noire c3 · Pion blanc sur case blanche a2 · Pion blanc sur case noire b2 · Pion blanc sur case noire d2 · Pion blanc sur case blanche e2 · Pion blanc sur case noire f2 · Pion blanc sur case blanche g2 · Pion blanc sur case noire h2 · Tour blanche sur case noire a1 · Fou blanc sur case noire c1 · Dame blanche sur case blanche d1 · Roi blanc sur case noire e1 · Fou blanc sur case blanche f1 · Cavalier blanc sur case noire g1 · Tour blanche sur case blanche h1 | Tour noire sur case blanche a8 · Cavalier noir sur case noire b8 · Fou noir sur case blanche c8 · Dame noire sur case noire d8 · Roi noir sur case blanche e8 · Fou noir sur case noire f8 · Tour noire sur case noire h8 · Pion noir sur case noire a7 · Pion noir sur case blanche b7 · Pion noir sur case noire c7 · Pion noir sur case noire e7 · Pion noir sur case blanche f7 · Pion noir sur case noire g7 · Pion noir sur case blanche h7 · Cavalier noir sur case noire f6 · Pion noir sur case blanche d5 · Pion blanc sur case blanche c4 · Cavalier blanc sur case noire c3 · Pion blanc sur case blanche a2 · Pion blanc sur case noire b2 · Pion blanc sur case noire d2 · Pion blanc sur case blanche e2 · Pion blanc sur case noire f2 · Pion blanc sur case blanche g2 · Pion blanc sur case noire h2 · Tour blanche sur case noire a1 · Fou blanc sur case noire c1 · Dame blanche sur case blanche d1 · Roi blanc sur case noire e1 · Fou blanc sur case blanche f1 · Cavalier blanc sur case noire g1 · Tour blanche sur case blanche h1 | Tour noire sur case blanche a8 · Cavalier noir sur case noire b8 · Fou noir sur case blanche c8 · Dame noire sur case noire d8 · Roi noir sur case blanche e8 · Fou noir sur case noire f8 · Tour noire sur case noire h8 · Pion noir sur case noire a7 · Pion noir sur case blanche b7 · Pion noir sur case noire c7 · Pion noir sur case noire e7 · Pion noir sur case blanche f7 · Pion noir sur case noire g7 · Pion noir sur case blanche h7 · Cavalier noir sur case noire f6 · Pion noir sur case blanche d5 · Pion blanc sur case blanche c4 · Cavalier blanc sur case noire c3 · Pion blanc sur case blanche a2 · Pion blanc sur case noire b2 · Pion blanc sur case noire d2 · Pion blanc sur case blanche e2 · Pion blanc sur case noire f2 · Pion blanc sur case blanche g2 · Pion blanc sur case noire h2 · Tour blanche sur case noire a1 · Fou blanc sur case noire c1 · Dame blanche sur case blanche d1 · Roi blanc sur case noire e1 · Fou blanc sur case blanche f1 · Cavalier blanc sur case noire g1 · Tour blanche sur case blanche h1 | Tour noire sur case blanche a8 · Cavalier noir sur case noire b8 · Fou noir sur case blanche c8 · Dame noire sur case noire d8 · Roi noir sur case blanche e8 · Fou noir sur case noire f8 · Tour noire sur case noire h8 · Pion noir sur case noire a7 · Pion noir sur case blanche b7 · Pion noir sur case noire c7 · Pion noir sur case noire e7 · Pion noir sur case blanche f7 · Pion noir sur case noire g7 · Pion noir sur case blanche h7 · Cavalier noir sur case noire f6 · Pion noir sur case blanche d5 · Pion blanc sur case blanche c4 · Cavalier blanc sur case noire c3 · Pion blanc sur case blanche a2 · Pion blanc sur case noire b2 · Pion blanc sur case noire d2 · Pion blanc sur case blanche e2 · Pion blanc sur case noire f2 · Pion blanc sur case blanche g2 · Pion blanc sur case noire h2 · Tour blanche sur case noire a1 · Fou blanc sur case noire c1 · Dame blanche sur case blanche d1 · Roi blanc sur case noire e1 · Fou blanc sur case blanche f1 · Cavalier blanc sur case noire g1 · Tour blanche sur case blanche h1 | Tour noire sur case blanche a8 · Cavalier noir sur case noire b8 · Fou noir sur case blanche c8 · Dame noire sur case noire d8 · Roi noir sur case blanche e8 · Fou noir sur case noire f8 · Tour noire sur case noire h8 · Pion noir sur case noire a7 · Pion noir sur case blanche b7 · Pion noir sur case noire c7 · Pion noir sur case noire e7 · Pion noir sur case blanche f7 · Pion noir sur case noire g7 · Pion noir sur case blanche h7 · Cavalier noir sur case noire f6 · Pion noir sur case blanche d5 · Pion blanc sur case blanche c4 · Cavalier blanc sur case noire c3 · Pion blanc sur case blanche a2 · Pion blanc sur case noire b2 · Pion blanc sur case noire d2 · Pion blanc sur case blanche e2 · Pion blanc sur case noire f2 · Pion blanc sur case blanche g2 · Pion blanc sur case noire h2 · Tour blanche sur case noire a1 · Fou blanc sur case noire c1 · Dame blanche sur case blanche d1 · Roi blanc sur case noire e1 · Fou blanc sur case blanche f1 · Cavalier blanc sur case noire g1 · Tour blanche sur case blanche h1 | Tour noire sur case blanche a8 · Cavalier noir sur case noire b8 · Fou noir sur case blanche c8 · Dame noire sur case noire d8 · Roi noir sur case blanche e8 · Fou noir sur case noire f8 · Tour noire sur case noire h8 · Pion noir sur case noire a7 · Pion noir sur case blanche b7 · Pion noir sur case noire c7 · Pion noir sur case noire e7 · Pion noir sur case blanche f7 · Pion noir sur case noire g7 · Pion noir sur case blanche h7 · Cavalier noir sur case noire f6 · Pion noir sur case blanche d5 · Pion blanc sur case blanche c4 · Cavalier blanc sur case noire c3 · Pion blanc sur case blanche a2 · Pion blanc sur case noire b2 · Pion blanc sur case noire d2 · Pion blanc sur case blanche e2 · Pion blanc sur case noire f2 · Pion blanc sur case blanche g2 · Pion blanc sur case noire h2 · Tour blanche sur case noire a1 · Fou blanc sur case noire c1 · Dame blanche sur case blanche d1 · Roi blanc sur case noire e1 · Fou blanc sur case blanche f1 · Cavalier blanc sur case noire g1 · Tour blanche sur case blanche h1 | Tour noire sur case blanche a8 · Cavalier noir sur case noire b8 · Fou noir sur case blanche c8 · Dame noire sur case noire d8 · Roi noir sur case blanche e8 · Fou noir sur case noire f8 · Tour noire sur case noire h8 · Pion noir sur case noire a7 · Pion noir sur case blanche b7 · Pion noir sur case noire c7 · Pion noir sur case noire e7 · Pion noir sur case blanche f7 · Pion noir sur case noire g7 · Pion noir sur case blanche h7 · Cavalier noir sur case noire f6 · Pion noir sur case blanche d5 · Pion blanc sur case blanche c4 · Cavalier blanc sur case noire c3 · Pion blanc sur case blanche a2 · Pion blanc sur case noire b2 · Pion blanc sur case noire d2 · Pion blanc sur case blanche e2 · Pion blanc sur case noire f2 · Pion blanc sur case blanche g2 · Pion blanc sur case noire h2 · Tour blanche sur case noire a1 · Fou blanc sur case noire c1 · Dame blanche sur case blanche d1 · Roi blanc sur case noire e1 · Fou blanc sur case blanche f1 · Cavalier blanc sur case noire g1 · Tour blanche sur case blanche h1 | 1 |
|   | a | b | c | d | e | f | g | h |   |

On trouve aussi cette ligne sous le nom de « pseudo Grünfeld ».
Exemple de partie
- Mikhaïl Botvinnik contre Vassily Smyslov, 22e Championnat du monde, Moscou, 1958

1. c4 Cf6 2. Cc3 d5 3. cxd5 Cxd5 4. g3 g6 5. Fg2 Cxc3 6. bxc3 Fg7 7. Tb1 Cd7 8. Cf3 0-0 9. 0-0 e5 10. d4 c6 11. e4 Da5 (position proche de certaine variantes de la Grünfeld) 12. Dc2 exd4 13. cxd4 Cb6 14. Fd2 Da4 15. Dxa4 Cxa4 16. Tfc1 Cb6 17. Fe3 f5 18. Ce5 fxe4 19. Fxe4 Ff5 20. Fxf5 Txf5 21. g4 Tff8 22. a4 Tae8 23. a5 Cd5 24. Txb7 Cxe3 25. fxe3 Fxe5 26. dxe5 Txe5 27. Txc6 Tf7 28. a6 Txe3 29. Tcc7 Te1+ 30. Rg2 Te2+ 31. Rg3 Te3+ 32. Rg2 Te2+ 33. Rg3 Te3+ 34. Rh4 Txc7 35. Txc7 h6 36. g5 h5 ½-½.

### Variante 1. c4 Cf6 2. Cc3 e6
|   | a | b | c | d | e | f | g | h |   |
| 8 | Tour noire sur case blanche a8 · Cavalier noir sur case noire b8 · Fou noir sur case blanche c8 · Dame noire sur case noire d8 · Roi noir sur case blanche e8 · Fou noir sur case noire f8 · Tour noire sur case noire h8 · Pion noir sur case noire a7 · Pion noir sur case blanche b7 · Pion noir sur case noire c7 · Pion noir sur case blanche d7 · Pion noir sur case blanche f7 · Pion noir sur case noire g7 · Pion noir sur case blanche h7 · Pion noir sur case blanche e6 · Cavalier noir sur case noire f6 · Pion blanc sur case blanche c4 · Cavalier blanc sur case noire c3 · Pion blanc sur case blanche a2 · Pion blanc sur case noire b2 · Pion blanc sur case noire d2 · Pion blanc sur case blanche e2 · Pion blanc sur case noire f2 · Pion blanc sur case blanche g2 · Pion blanc sur case noire h2 · Tour blanche sur case noire a1 · Fou blanc sur case noire c1 · Dame blanche sur case blanche d1 · Roi blanc sur case noire e1 · Fou blanc sur case blanche f1 · Cavalier blanc sur case noire g1 · Tour blanche sur case blanche h1 | Tour noire sur case blanche a8 · Cavalier noir sur case noire b8 · Fou noir sur case blanche c8 · Dame noire sur case noire d8 · Roi noir sur case blanche e8 · Fou noir sur case noire f8 · Tour noire sur case noire h8 · Pion noir sur case noire a7 · Pion noir sur case blanche b7 · Pion noir sur case noire c7 · Pion noir sur case blanche d7 · Pion noir sur case blanche f7 · Pion noir sur case noire g7 · Pion noir sur case blanche h7 · Pion noir sur case blanche e6 · Cavalier noir sur case noire f6 · Pion blanc sur case blanche c4 · Cavalier blanc sur case noire c3 · Pion blanc sur case blanche a2 · Pion blanc sur case noire b2 · Pion blanc sur case noire d2 · Pion blanc sur case blanche e2 · Pion blanc sur case noire f2 · Pion blanc sur case blanche g2 · Pion blanc sur case noire h2 · Tour blanche sur case noire a1 · Fou blanc sur case noire c1 · Dame blanche sur case blanche d1 · Roi blanc sur case noire e1 · Fou blanc sur case blanche f1 · Cavalier blanc sur case noire g1 · Tour blanche sur case blanche h1 | Tour noire sur case blanche a8 · Cavalier noir sur case noire b8 · Fou noir sur case blanche c8 · Dame noire sur case noire d8 · Roi noir sur case blanche e8 · Fou noir sur case noire f8 · Tour noire sur case noire h8 · Pion noir sur case noire a7 · Pion noir sur case blanche b7 · Pion noir sur case noire c7 · Pion noir sur case blanche d7 · Pion noir sur case blanche f7 · Pion noir sur case noire g7 · Pion noir sur case blanche h7 · Pion noir sur case blanche e6 · Cavalier noir sur case noire f6 · Pion blanc sur case blanche c4 · Cavalier blanc sur case noire c3 · Pion blanc sur case blanche a2 · Pion blanc sur case noire b2 · Pion blanc sur case noire d2 · Pion blanc sur case blanche e2 · Pion blanc sur case noire f2 · Pion blanc sur case blanche g2 · Pion blanc sur case noire h2 · Tour blanche sur case noire a1 · Fou blanc sur case noire c1 · Dame blanche sur case blanche d1 · Roi blanc sur case noire e1 · Fou blanc sur case blanche f1 · Cavalier blanc sur case noire g1 · Tour blanche sur case blanche h1 | Tour noire sur case blanche a8 · Cavalier noir sur case noire b8 · Fou noir sur case blanche c8 · Dame noire sur case noire d8 · Roi noir sur case blanche e8 · Fou noir sur case noire f8 · Tour noire sur case noire h8 · Pion noir sur case noire a7 · Pion noir sur case blanche b7 · Pion noir sur case noire c7 · Pion noir sur case blanche d7 · Pion noir sur case blanche f7 · Pion noir sur case noire g7 · Pion noir sur case blanche h7 · Pion noir sur case blanche e6 · Cavalier noir sur case noire f6 · Pion blanc sur case blanche c4 · Cavalier blanc sur case noire c3 · Pion blanc sur case blanche a2 · Pion blanc sur case noire b2 · Pion blanc sur case noire d2 · Pion blanc sur case blanche e2 · Pion blanc sur case noire f2 · Pion blanc sur case blanche g2 · Pion blanc sur case noire h2 · Tour blanche sur case noire a1 · Fou blanc sur case noire c1 · Dame blanche sur case blanche d1 · Roi blanc sur case noire e1 · Fou blanc sur case blanche f1 · Cavalier blanc sur case noire g1 · Tour blanche sur case blanche h1 | Tour noire sur case blanche a8 · Cavalier noir sur case noire b8 · Fou noir sur case blanche c8 · Dame noire sur case noire d8 · Roi noir sur case blanche e8 · Fou noir sur case noire f8 · Tour noire sur case noire h8 · Pion noir sur case noire a7 · Pion noir sur case blanche b7 · Pion noir sur case noire c7 · Pion noir sur case blanche d7 · Pion noir sur case blanche f7 · Pion noir sur case noire g7 · Pion noir sur case blanche h7 · Pion noir sur case blanche e6 · Cavalier noir sur case noire f6 · Pion blanc sur case blanche c4 · Cavalier blanc sur case noire c3 · Pion blanc sur case blanche a2 · Pion blanc sur case noire b2 · Pion blanc sur case noire d2 · Pion blanc sur case blanche e2 · Pion blanc sur case noire f2 · Pion blanc sur case blanche g2 · Pion blanc sur case noire h2 · Tour blanche sur case noire a1 · Fou blanc sur case noire c1 · Dame blanche sur case blanche d1 · Roi blanc sur case noire e1 · Fou blanc sur case blanche f1 · Cavalier blanc sur case noire g1 · Tour blanche sur case blanche h1 | Tour noire sur case blanche a8 · Cavalier noir sur case noire b8 · Fou noir sur case blanche c8 · Dame noire sur case noire d8 · Roi noir sur case blanche e8 · Fou noir sur case noire f8 · Tour noire sur case noire h8 · Pion noir sur case noire a7 · Pion noir sur case blanche b7 · Pion noir sur case noire c7 · Pion noir sur case blanche d7 · Pion noir sur case blanche f7 · Pion noir sur case noire g7 · Pion noir sur case blanche h7 · Pion noir sur case blanche e6 · Cavalier noir sur case noire f6 · Pion blanc sur case blanche c4 · Cavalier blanc sur case noire c3 · Pion blanc sur case blanche a2 · Pion blanc sur case noire b2 · Pion blanc sur case noire d2 · Pion blanc sur case blanche e2 · Pion blanc sur case noire f2 · Pion blanc sur case blanche g2 · Pion blanc sur case noire h2 · Tour blanche sur case noire a1 · Fou blanc sur case noire c1 · Dame blanche sur case blanche d1 · Roi blanc sur case noire e1 · Fou blanc sur case blanche f1 · Cavalier blanc sur case noire g1 · Tour blanche sur case blanche h1 | Tour noire sur case blanche a8 · Cavalier noir sur case noire b8 · Fou noir sur case blanche c8 · Dame noire sur case noire d8 · Roi noir sur case blanche e8 · Fou noir sur case noire f8 · Tour noire sur case noire h8 · Pion noir sur case noire a7 · Pion noir sur case blanche b7 · Pion noir sur case noire c7 · Pion noir sur case blanche d7 · Pion noir sur case blanche f7 · Pion noir sur case noire g7 · Pion noir sur case blanche h7 · Pion noir sur case blanche e6 · Cavalier noir sur case noire f6 · Pion blanc sur case blanche c4 · Cavalier blanc sur case noire c3 · Pion blanc sur case blanche a2 · Pion blanc sur case noire b2 · Pion blanc sur case noire d2 · Pion blanc sur case blanche e2 · Pion blanc sur case noire f2 · Pion blanc sur case blanche g2 · Pion blanc sur case noire h2 · Tour blanche sur case noire a1 · Fou blanc sur case noire c1 · Dame blanche sur case blanche d1 · Roi blanc sur case noire e1 · Fou blanc sur case blanche f1 · Cavalier blanc sur case noire g1 · Tour blanche sur case blanche h1 | Tour noire sur case blanche a8 · Cavalier noir sur case noire b8 · Fou noir sur case blanche c8 · Dame noire sur case noire d8 · Roi noir sur case blanche e8 · Fou noir sur case noire f8 · Tour noire sur case noire h8 · Pion noir sur case noire a7 · Pion noir sur case blanche b7 · Pion noir sur case noire c7 · Pion noir sur case blanche d7 · Pion noir sur case blanche f7 · Pion noir sur case noire g7 · Pion noir sur case blanche h7 · Pion noir sur case blanche e6 · Cavalier noir sur case noire f6 · Pion blanc sur case blanche c4 · Cavalier blanc sur case noire c3 · Pion blanc sur case blanche a2 · Pion blanc sur case noire b2 · Pion blanc sur case noire d2 · Pion blanc sur case blanche e2 · Pion blanc sur case noire f2 · Pion blanc sur case blanche g2 · Pion blanc sur case noire h2 · Tour blanche sur case noire a1 · Fou blanc sur case noire c1 · Dame blanche sur case blanche d1 · Roi blanc sur case noire e1 · Fou blanc sur case blanche f1 · Cavalier blanc sur case noire g1 · Tour blanche sur case blanche h1 | 8 |
| 7 | Tour noire sur case blanche a8 · Cavalier noir sur case noire b8 · Fou noir sur case blanche c8 · Dame noire sur case noire d8 · Roi noir sur case blanche e8 · Fou noir sur case noire f8 · Tour noire sur case noire h8 · Pion noir sur case noire a7 · Pion noir sur case blanche b7 · Pion noir sur case noire c7 · Pion noir sur case blanche d7 · Pion noir sur case blanche f7 · Pion noir sur case noire g7 · Pion noir sur case blanche h7 · Pion noir sur case blanche e6 · Cavalier noir sur case noire f6 · Pion blanc sur case blanche c4 · Cavalier blanc sur case noire c3 · Pion blanc sur case blanche a2 · Pion blanc sur case noire b2 · Pion blanc sur case noire d2 · Pion blanc sur case blanche e2 · Pion blanc sur case noire f2 · Pion blanc sur case blanche g2 · Pion blanc sur case noire h2 · Tour blanche sur case noire a1 · Fou blanc sur case noire c1 · Dame blanche sur case blanche d1 · Roi blanc sur case noire e1 · Fou blanc sur case blanche f1 · Cavalier blanc sur case noire g1 · Tour blanche sur case blanche h1 | Tour noire sur case blanche a8 · Cavalier noir sur case noire b8 · Fou noir sur case blanche c8 · Dame noire sur case noire d8 · Roi noir sur case blanche e8 · Fou noir sur case noire f8 · Tour noire sur case noire h8 · Pion noir sur case noire a7 · Pion noir sur case blanche b7 · Pion noir sur case noire c7 · Pion noir sur case blanche d7 · Pion noir sur case blanche f7 · Pion noir sur case noire g7 · Pion noir sur case blanche h7 · Pion noir sur case blanche e6 · Cavalier noir sur case noire f6 · Pion blanc sur case blanche c4 · Cavalier blanc sur case noire c3 · Pion blanc sur case blanche a2 · Pion blanc sur case noire b2 · Pion blanc sur case noire d2 · Pion blanc sur case blanche e2 · Pion blanc sur case noire f2 · Pion blanc sur case blanche g2 · Pion blanc sur case noire h2 · Tour blanche sur case noire a1 · Fou blanc sur case noire c1 · Dame blanche sur case blanche d1 · Roi blanc sur case noire e1 · Fou blanc sur case blanche f1 · Cavalier blanc sur case noire g1 · Tour blanche sur case blanche h1 | Tour noire sur case blanche a8 · Cavalier noir sur case noire b8 · Fou noir sur case blanche c8 · Dame noire sur case noire d8 · Roi noir sur case blanche e8 · Fou noir sur case noire f8 · Tour noire sur case noire h8 · Pion noir sur case noire a7 · Pion noir sur case blanche b7 · Pion noir sur case noire c7 · Pion noir sur case blanche d7 · Pion noir sur case blanche f7 · Pion noir sur case noire g7 · Pion noir sur case blanche h7 · Pion noir sur case blanche e6 · Cavalier noir sur case noire f6 · Pion blanc sur case blanche c4 · Cavalier blanc sur case noire c3 · Pion blanc sur case blanche a2 · Pion blanc sur case noire b2 · Pion blanc sur case noire d2 · Pion blanc sur case blanche e2 · Pion blanc sur case noire f2 · Pion blanc sur case blanche g2 · Pion blanc sur case noire h2 · Tour blanche sur case noire a1 · Fou blanc sur case noire c1 · Dame blanche sur case blanche d1 · Roi blanc sur case noire e1 · Fou blanc sur case blanche f1 · Cavalier blanc sur case noire g1 · Tour blanche sur case blanche h1 | Tour noire sur case blanche a8 · Cavalier noir sur case noire b8 · Fou noir sur case blanche c8 · Dame noire sur case noire d8 · Roi noir sur case blanche e8 · Fou noir sur case noire f8 · Tour noire sur case noire h8 · Pion noir sur case noire a7 · Pion noir sur case blanche b7 · Pion noir sur case noire c7 · Pion noir sur case blanche d7 · Pion noir sur case blanche f7 · Pion noir sur case noire g7 · Pion noir sur case blanche h7 · Pion noir sur case blanche e6 · Cavalier noir sur case noire f6 · Pion blanc sur case blanche c4 · Cavalier blanc sur case noire c3 · Pion blanc sur case blanche a2 · Pion blanc sur case noire b2 · Pion blanc sur case noire d2 · Pion blanc sur case blanche e2 · Pion blanc sur case noire f2 · Pion blanc sur case blanche g2 · Pion blanc sur case noire h2 · Tour blanche sur case noire a1 · Fou blanc sur case noire c1 · Dame blanche sur case blanche d1 · Roi blanc sur case noire e1 · Fou blanc sur case blanche f1 · Cavalier blanc sur case noire g1 · Tour blanche sur case blanche h1 | Tour noire sur case blanche a8 · Cavalier noir sur case noire b8 · Fou noir sur case blanche c8 · Dame noire sur case noire d8 · Roi noir sur case blanche e8 · Fou noir sur case noire f8 · Tour noire sur case noire h8 · Pion noir sur case noire a7 · Pion noir sur case blanche b7 · Pion noir sur case noire c7 · Pion noir sur case blanche d7 · Pion noir sur case blanche f7 · Pion noir sur case noire g7 · Pion noir sur case blanche h7 · Pion noir sur case blanche e6 · Cavalier noir sur case noire f6 · Pion blanc sur case blanche c4 · Cavalier blanc sur case noire c3 · Pion blanc sur case blanche a2 · Pion blanc sur case noire b2 · Pion blanc sur case noire d2 · Pion blanc sur case blanche e2 · Pion blanc sur case noire f2 · Pion blanc sur case blanche g2 · Pion blanc sur case noire h2 · Tour blanche sur case noire a1 · Fou blanc sur case noire c1 · Dame blanche sur case blanche d1 · Roi blanc sur case noire e1 · Fou blanc sur case blanche f1 · Cavalier blanc sur case noire g1 · Tour blanche sur case blanche h1 | Tour noire sur case blanche a8 · Cavalier noir sur case noire b8 · Fou noir sur case blanche c8 · Dame noire sur case noire d8 · Roi noir sur case blanche e8 · Fou noir sur case noire f8 · Tour noire sur case noire h8 · Pion noir sur case noire a7 · Pion noir sur case blanche b7 · Pion noir sur case noire c7 · Pion noir sur case blanche d7 · Pion noir sur case blanche f7 · Pion noir sur case noire g7 · Pion noir sur case blanche h7 · Pion noir sur case blanche e6 · Cavalier noir sur case noire f6 · Pion blanc sur case blanche c4 · Cavalier blanc sur case noire c3 · Pion blanc sur case blanche a2 · Pion blanc sur case noire b2 · Pion blanc sur case noire d2 · Pion blanc sur case blanche e2 · Pion blanc sur case noire f2 · Pion blanc sur case blanche g2 · Pion blanc sur case noire h2 · Tour blanche sur case noire a1 · Fou blanc sur case noire c1 · Dame blanche sur case blanche d1 · Roi blanc sur case noire e1 · Fou blanc sur case blanche f1 · Cavalier blanc sur case noire g1 · Tour blanche sur case blanche h1 | Tour noire sur case blanche a8 · Cavalier noir sur case noire b8 · Fou noir sur case blanche c8 · Dame noire sur case noire d8 · Roi noir sur case blanche e8 · Fou noir sur case noire f8 · Tour noire sur case noire h8 · Pion noir sur case noire a7 · Pion noir sur case blanche b7 · Pion noir sur case noire c7 · Pion noir sur case blanche d7 · Pion noir sur case blanche f7 · Pion noir sur case noire g7 · Pion noir sur case blanche h7 · Pion noir sur case blanche e6 · Cavalier noir sur case noire f6 · Pion blanc sur case blanche c4 · Cavalier blanc sur case noire c3 · Pion blanc sur case blanche a2 · Pion blanc sur case noire b2 · Pion blanc sur case noire d2 · Pion blanc sur case blanche e2 · Pion blanc sur case noire f2 · Pion blanc sur case blanche g2 · Pion blanc sur case noire h2 · Tour blanche sur case noire a1 · Fou blanc sur case noire c1 · Dame blanche sur case blanche d1 · Roi blanc sur case noire e1 · Fou blanc sur case blanche f1 · Cavalier blanc sur case noire g1 · Tour blanche sur case blanche h1 | Tour noire sur case blanche a8 · Cavalier noir sur case noire b8 · Fou noir sur case blanche c8 · Dame noire sur case noire d8 · Roi noir sur case blanche e8 · Fou noir sur case noire f8 · Tour noire sur case noire h8 · Pion noir sur case noire a7 · Pion noir sur case blanche b7 · Pion noir sur case noire c7 · Pion noir sur case blanche d7 · Pion noir sur case blanche f7 · Pion noir sur case noire g7 · Pion noir sur case blanche h7 · Pion noir sur case blanche e6 · Cavalier noir sur case noire f6 · Pion blanc sur case blanche c4 · Cavalier blanc sur case noire c3 · Pion blanc sur case blanche a2 · Pion blanc sur case noire b2 · Pion blanc sur case noire d2 · Pion blanc sur case blanche e2 · Pion blanc sur case noire f2 · Pion blanc sur case blanche g2 · Pion blanc sur case noire h2 · Tour blanche sur case noire a1 · Fou blanc sur case noire c1 · Dame blanche sur case blanche d1 · Roi blanc sur case noire e1 · Fou blanc sur case blanche f1 · Cavalier blanc sur case noire g1 · Tour blanche sur case blanche h1 | 7 |
| 6 | Tour noire sur case blanche a8 · Cavalier noir sur case noire b8 · Fou noir sur case blanche c8 · Dame noire sur case noire d8 · Roi noir sur case blanche e8 · Fou noir sur case noire f8 · Tour noire sur case noire h8 · Pion noir sur case noire a7 · Pion noir sur case blanche b7 · Pion noir sur case noire c7 · Pion noir sur case blanche d7 · Pion noir sur case blanche f7 · Pion noir sur case noire g7 · Pion noir sur case blanche h7 · Pion noir sur case blanche e6 · Cavalier noir sur case noire f6 · Pion blanc sur case blanche c4 · Cavalier blanc sur case noire c3 · Pion blanc sur case blanche a2 · Pion blanc sur case noire b2 · Pion blanc sur case noire d2 · Pion blanc sur case blanche e2 · Pion blanc sur case noire f2 · Pion blanc sur case blanche g2 · Pion blanc sur case noire h2 · Tour blanche sur case noire a1 · Fou blanc sur case noire c1 · Dame blanche sur case blanche d1 · Roi blanc sur case noire e1 · Fou blanc sur case blanche f1 · Cavalier blanc sur case noire g1 · Tour blanche sur case blanche h1 | Tour noire sur case blanche a8 · Cavalier noir sur case noire b8 · Fou noir sur case blanche c8 · Dame noire sur case noire d8 · Roi noir sur case blanche e8 · Fou noir sur case noire f8 · Tour noire sur case noire h8 · Pion noir sur case noire a7 · Pion noir sur case blanche b7 · Pion noir sur case noire c7 · Pion noir sur case blanche d7 · Pion noir sur case blanche f7 · Pion noir sur case noire g7 · Pion noir sur case blanche h7 · Pion noir sur case blanche e6 · Cavalier noir sur case noire f6 · Pion blanc sur case blanche c4 · Cavalier blanc sur case noire c3 · Pion blanc sur case blanche a2 · Pion blanc sur case noire b2 · Pion blanc sur case noire d2 · Pion blanc sur case blanche e2 · Pion blanc sur case noire f2 · Pion blanc sur case blanche g2 · Pion blanc sur case noire h2 · Tour blanche sur case noire a1 · Fou blanc sur case noire c1 · Dame blanche sur case blanche d1 · Roi blanc sur case noire e1 · Fou blanc sur case blanche f1 · Cavalier blanc sur case noire g1 · Tour blanche sur case blanche h1 | Tour noire sur case blanche a8 · Cavalier noir sur case noire b8 · Fou noir sur case blanche c8 · Dame noire sur case noire d8 · Roi noir sur case blanche e8 · Fou noir sur case noire f8 · Tour noire sur case noire h8 · Pion noir sur case noire a7 · Pion noir sur case blanche b7 · Pion noir sur case noire c7 · Pion noir sur case blanche d7 · Pion noir sur case blanche f7 · Pion noir sur case noire g7 · Pion noir sur case blanche h7 · Pion noir sur case blanche e6 · Cavalier noir sur case noire f6 · Pion blanc sur case blanche c4 · Cavalier blanc sur case noire c3 · Pion blanc sur case blanche a2 · Pion blanc sur case noire b2 · Pion blanc sur case noire d2 · Pion blanc sur case blanche e2 · Pion blanc sur case noire f2 · Pion blanc sur case blanche g2 · Pion blanc sur case noire h2 · Tour blanche sur case noire a1 · Fou blanc sur case noire c1 · Dame blanche sur case blanche d1 · Roi blanc sur case noire e1 · Fou blanc sur case blanche f1 · Cavalier blanc sur case noire g1 · Tour blanche sur case blanche h1 | Tour noire sur case blanche a8 · Cavalier noir sur case noire b8 · Fou noir sur case blanche c8 · Dame noire sur case noire d8 · Roi noir sur case blanche e8 · Fou noir sur case noire f8 · Tour noire sur case noire h8 · Pion noir sur case noire a7 · Pion noir sur case blanche b7 · Pion noir sur case noire c7 · Pion noir sur case blanche d7 · Pion noir sur case blanche f7 · Pion noir sur case noire g7 · Pion noir sur case blanche h7 · Pion noir sur case blanche e6 · Cavalier noir sur case noire f6 · Pion blanc sur case blanche c4 · Cavalier blanc sur case noire c3 · Pion blanc sur case blanche a2 · Pion blanc sur case noire b2 · Pion blanc sur case noire d2 · Pion blanc sur case blanche e2 · Pion blanc sur case noire f2 · Pion blanc sur case blanche g2 · Pion blanc sur case noire h2 · Tour blanche sur case noire a1 · Fou blanc sur case noire c1 · Dame blanche sur case blanche d1 · Roi blanc sur case noire e1 · Fou blanc sur case blanche f1 · Cavalier blanc sur case noire g1 · Tour blanche sur case blanche h1 | Tour noire sur case blanche a8 · Cavalier noir sur case noire b8 · Fou noir sur case blanche c8 · Dame noire sur case noire d8 · Roi noir sur case blanche e8 · Fou noir sur case noire f8 · Tour noire sur case noire h8 · Pion noir sur case noire a7 · Pion noir sur case blanche b7 · Pion noir sur case noire c7 · Pion noir sur case blanche d7 · Pion noir sur case blanche f7 · Pion noir sur case noire g7 · Pion noir sur case blanche h7 · Pion noir sur case blanche e6 · Cavalier noir sur case noire f6 · Pion blanc sur case blanche c4 · Cavalier blanc sur case noire c3 · Pion blanc sur case blanche a2 · Pion blanc sur case noire b2 · Pion blanc sur case noire d2 · Pion blanc sur case blanche e2 · Pion blanc sur case noire f2 · Pion blanc sur case blanche g2 · Pion blanc sur case noire h2 · Tour blanche sur case noire a1 · Fou blanc sur case noire c1 · Dame blanche sur case blanche d1 · Roi blanc sur case noire e1 · Fou blanc sur case blanche f1 · Cavalier blanc sur case noire g1 · Tour blanche sur case blanche h1 | Tour noire sur case blanche a8 · Cavalier noir sur case noire b8 · Fou noir sur case blanche c8 · Dame noire sur case noire d8 · Roi noir sur case blanche e8 · Fou noir sur case noire f8 · Tour noire sur case noire h8 · Pion noir sur case noire a7 · Pion noir sur case blanche b7 · Pion noir sur case noire c7 · Pion noir sur case blanche d7 · Pion noir sur case blanche f7 · Pion noir sur case noire g7 · Pion noir sur case blanche h7 · Pion noir sur case blanche e6 · Cavalier noir sur case noire f6 · Pion blanc sur case blanche c4 · Cavalier blanc sur case noire c3 · Pion blanc sur case blanche a2 · Pion blanc sur case noire b2 · Pion blanc sur case noire d2 · Pion blanc sur case blanche e2 · Pion blanc sur case noire f2 · Pion blanc sur case blanche g2 · Pion blanc sur case noire h2 · Tour blanche sur case noire a1 · Fou blanc sur case noire c1 · Dame blanche sur case blanche d1 · Roi blanc sur case noire e1 · Fou blanc sur case blanche f1 · Cavalier blanc sur case noire g1 · Tour blanche sur case blanche h1 | Tour noire sur case blanche a8 · Cavalier noir sur case noire b8 · Fou noir sur case blanche c8 · Dame noire sur case noire d8 · Roi noir sur case blanche e8 · Fou noir sur case noire f8 · Tour noire sur case noire h8 · Pion noir sur case noire a7 · Pion noir sur case blanche b7 · Pion noir sur case noire c7 · Pion noir sur case blanche d7 · Pion noir sur case blanche f7 · Pion noir sur case noire g7 · Pion noir sur case blanche h7 · Pion noir sur case blanche e6 · Cavalier noir sur case noire f6 · Pion blanc sur case blanche c4 · Cavalier blanc sur case noire c3 · Pion blanc sur case blanche a2 · Pion blanc sur case noire b2 · Pion blanc sur case noire d2 · Pion blanc sur case blanche e2 · Pion blanc sur case noire f2 · Pion blanc sur case blanche g2 · Pion blanc sur case noire h2 · Tour blanche sur case noire a1 · Fou blanc sur case noire c1 · Dame blanche sur case blanche d1 · Roi blanc sur case noire e1 · Fou blanc sur case blanche f1 · Cavalier blanc sur case noire g1 · Tour blanche sur case blanche h1 | Tour noire sur case blanche a8 · Cavalier noir sur case noire b8 · Fou noir sur case blanche c8 · Dame noire sur case noire d8 · Roi noir sur case blanche e8 · Fou noir sur case noire f8 · Tour noire sur case noire h8 · Pion noir sur case noire a7 · Pion noir sur case blanche b7 · Pion noir sur case noire c7 · Pion noir sur case blanche d7 · Pion noir sur case blanche f7 · Pion noir sur case noire g7 · Pion noir sur case blanche h7 · Pion noir sur case blanche e6 · Cavalier noir sur case noire f6 · Pion blanc sur case blanche c4 · Cavalier blanc sur case noire c3 · Pion blanc sur case blanche a2 · Pion blanc sur case noire b2 · Pion blanc sur case noire d2 · Pion blanc sur case blanche e2 · Pion blanc sur case noire f2 · Pion blanc sur case blanche g2 · Pion blanc sur case noire h2 · Tour blanche sur case noire a1 · Fou blanc sur case noire c1 · Dame blanche sur case blanche d1 · Roi blanc sur case noire e1 · Fou blanc sur case blanche f1 · Cavalier blanc sur case noire g1 · Tour blanche sur case blanche h1 | 6 |
| 5 | Tour noire sur case blanche a8 · Cavalier noir sur case noire b8 · Fou noir sur case blanche c8 · Dame noire sur case noire d8 · Roi noir sur case blanche e8 · Fou noir sur case noire f8 · Tour noire sur case noire h8 · Pion noir sur case noire a7 · Pion noir sur case blanche b7 · Pion noir sur case noire c7 · Pion noir sur case blanche d7 · Pion noir sur case blanche f7 · Pion noir sur case noire g7 · Pion noir sur case blanche h7 · Pion noir sur case blanche e6 · Cavalier noir sur case noire f6 · Pion blanc sur case blanche c4 · Cavalier blanc sur case noire c3 · Pion blanc sur case blanche a2 · Pion blanc sur case noire b2 · Pion blanc sur case noire d2 · Pion blanc sur case blanche e2 · Pion blanc sur case noire f2 · Pion blanc sur case blanche g2 · Pion blanc sur case noire h2 · Tour blanche sur case noire a1 · Fou blanc sur case noire c1 · Dame blanche sur case blanche d1 · Roi blanc sur case noire e1 · Fou blanc sur case blanche f1 · Cavalier blanc sur case noire g1 · Tour blanche sur case blanche h1 | Tour noire sur case blanche a8 · Cavalier noir sur case noire b8 · Fou noir sur case blanche c8 · Dame noire sur case noire d8 · Roi noir sur case blanche e8 · Fou noir sur case noire f8 · Tour noire sur case noire h8 · Pion noir sur case noire a7 · Pion noir sur case blanche b7 · Pion noir sur case noire c7 · Pion noir sur case blanche d7 · Pion noir sur case blanche f7 · Pion noir sur case noire g7 · Pion noir sur case blanche h7 · Pion noir sur case blanche e6 · Cavalier noir sur case noire f6 · Pion blanc sur case blanche c4 · Cavalier blanc sur case noire c3 · Pion blanc sur case blanche a2 · Pion blanc sur case noire b2 · Pion blanc sur case noire d2 · Pion blanc sur case blanche e2 · Pion blanc sur case noire f2 · Pion blanc sur case blanche g2 · Pion blanc sur case noire h2 · Tour blanche sur case noire a1 · Fou blanc sur case noire c1 · Dame blanche sur case blanche d1 · Roi blanc sur case noire e1 · Fou blanc sur case blanche f1 · Cavalier blanc sur case noire g1 · Tour blanche sur case blanche h1 | Tour noire sur case blanche a8 · Cavalier noir sur case noire b8 · Fou noir sur case blanche c8 · Dame noire sur case noire d8 · Roi noir sur case blanche e8 · Fou noir sur case noire f8 · Tour noire sur case noire h8 · Pion noir sur case noire a7 · Pion noir sur case blanche b7 · Pion noir sur case noire c7 · Pion noir sur case blanche d7 · Pion noir sur case blanche f7 · Pion noir sur case noire g7 · Pion noir sur case blanche h7 · Pion noir sur case blanche e6 · Cavalier noir sur case noire f6 · Pion blanc sur case blanche c4 · Cavalier blanc sur case noire c3 · Pion blanc sur case blanche a2 · Pion blanc sur case noire b2 · Pion blanc sur case noire d2 · Pion blanc sur case blanche e2 · Pion blanc sur case noire f2 · Pion blanc sur case blanche g2 · Pion blanc sur case noire h2 · Tour blanche sur case noire a1 · Fou blanc sur case noire c1 · Dame blanche sur case blanche d1 · Roi blanc sur case noire e1 · Fou blanc sur case blanche f1 · Cavalier blanc sur case noire g1 · Tour blanche sur case blanche h1 | Tour noire sur case blanche a8 · Cavalier noir sur case noire b8 · Fou noir sur case blanche c8 · Dame noire sur case noire d8 · Roi noir sur case blanche e8 · Fou noir sur case noire f8 · Tour noire sur case noire h8 · Pion noir sur case noire a7 · Pion noir sur case blanche b7 · Pion noir sur case noire c7 · Pion noir sur case blanche d7 · Pion noir sur case blanche f7 · Pion noir sur case noire g7 · Pion noir sur case blanche h7 · Pion noir sur case blanche e6 · Cavalier noir sur case noire f6 · Pion blanc sur case blanche c4 · Cavalier blanc sur case noire c3 · Pion blanc sur case blanche a2 · Pion blanc sur case noire b2 · Pion blanc sur case noire d2 · Pion blanc sur case blanche e2 · Pion blanc sur case noire f2 · Pion blanc sur case blanche g2 · Pion blanc sur case noire h2 · Tour blanche sur case noire a1 · Fou blanc sur case noire c1 · Dame blanche sur case blanche d1 · Roi blanc sur case noire e1 · Fou blanc sur case blanche f1 · Cavalier blanc sur case noire g1 · Tour blanche sur case blanche h1 | Tour noire sur case blanche a8 · Cavalier noir sur case noire b8 · Fou noir sur case blanche c8 · Dame noire sur case noire d8 · Roi noir sur case blanche e8 · Fou noir sur case noire f8 · Tour noire sur case noire h8 · Pion noir sur case noire a7 · Pion noir sur case blanche b7 · Pion noir sur case noire c7 · Pion noir sur case blanche d7 · Pion noir sur case blanche f7 · Pion noir sur case noire g7 · Pion noir sur case blanche h7 · Pion noir sur case blanche e6 · Cavalier noir sur case noire f6 · Pion blanc sur case blanche c4 · Cavalier blanc sur case noire c3 · Pion blanc sur case blanche a2 · Pion blanc sur case noire b2 · Pion blanc sur case noire d2 · Pion blanc sur case blanche e2 · Pion blanc sur case noire f2 · Pion blanc sur case blanche g2 · Pion blanc sur case noire h2 · Tour blanche sur case noire a1 · Fou blanc sur case noire c1 · Dame blanche sur case blanche d1 · Roi blanc sur case noire e1 · Fou blanc sur case blanche f1 · Cavalier blanc sur case noire g1 · Tour blanche sur case blanche h1 | Tour noire sur case blanche a8 · Cavalier noir sur case noire b8 · Fou noir sur case blanche c8 · Dame noire sur case noire d8 · Roi noir sur case blanche e8 · Fou noir sur case noire f8 · Tour noire sur case noire h8 · Pion noir sur case noire a7 · Pion noir sur case blanche b7 · Pion noir sur case noire c7 · Pion noir sur case blanche d7 · Pion noir sur case blanche f7 · Pion noir sur case noire g7 · Pion noir sur case blanche h7 · Pion noir sur case blanche e6 · Cavalier noir sur case noire f6 · Pion blanc sur case blanche c4 · Cavalier blanc sur case noire c3 · Pion blanc sur case blanche a2 · Pion blanc sur case noire b2 · Pion blanc sur case noire d2 · Pion blanc sur case blanche e2 · Pion blanc sur case noire f2 · Pion blanc sur case blanche g2 · Pion blanc sur case noire h2 · Tour blanche sur case noire a1 · Fou blanc sur case noire c1 · Dame blanche sur case blanche d1 · Roi blanc sur case noire e1 · Fou blanc sur case blanche f1 · Cavalier blanc sur case noire g1 · Tour blanche sur case blanche h1 | Tour noire sur case blanche a8 · Cavalier noir sur case noire b8 · Fou noir sur case blanche c8 · Dame noire sur case noire d8 · Roi noir sur case blanche e8 · Fou noir sur case noire f8 · Tour noire sur case noire h8 · Pion noir sur case noire a7 · Pion noir sur case blanche b7 · Pion noir sur case noire c7 · Pion noir sur case blanche d7 · Pion noir sur case blanche f7 · Pion noir sur case noire g7 · Pion noir sur case blanche h7 · Pion noir sur case blanche e6 · Cavalier noir sur case noire f6 · Pion blanc sur case blanche c4 · Cavalier blanc sur case noire c3 · Pion blanc sur case blanche a2 · Pion blanc sur case noire b2 · Pion blanc sur case noire d2 · Pion blanc sur case blanche e2 · Pion blanc sur case noire f2 · Pion blanc sur case blanche g2 · Pion blanc sur case noire h2 · Tour blanche sur case noire a1 · Fou blanc sur case noire c1 · Dame blanche sur case blanche d1 · Roi blanc sur case noire e1 · Fou blanc sur case blanche f1 · Cavalier blanc sur case noire g1 · Tour blanche sur case blanche h1 | Tour noire sur case blanche a8 · Cavalier noir sur case noire b8 · Fou noir sur case blanche c8 · Dame noire sur case noire d8 · Roi noir sur case blanche e8 · Fou noir sur case noire f8 · Tour noire sur case noire h8 · Pion noir sur case noire a7 · Pion noir sur case blanche b7 · Pion noir sur case noire c7 · Pion noir sur case blanche d7 · Pion noir sur case blanche f7 · Pion noir sur case noire g7 · Pion noir sur case blanche h7 · Pion noir sur case blanche e6 · Cavalier noir sur case noire f6 · Pion blanc sur case blanche c4 · Cavalier blanc sur case noire c3 · Pion blanc sur case blanche a2 · Pion blanc sur case noire b2 · Pion blanc sur case noire d2 · Pion blanc sur case blanche e2 · Pion blanc sur case noire f2 · Pion blanc sur case blanche g2 · Pion blanc sur case noire h2 · Tour blanche sur case noire a1 · Fou blanc sur case noire c1 · Dame blanche sur case blanche d1 · Roi blanc sur case noire e1 · Fou blanc sur case blanche f1 · Cavalier blanc sur case noire g1 · Tour blanche sur case blanche h1 | 5 |
| 4 | Tour noire sur case blanche a8 · Cavalier noir sur case noire b8 · Fou noir sur case blanche c8 · Dame noire sur case noire d8 · Roi noir sur case blanche e8 · Fou noir sur case noire f8 · Tour noire sur case noire h8 · Pion noir sur case noire a7 · Pion noir sur case blanche b7 · Pion noir sur case noire c7 · Pion noir sur case blanche d7 · Pion noir sur case blanche f7 · Pion noir sur case noire g7 · Pion noir sur case blanche h7 · Pion noir sur case blanche e6 · Cavalier noir sur case noire f6 · Pion blanc sur case blanche c4 · Cavalier blanc sur case noire c3 · Pion blanc sur case blanche a2 · Pion blanc sur case noire b2 · Pion blanc sur case noire d2 · Pion blanc sur case blanche e2 · Pion blanc sur case noire f2 · Pion blanc sur case blanche g2 · Pion blanc sur case noire h2 · Tour blanche sur case noire a1 · Fou blanc sur case noire c1 · Dame blanche sur case blanche d1 · Roi blanc sur case noire e1 · Fou blanc sur case blanche f1 · Cavalier blanc sur case noire g1 · Tour blanche sur case blanche h1 | Tour noire sur case blanche a8 · Cavalier noir sur case noire b8 · Fou noir sur case blanche c8 · Dame noire sur case noire d8 · Roi noir sur case blanche e8 · Fou noir sur case noire f8 · Tour noire sur case noire h8 · Pion noir sur case noire a7 · Pion noir sur case blanche b7 · Pion noir sur case noire c7 · Pion noir sur case blanche d7 · Pion noir sur case blanche f7 · Pion noir sur case noire g7 · Pion noir sur case blanche h7 · Pion noir sur case blanche e6 · Cavalier noir sur case noire f6 · Pion blanc sur case blanche c4 · Cavalier blanc sur case noire c3 · Pion blanc sur case blanche a2 · Pion blanc sur case noire b2 · Pion blanc sur case noire d2 · Pion blanc sur case blanche e2 · Pion blanc sur case noire f2 · Pion blanc sur case blanche g2 · Pion blanc sur case noire h2 · Tour blanche sur case noire a1 · Fou blanc sur case noire c1 · Dame blanche sur case blanche d1 · Roi blanc sur case noire e1 · Fou blanc sur case blanche f1 · Cavalier blanc sur case noire g1 · Tour blanche sur case blanche h1 | Tour noire sur case blanche a8 · Cavalier noir sur case noire b8 · Fou noir sur case blanche c8 · Dame noire sur case noire d8 · Roi noir sur case blanche e8 · Fou noir sur case noire f8 · Tour noire sur case noire h8 · Pion noir sur case noire a7 · Pion noir sur case blanche b7 · Pion noir sur case noire c7 · Pion noir sur case blanche d7 · Pion noir sur case blanche f7 · Pion noir sur case noire g7 · Pion noir sur case blanche h7 · Pion noir sur case blanche e6 · Cavalier noir sur case noire f6 · Pion blanc sur case blanche c4 · Cavalier blanc sur case noire c3 · Pion blanc sur case blanche a2 · Pion blanc sur case noire b2 · Pion blanc sur case noire d2 · Pion blanc sur case blanche e2 · Pion blanc sur case noire f2 · Pion blanc sur case blanche g2 · Pion blanc sur case noire h2 · Tour blanche sur case noire a1 · Fou blanc sur case noire c1 · Dame blanche sur case blanche d1 · Roi blanc sur case noire e1 · Fou blanc sur case blanche f1 · Cavalier blanc sur case noire g1 · Tour blanche sur case blanche h1 | Tour noire sur case blanche a8 · Cavalier noir sur case noire b8 · Fou noir sur case blanche c8 · Dame noire sur case noire d8 · Roi noir sur case blanche e8 · Fou noir sur case noire f8 · Tour noire sur case noire h8 · Pion noir sur case noire a7 · Pion noir sur case blanche b7 · Pion noir sur case noire c7 · Pion noir sur case blanche d7 · Pion noir sur case blanche f7 · Pion noir sur case noire g7 · Pion noir sur case blanche h7 · Pion noir sur case blanche e6 · Cavalier noir sur case noire f6 · Pion blanc sur case blanche c4 · Cavalier blanc sur case noire c3 · Pion blanc sur case blanche a2 · Pion blanc sur case noire b2 · Pion blanc sur case noire d2 · Pion blanc sur case blanche e2 · Pion blanc sur case noire f2 · Pion blanc sur case blanche g2 · Pion blanc sur case noire h2 · Tour blanche sur case noire a1 · Fou blanc sur case noire c1 · Dame blanche sur case blanche d1 · Roi blanc sur case noire e1 · Fou blanc sur case blanche f1 · Cavalier blanc sur case noire g1 · Tour blanche sur case blanche h1 | Tour noire sur case blanche a8 · Cavalier noir sur case noire b8 · Fou noir sur case blanche c8 · Dame noire sur case noire d8 · Roi noir sur case blanche e8 · Fou noir sur case noire f8 · Tour noire sur case noire h8 · Pion noir sur case noire a7 · Pion noir sur case blanche b7 · Pion noir sur case noire c7 · Pion noir sur case blanche d7 · Pion noir sur case blanche f7 · Pion noir sur case noire g7 · Pion noir sur case blanche h7 · Pion noir sur case blanche e6 · Cavalier noir sur case noire f6 · Pion blanc sur case blanche c4 · Cavalier blanc sur case noire c3 · Pion blanc sur case blanche a2 · Pion blanc sur case noire b2 · Pion blanc sur case noire d2 · Pion blanc sur case blanche e2 · Pion blanc sur case noire f2 · Pion blanc sur case blanche g2 · Pion blanc sur case noire h2 · Tour blanche sur case noire a1 · Fou blanc sur case noire c1 · Dame blanche sur case blanche d1 · Roi blanc sur case noire e1 · Fou blanc sur case blanche f1 · Cavalier blanc sur case noire g1 · Tour blanche sur case blanche h1 | Tour noire sur case blanche a8 · Cavalier noir sur case noire b8 · Fou noir sur case blanche c8 · Dame noire sur case noire d8 · Roi noir sur case blanche e8 · Fou noir sur case noire f8 · Tour noire sur case noire h8 · Pion noir sur case noire a7 · Pion noir sur case blanche b7 · Pion noir sur case noire c7 · Pion noir sur case blanche d7 · Pion noir sur case blanche f7 · Pion noir sur case noire g7 · Pion noir sur case blanche h7 · Pion noir sur case blanche e6 · Cavalier noir sur case noire f6 · Pion blanc sur case blanche c4 · Cavalier blanc sur case noire c3 · Pion blanc sur case blanche a2 · Pion blanc sur case noire b2 · Pion blanc sur case noire d2 · Pion blanc sur case blanche e2 · Pion blanc sur case noire f2 · Pion blanc sur case blanche g2 · Pion blanc sur case noire h2 · Tour blanche sur case noire a1 · Fou blanc sur case noire c1 · Dame blanche sur case blanche d1 · Roi blanc sur case noire e1 · Fou blanc sur case blanche f1 · Cavalier blanc sur case noire g1 · Tour blanche sur case blanche h1 | Tour noire sur case blanche a8 · Cavalier noir sur case noire b8 · Fou noir sur case blanche c8 · Dame noire sur case noire d8 · Roi noir sur case blanche e8 · Fou noir sur case noire f8 · Tour noire sur case noire h8 · Pion noir sur case noire a7 · Pion noir sur case blanche b7 · Pion noir sur case noire c7 · Pion noir sur case blanche d7 · Pion noir sur case blanche f7 · Pion noir sur case noire g7 · Pion noir sur case blanche h7 · Pion noir sur case blanche e6 · Cavalier noir sur case noire f6 · Pion blanc sur case blanche c4 · Cavalier blanc sur case noire c3 · Pion blanc sur case blanche a2 · Pion blanc sur case noire b2 · Pion blanc sur case noire d2 · Pion blanc sur case blanche e2 · Pion blanc sur case noire f2 · Pion blanc sur case blanche g2 · Pion blanc sur case noire h2 · Tour blanche sur case noire a1 · Fou blanc sur case noire c1 · Dame blanche sur case blanche d1 · Roi blanc sur case noire e1 · Fou blanc sur case blanche f1 · Cavalier blanc sur case noire g1 · Tour blanche sur case blanche h1 | Tour noire sur case blanche a8 · Cavalier noir sur case noire b8 · Fou noir sur case blanche c8 · Dame noire sur case noire d8 · Roi noir sur case blanche e8 · Fou noir sur case noire f8 · Tour noire sur case noire h8 · Pion noir sur case noire a7 · Pion noir sur case blanche b7 · Pion noir sur case noire c7 · Pion noir sur case blanche d7 · Pion noir sur case blanche f7 · Pion noir sur case noire g7 · Pion noir sur case blanche h7 · Pion noir sur case blanche e6 · Cavalier noir sur case noire f6 · Pion blanc sur case blanche c4 · Cavalier blanc sur case noire c3 · Pion blanc sur case blanche a2 · Pion blanc sur case noire b2 · Pion blanc sur case noire d2 · Pion blanc sur case blanche e2 · Pion blanc sur case noire f2 · Pion blanc sur case blanche g2 · Pion blanc sur case noire h2 · Tour blanche sur case noire a1 · Fou blanc sur case noire c1 · Dame blanche sur case blanche d1 · Roi blanc sur case noire e1 · Fou blanc sur case blanche f1 · Cavalier blanc sur case noire g1 · Tour blanche sur case blanche h1 | 4 |
| 3 | Tour noire sur case blanche a8 · Cavalier noir sur case noire b8 · Fou noir sur case blanche c8 · Dame noire sur case noire d8 · Roi noir sur case blanche e8 · Fou noir sur case noire f8 · Tour noire sur case noire h8 · Pion noir sur case noire a7 · Pion noir sur case blanche b7 · Pion noir sur case noire c7 · Pion noir sur case blanche d7 · Pion noir sur case blanche f7 · Pion noir sur case noire g7 · Pion noir sur case blanche h7 · Pion noir sur case blanche e6 · Cavalier noir sur case noire f6 · Pion blanc sur case blanche c4 · Cavalier blanc sur case noire c3 · Pion blanc sur case blanche a2 · Pion blanc sur case noire b2 · Pion blanc sur case noire d2 · Pion blanc sur case blanche e2 · Pion blanc sur case noire f2 · Pion blanc sur case blanche g2 · Pion blanc sur case noire h2 · Tour blanche sur case noire a1 · Fou blanc sur case noire c1 · Dame blanche sur case blanche d1 · Roi blanc sur case noire e1 · Fou blanc sur case blanche f1 · Cavalier blanc sur case noire g1 · Tour blanche sur case blanche h1 | Tour noire sur case blanche a8 · Cavalier noir sur case noire b8 · Fou noir sur case blanche c8 · Dame noire sur case noire d8 · Roi noir sur case blanche e8 · Fou noir sur case noire f8 · Tour noire sur case noire h8 · Pion noir sur case noire a7 · Pion noir sur case blanche b7 · Pion noir sur case noire c7 · Pion noir sur case blanche d7 · Pion noir sur case blanche f7 · Pion noir sur case noire g7 · Pion noir sur case blanche h7 · Pion noir sur case blanche e6 · Cavalier noir sur case noire f6 · Pion blanc sur case blanche c4 · Cavalier blanc sur case noire c3 · Pion blanc sur case blanche a2 · Pion blanc sur case noire b2 · Pion blanc sur case noire d2 · Pion blanc sur case blanche e2 · Pion blanc sur case noire f2 · Pion blanc sur case blanche g2 · Pion blanc sur case noire h2 · Tour blanche sur case noire a1 · Fou blanc sur case noire c1 · Dame blanche sur case blanche d1 · Roi blanc sur case noire e1 · Fou blanc sur case blanche f1 · Cavalier blanc sur case noire g1 · Tour blanche sur case blanche h1 | Tour noire sur case blanche a8 · Cavalier noir sur case noire b8 · Fou noir sur case blanche c8 · Dame noire sur case noire d8 · Roi noir sur case blanche e8 · Fou noir sur case noire f8 · Tour noire sur case noire h8 · Pion noir sur case noire a7 · Pion noir sur case blanche b7 · Pion noir sur case noire c7 · Pion noir sur case blanche d7 · Pion noir sur case blanche f7 · Pion noir sur case noire g7 · Pion noir sur case blanche h7 · Pion noir sur case blanche e6 · Cavalier noir sur case noire f6 · Pion blanc sur case blanche c4 · Cavalier blanc sur case noire c3 · Pion blanc sur case blanche a2 · Pion blanc sur case noire b2 · Pion blanc sur case noire d2 · Pion blanc sur case blanche e2 · Pion blanc sur case noire f2 · Pion blanc sur case blanche g2 · Pion blanc sur case noire h2 · Tour blanche sur case noire a1 · Fou blanc sur case noire c1 · Dame blanche sur case blanche d1 · Roi blanc sur case noire e1 · Fou blanc sur case blanche f1 · Cavalier blanc sur case noire g1 · Tour blanche sur case blanche h1 | Tour noire sur case blanche a8 · Cavalier noir sur case noire b8 · Fou noir sur case blanche c8 · Dame noire sur case noire d8 · Roi noir sur case blanche e8 · Fou noir sur case noire f8 · Tour noire sur case noire h8 · Pion noir sur case noire a7 · Pion noir sur case blanche b7 · Pion noir sur case noire c7 · Pion noir sur case blanche d7 · Pion noir sur case blanche f7 · Pion noir sur case noire g7 · Pion noir sur case blanche h7 · Pion noir sur case blanche e6 · Cavalier noir sur case noire f6 · Pion blanc sur case blanche c4 · Cavalier blanc sur case noire c3 · Pion blanc sur case blanche a2 · Pion blanc sur case noire b2 · Pion blanc sur case noire d2 · Pion blanc sur case blanche e2 · Pion blanc sur case noire f2 · Pion blanc sur case blanche g2 · Pion blanc sur case noire h2 · Tour blanche sur case noire a1 · Fou blanc sur case noire c1 · Dame blanche sur case blanche d1 · Roi blanc sur case noire e1 · Fou blanc sur case blanche f1 · Cavalier blanc sur case noire g1 · Tour blanche sur case blanche h1 | Tour noire sur case blanche a8 · Cavalier noir sur case noire b8 · Fou noir sur case blanche c8 · Dame noire sur case noire d8 · Roi noir sur case blanche e8 · Fou noir sur case noire f8 · Tour noire sur case noire h8 · Pion noir sur case noire a7 · Pion noir sur case blanche b7 · Pion noir sur case noire c7 · Pion noir sur case blanche d7 · Pion noir sur case blanche f7 · Pion noir sur case noire g7 · Pion noir sur case blanche h7 · Pion noir sur case blanche e6 · Cavalier noir sur case noire f6 · Pion blanc sur case blanche c4 · Cavalier blanc sur case noire c3 · Pion blanc sur case blanche a2 · Pion blanc sur case noire b2 · Pion blanc sur case noire d2 · Pion blanc sur case blanche e2 · Pion blanc sur case noire f2 · Pion blanc sur case blanche g2 · Pion blanc sur case noire h2 · Tour blanche sur case noire a1 · Fou blanc sur case noire c1 · Dame blanche sur case blanche d1 · Roi blanc sur case noire e1 · Fou blanc sur case blanche f1 · Cavalier blanc sur case noire g1 · Tour blanche sur case blanche h1 | Tour noire sur case blanche a8 · Cavalier noir sur case noire b8 · Fou noir sur case blanche c8 · Dame noire sur case noire d8 · Roi noir sur case blanche e8 · Fou noir sur case noire f8 · Tour noire sur case noire h8 · Pion noir sur case noire a7 · Pion noir sur case blanche b7 · Pion noir sur case noire c7 · Pion noir sur case blanche d7 · Pion noir sur case blanche f7 · Pion noir sur case noire g7 · Pion noir sur case blanche h7 · Pion noir sur case blanche e6 · Cavalier noir sur case noire f6 · Pion blanc sur case blanche c4 · Cavalier blanc sur case noire c3 · Pion blanc sur case blanche a2 · Pion blanc sur case noire b2 · Pion blanc sur case noire d2 · Pion blanc sur case blanche e2 · Pion blanc sur case noire f2 · Pion blanc sur case blanche g2 · Pion blanc sur case noire h2 · Tour blanche sur case noire a1 · Fou blanc sur case noire c1 · Dame blanche sur case blanche d1 · Roi blanc sur case noire e1 · Fou blanc sur case blanche f1 · Cavalier blanc sur case noire g1 · Tour blanche sur case blanche h1 | Tour noire sur case blanche a8 · Cavalier noir sur case noire b8 · Fou noir sur case blanche c8 · Dame noire sur case noire d8 · Roi noir sur case blanche e8 · Fou noir sur case noire f8 · Tour noire sur case noire h8 · Pion noir sur case noire a7 · Pion noir sur case blanche b7 · Pion noir sur case noire c7 · Pion noir sur case blanche d7 · Pion noir sur case blanche f7 · Pion noir sur case noire g7 · Pion noir sur case blanche h7 · Pion noir sur case blanche e6 · Cavalier noir sur case noire f6 · Pion blanc sur case blanche c4 · Cavalier blanc sur case noire c3 · Pion blanc sur case blanche a2 · Pion blanc sur case noire b2 · Pion blanc sur case noire d2 · Pion blanc sur case blanche e2 · Pion blanc sur case noire f2 · Pion blanc sur case blanche g2 · Pion blanc sur case noire h2 · Tour blanche sur case noire a1 · Fou blanc sur case noire c1 · Dame blanche sur case blanche d1 · Roi blanc sur case noire e1 · Fou blanc sur case blanche f1 · Cavalier blanc sur case noire g1 · Tour blanche sur case blanche h1 | Tour noire sur case blanche a8 · Cavalier noir sur case noire b8 · Fou noir sur case blanche c8 · Dame noire sur case noire d8 · Roi noir sur case blanche e8 · Fou noir sur case noire f8 · Tour noire sur case noire h8 · Pion noir sur case noire a7 · Pion noir sur case blanche b7 · Pion noir sur case noire c7 · Pion noir sur case blanche d7 · Pion noir sur case blanche f7 · Pion noir sur case noire g7 · Pion noir sur case blanche h7 · Pion noir sur case blanche e6 · Cavalier noir sur case noire f6 · Pion blanc sur case blanche c4 · Cavalier blanc sur case noire c3 · Pion blanc sur case blanche a2 · Pion blanc sur case noire b2 · Pion blanc sur case noire d2 · Pion blanc sur case blanche e2 · Pion blanc sur case noire f2 · Pion blanc sur case blanche g2 · Pion blanc sur case noire h2 · Tour blanche sur case noire a1 · Fou blanc sur case noire c1 · Dame blanche sur case blanche d1 · Roi blanc sur case noire e1 · Fou blanc sur case blanche f1 · Cavalier blanc sur case noire g1 · Tour blanche sur case blanche h1 | 3 |
| 2 | Tour noire sur case blanche a8 · Cavalier noir sur case noire b8 · Fou noir sur case blanche c8 · Dame noire sur case noire d8 · Roi noir sur case blanche e8 · Fou noir sur case noire f8 · Tour noire sur case noire h8 · Pion noir sur case noire a7 · Pion noir sur case blanche b7 · Pion noir sur case noire c7 · Pion noir sur case blanche d7 · Pion noir sur case blanche f7 · Pion noir sur case noire g7 · Pion noir sur case blanche h7 · Pion noir sur case blanche e6 · Cavalier noir sur case noire f6 · Pion blanc sur case blanche c4 · Cavalier blanc sur case noire c3 · Pion blanc sur case blanche a2 · Pion blanc sur case noire b2 · Pion blanc sur case noire d2 · Pion blanc sur case blanche e2 · Pion blanc sur case noire f2 · Pion blanc sur case blanche g2 · Pion blanc sur case noire h2 · Tour blanche sur case noire a1 · Fou blanc sur case noire c1 · Dame blanche sur case blanche d1 · Roi blanc sur case noire e1 · Fou blanc sur case blanche f1 · Cavalier blanc sur case noire g1 · Tour blanche sur case blanche h1 | Tour noire sur case blanche a8 · Cavalier noir sur case noire b8 · Fou noir sur case blanche c8 · Dame noire sur case noire d8 · Roi noir sur case blanche e8 · Fou noir sur case noire f8 · Tour noire sur case noire h8 · Pion noir sur case noire a7 · Pion noir sur case blanche b7 · Pion noir sur case noire c7 · Pion noir sur case blanche d7 · Pion noir sur case blanche f7 · Pion noir sur case noire g7 · Pion noir sur case blanche h7 · Pion noir sur case blanche e6 · Cavalier noir sur case noire f6 · Pion blanc sur case blanche c4 · Cavalier blanc sur case noire c3 · Pion blanc sur case blanche a2 · Pion blanc sur case noire b2 · Pion blanc sur case noire d2 · Pion blanc sur case blanche e2 · Pion blanc sur case noire f2 · Pion blanc sur case blanche g2 · Pion blanc sur case noire h2 · Tour blanche sur case noire a1 · Fou blanc sur case noire c1 · Dame blanche sur case blanche d1 · Roi blanc sur case noire e1 · Fou blanc sur case blanche f1 · Cavalier blanc sur case noire g1 · Tour blanche sur case blanche h1 | Tour noire sur case blanche a8 · Cavalier noir sur case noire b8 · Fou noir sur case blanche c8 · Dame noire sur case noire d8 · Roi noir sur case blanche e8 · Fou noir sur case noire f8 · Tour noire sur case noire h8 · Pion noir sur case noire a7 · Pion noir sur case blanche b7 · Pion noir sur case noire c7 · Pion noir sur case blanche d7 · Pion noir sur case blanche f7 · Pion noir sur case noire g7 · Pion noir sur case blanche h7 · Pion noir sur case blanche e6 · Cavalier noir sur case noire f6 · Pion blanc sur case blanche c4 · Cavalier blanc sur case noire c3 · Pion blanc sur case blanche a2 · Pion blanc sur case noire b2 · Pion blanc sur case noire d2 · Pion blanc sur case blanche e2 · Pion blanc sur case noire f2 · Pion blanc sur case blanche g2 · Pion blanc sur case noire h2 · Tour blanche sur case noire a1 · Fou blanc sur case noire c1 · Dame blanche sur case blanche d1 · Roi blanc sur case noire e1 · Fou blanc sur case blanche f1 · Cavalier blanc sur case noire g1 · Tour blanche sur case blanche h1 | Tour noire sur case blanche a8 · Cavalier noir sur case noire b8 · Fou noir sur case blanche c8 · Dame noire sur case noire d8 · Roi noir sur case blanche e8 · Fou noir sur case noire f8 · Tour noire sur case noire h8 · Pion noir sur case noire a7 · Pion noir sur case blanche b7 · Pion noir sur case noire c7 · Pion noir sur case blanche d7 · Pion noir sur case blanche f7 · Pion noir sur case noire g7 · Pion noir sur case blanche h7 · Pion noir sur case blanche e6 · Cavalier noir sur case noire f6 · Pion blanc sur case blanche c4 · Cavalier blanc sur case noire c3 · Pion blanc sur case blanche a2 · Pion blanc sur case noire b2 · Pion blanc sur case noire d2 · Pion blanc sur case blanche e2 · Pion blanc sur case noire f2 · Pion blanc sur case blanche g2 · Pion blanc sur case noire h2 · Tour blanche sur case noire a1 · Fou blanc sur case noire c1 · Dame blanche sur case blanche d1 · Roi blanc sur case noire e1 · Fou blanc sur case blanche f1 · Cavalier blanc sur case noire g1 · Tour blanche sur case blanche h1 | Tour noire sur case blanche a8 · Cavalier noir sur case noire b8 · Fou noir sur case blanche c8 · Dame noire sur case noire d8 · Roi noir sur case blanche e8 · Fou noir sur case noire f8 · Tour noire sur case noire h8 · Pion noir sur case noire a7 · Pion noir sur case blanche b7 · Pion noir sur case noire c7 · Pion noir sur case blanche d7 · Pion noir sur case blanche f7 · Pion noir sur case noire g7 · Pion noir sur case blanche h7 · Pion noir sur case blanche e6 · Cavalier noir sur case noire f6 · Pion blanc sur case blanche c4 · Cavalier blanc sur case noire c3 · Pion blanc sur case blanche a2 · Pion blanc sur case noire b2 · Pion blanc sur case noire d2 · Pion blanc sur case blanche e2 · Pion blanc sur case noire f2 · Pion blanc sur case blanche g2 · Pion blanc sur case noire h2 · Tour blanche sur case noire a1 · Fou blanc sur case noire c1 · Dame blanche sur case blanche d1 · Roi blanc sur case noire e1 · Fou blanc sur case blanche f1 · Cavalier blanc sur case noire g1 · Tour blanche sur case blanche h1 | Tour noire sur case blanche a8 · Cavalier noir sur case noire b8 · Fou noir sur case blanche c8 · Dame noire sur case noire d8 · Roi noir sur case blanche e8 · Fou noir sur case noire f8 · Tour noire sur case noire h8 · Pion noir sur case noire a7 · Pion noir sur case blanche b7 · Pion noir sur case noire c7 · Pion noir sur case blanche d7 · Pion noir sur case blanche f7 · Pion noir sur case noire g7 · Pion noir sur case blanche h7 · Pion noir sur case blanche e6 · Cavalier noir sur case noire f6 · Pion blanc sur case blanche c4 · Cavalier blanc sur case noire c3 · Pion blanc sur case blanche a2 · Pion blanc sur case noire b2 · Pion blanc sur case noire d2 · Pion blanc sur case blanche e2 · Pion blanc sur case noire f2 · Pion blanc sur case blanche g2 · Pion blanc sur case noire h2 · Tour blanche sur case noire a1 · Fou blanc sur case noire c1 · Dame blanche sur case blanche d1 · Roi blanc sur case noire e1 · Fou blanc sur case blanche f1 · Cavalier blanc sur case noire g1 · Tour blanche sur case blanche h1 | Tour noire sur case blanche a8 · Cavalier noir sur case noire b8 · Fou noir sur case blanche c8 · Dame noire sur case noire d8 · Roi noir sur case blanche e8 · Fou noir sur case noire f8 · Tour noire sur case noire h8 · Pion noir sur case noire a7 · Pion noir sur case blanche b7 · Pion noir sur case noire c7 · Pion noir sur case blanche d7 · Pion noir sur case blanche f7 · Pion noir sur case noire g7 · Pion noir sur case blanche h7 · Pion noir sur case blanche e6 · Cavalier noir sur case noire f6 · Pion blanc sur case blanche c4 · Cavalier blanc sur case noire c3 · Pion blanc sur case blanche a2 · Pion blanc sur case noire b2 · Pion blanc sur case noire d2 · Pion blanc sur case blanche e2 · Pion blanc sur case noire f2 · Pion blanc sur case blanche g2 · Pion blanc sur case noire h2 · Tour blanche sur case noire a1 · Fou blanc sur case noire c1 · Dame blanche sur case blanche d1 · Roi blanc sur case noire e1 · Fou blanc sur case blanche f1 · Cavalier blanc sur case noire g1 · Tour blanche sur case blanche h1 | Tour noire sur case blanche a8 · Cavalier noir sur case noire b8 · Fou noir sur case blanche c8 · Dame noire sur case noire d8 · Roi noir sur case blanche e8 · Fou noir sur case noire f8 · Tour noire sur case noire h8 · Pion noir sur case noire a7 · Pion noir sur case blanche b7 · Pion noir sur case noire c7 · Pion noir sur case blanche d7 · Pion noir sur case blanche f7 · Pion noir sur case noire g7 · Pion noir sur case blanche h7 · Pion noir sur case blanche e6 · Cavalier noir sur case noire f6 · Pion blanc sur case blanche c4 · Cavalier blanc sur case noire c3 · Pion blanc sur case blanche a2 · Pion blanc sur case noire b2 · Pion blanc sur case noire d2 · Pion blanc sur case blanche e2 · Pion blanc sur case noire f2 · Pion blanc sur case blanche g2 · Pion blanc sur case noire h2 · Tour blanche sur case noire a1 · Fou blanc sur case noire c1 · Dame blanche sur case blanche d1 · Roi blanc sur case noire e1 · Fou blanc sur case blanche f1 · Cavalier blanc sur case noire g1 · Tour blanche sur case blanche h1 | 2 |
| 1 | Tour noire sur case blanche a8 · Cavalier noir sur case noire b8 · Fou noir sur case blanche c8 · Dame noire sur case noire d8 · Roi noir sur case blanche e8 · Fou noir sur case noire f8 · Tour noire sur case noire h8 · Pion noir sur case noire a7 · Pion noir sur case blanche b7 · Pion noir sur case noire c7 · Pion noir sur case blanche d7 · Pion noir sur case blanche f7 · Pion noir sur case noire g7 · Pion noir sur case blanche h7 · Pion noir sur case blanche e6 · Cavalier noir sur case noire f6 · Pion blanc sur case blanche c4 · Cavalier blanc sur case noire c3 · Pion blanc sur case blanche a2 · Pion blanc sur case noire b2 · Pion blanc sur case noire d2 · Pion blanc sur case blanche e2 · Pion blanc sur case noire f2 · Pion blanc sur case blanche g2 · Pion blanc sur case noire h2 · Tour blanche sur case noire a1 · Fou blanc sur case noire c1 · Dame blanche sur case blanche d1 · Roi blanc sur case noire e1 · Fou blanc sur case blanche f1 · Cavalier blanc sur case noire g1 · Tour blanche sur case blanche h1 | Tour noire sur case blanche a8 · Cavalier noir sur case noire b8 · Fou noir sur case blanche c8 · Dame noire sur case noire d8 · Roi noir sur case blanche e8 · Fou noir sur case noire f8 · Tour noire sur case noire h8 · Pion noir sur case noire a7 · Pion noir sur case blanche b7 · Pion noir sur case noire c7 · Pion noir sur case blanche d7 · Pion noir sur case blanche f7 · Pion noir sur case noire g7 · Pion noir sur case blanche h7 · Pion noir sur case blanche e6 · Cavalier noir sur case noire f6 · Pion blanc sur case blanche c4 · Cavalier blanc sur case noire c3 · Pion blanc sur case blanche a2 · Pion blanc sur case noire b2 · Pion blanc sur case noire d2 · Pion blanc sur case blanche e2 · Pion blanc sur case noire f2 · Pion blanc sur case blanche g2 · Pion blanc sur case noire h2 · Tour blanche sur case noire a1 · Fou blanc sur case noire c1 · Dame blanche sur case blanche d1 · Roi blanc sur case noire e1 · Fou blanc sur case blanche f1 · Cavalier blanc sur case noire g1 · Tour blanche sur case blanche h1 | Tour noire sur case blanche a8 · Cavalier noir sur case noire b8 · Fou noir sur case blanche c8 · Dame noire sur case noire d8 · Roi noir sur case blanche e8 · Fou noir sur case noire f8 · Tour noire sur case noire h8 · Pion noir sur case noire a7 · Pion noir sur case blanche b7 · Pion noir sur case noire c7 · Pion noir sur case blanche d7 · Pion noir sur case blanche f7 · Pion noir sur case noire g7 · Pion noir sur case blanche h7 · Pion noir sur case blanche e6 · Cavalier noir sur case noire f6 · Pion blanc sur case blanche c4 · Cavalier blanc sur case noire c3 · Pion blanc sur case blanche a2 · Pion blanc sur case noire b2 · Pion blanc sur case noire d2 · Pion blanc sur case blanche e2 · Pion blanc sur case noire f2 · Pion blanc sur case blanche g2 · Pion blanc sur case noire h2 · Tour blanche sur case noire a1 · Fou blanc sur case noire c1 · Dame blanche sur case blanche d1 · Roi blanc sur case noire e1 · Fou blanc sur case blanche f1 · Cavalier blanc sur case noire g1 · Tour blanche sur case blanche h1 | Tour noire sur case blanche a8 · Cavalier noir sur case noire b8 · Fou noir sur case blanche c8 · Dame noire sur case noire d8 · Roi noir sur case blanche e8 · Fou noir sur case noire f8 · Tour noire sur case noire h8 · Pion noir sur case noire a7 · Pion noir sur case blanche b7 · Pion noir sur case noire c7 · Pion noir sur case blanche d7 · Pion noir sur case blanche f7 · Pion noir sur case noire g7 · Pion noir sur case blanche h7 · Pion noir sur case blanche e6 · Cavalier noir sur case noire f6 · Pion blanc sur case blanche c4 · Cavalier blanc sur case noire c3 · Pion blanc sur case blanche a2 · Pion blanc sur case noire b2 · Pion blanc sur case noire d2 · Pion blanc sur case blanche e2 · Pion blanc sur case noire f2 · Pion blanc sur case blanche g2 · Pion blanc sur case noire h2 · Tour blanche sur case noire a1 · Fou blanc sur case noire c1 · Dame blanche sur case blanche d1 · Roi blanc sur case noire e1 · Fou blanc sur case blanche f1 · Cavalier blanc sur case noire g1 · Tour blanche sur case blanche h1 | Tour noire sur case blanche a8 · Cavalier noir sur case noire b8 · Fou noir sur case blanche c8 · Dame noire sur case noire d8 · Roi noir sur case blanche e8 · Fou noir sur case noire f8 · Tour noire sur case noire h8 · Pion noir sur case noire a7 · Pion noir sur case blanche b7 · Pion noir sur case noire c7 · Pion noir sur case blanche d7 · Pion noir sur case blanche f7 · Pion noir sur case noire g7 · Pion noir sur case blanche h7 · Pion noir sur case blanche e6 · Cavalier noir sur case noire f6 · Pion blanc sur case blanche c4 · Cavalier blanc sur case noire c3 · Pion blanc sur case blanche a2 · Pion blanc sur case noire b2 · Pion blanc sur case noire d2 · Pion blanc sur case blanche e2 · Pion blanc sur case noire f2 · Pion blanc sur case blanche g2 · Pion blanc sur case noire h2 · Tour blanche sur case noire a1 · Fou blanc sur case noire c1 · Dame blanche sur case blanche d1 · Roi blanc sur case noire e1 · Fou blanc sur case blanche f1 · Cavalier blanc sur case noire g1 · Tour blanche sur case blanche h1 | Tour noire sur case blanche a8 · Cavalier noir sur case noire b8 · Fou noir sur case blanche c8 · Dame noire sur case noire d8 · Roi noir sur case blanche e8 · Fou noir sur case noire f8 · Tour noire sur case noire h8 · Pion noir sur case noire a7 · Pion noir sur case blanche b7 · Pion noir sur case noire c7 · Pion noir sur case blanche d7 · Pion noir sur case blanche f7 · Pion noir sur case noire g7 · Pion noir sur case blanche h7 · Pion noir sur case blanche e6 · Cavalier noir sur case noire f6 · Pion blanc sur case blanche c4 · Cavalier blanc sur case noire c3 · Pion blanc sur case blanche a2 · Pion blanc sur case noire b2 · Pion blanc sur case noire d2 · Pion blanc sur case blanche e2 · Pion blanc sur case noire f2 · Pion blanc sur case blanche g2 · Pion blanc sur case noire h2 · Tour blanche sur case noire a1 · Fou blanc sur case noire c1 · Dame blanche sur case blanche d1 · Roi blanc sur case noire e1 · Fou blanc sur case blanche f1 · Cavalier blanc sur case noire g1 · Tour blanche sur case blanche h1 | Tour noire sur case blanche a8 · Cavalier noir sur case noire b8 · Fou noir sur case blanche c8 · Dame noire sur case noire d8 · Roi noir sur case blanche e8 · Fou noir sur case noire f8 · Tour noire sur case noire h8 · Pion noir sur case noire a7 · Pion noir sur case blanche b7 · Pion noir sur case noire c7 · Pion noir sur case blanche d7 · Pion noir sur case blanche f7 · Pion noir sur case noire g7 · Pion noir sur case blanche h7 · Pion noir sur case blanche e6 · Cavalier noir sur case noire f6 · Pion blanc sur case blanche c4 · Cavalier blanc sur case noire c3 · Pion blanc sur case blanche a2 · Pion blanc sur case noire b2 · Pion blanc sur case noire d2 · Pion blanc sur case blanche e2 · Pion blanc sur case noire f2 · Pion blanc sur case blanche g2 · Pion blanc sur case noire h2 · Tour blanche sur case noire a1 · Fou blanc sur case noire c1 · Dame blanche sur case blanche d1 · Roi blanc sur case noire e1 · Fou blanc sur case blanche f1 · Cavalier blanc sur case noire g1 · Tour blanche sur case blanche h1 | Tour noire sur case blanche a8 · Cavalier noir sur case noire b8 · Fou noir sur case blanche c8 · Dame noire sur case noire d8 · Roi noir sur case blanche e8 · Fou noir sur case noire f8 · Tour noire sur case noire h8 · Pion noir sur case noire a7 · Pion noir sur case blanche b7 · Pion noir sur case noire c7 · Pion noir sur case blanche d7 · Pion noir sur case blanche f7 · Pion noir sur case noire g7 · Pion noir sur case blanche h7 · Pion noir sur case blanche e6 · Cavalier noir sur case noire f6 · Pion blanc sur case blanche c4 · Cavalier blanc sur case noire c3 · Pion blanc sur case blanche a2 · Pion blanc sur case noire b2 · Pion blanc sur case noire d2 · Pion blanc sur case blanche e2 · Pion blanc sur case noire f2 · Pion blanc sur case blanche g2 · Pion blanc sur case noire h2 · Tour blanche sur case noire a1 · Fou blanc sur case noire c1 · Dame blanche sur case blanche d1 · Roi blanc sur case noire e1 · Fou blanc sur case blanche f1 · Cavalier blanc sur case noire g1 · Tour blanche sur case blanche h1 | 1 |
|   | a | b | c | d | e | f | g | h |   |

Exemples de parties
Oleg Romanichine-Tigran Petrossian, Championnat d'URSS, Erevan (Arménie), 1975
Attaque Mikenas ou variante Mikenas-Carl
1. c4 Cf6 2. Cc3 e6 3. Cf3 b6 4. e4 (l'attaque Mikenas : 1. c4 Cf6 2. Cc3 e6 3. e4 par transposition) 4...Fb7 5. Fd3!? d6 6. Fc2! c5 7. d4 cxd4 8. Cxd4 Fe7 9. 0-0 0-0 10. b3! Cc6 11. Fb2 a6 12. Rh1 Dc7 13. f4 Tad8 14. Tc1 Db8 15. Tf3 g6 16. Cd5!? exd5 17. exd5! Cxd4 18. Dxd4 Tde8! 19. f5?! Fd8 20. Dh4 Te5! 21. Dh6 Dc7? 22. Tg3! Fc8 23. Fxe5 dxe5 24. fxg6 fxg6 25. Fxg6! Cg4! 26. Fh5 Tf6 27. Dd2 Tf4 28. d6!? Dg7! 29. d7 Fb7? 30. Dxf4! 1-0 (il suit 30...exf4 31. Txg4).
Jovana Vojinović (2322) - Marija Rakic (2292), Apatin (Serbie), 2014
Attaque Mikenas ou variante Mikenas-Carl
1. c4 Cf6 2. Cc3 e6 3. e4 d5 4. e5 d4 5. exf6 dxc3 6. fxg7 cxd2+ 7. Fxd2 Fxg7 8. Db3 Cc6 9. Cf3 Cd4 10. Cxd4 Dxd4 11. 0-0-0 Db6 12. Da3 Fd7 13.Fe3 Dc6 14. Fe2 Da4 15. Td3 Dxa3 16.Txa3 Fc6 17.Td1 a6 18. Ff4 Tc8 19. Tg3 Ff6 20. Ff3 Fxf3 21. Txf3 c5! 22. Tb3 Fd4 nulle en 74 coups

### Anglaise symétrique: 1.c4 c5
L’opposition du pion, comme dans les ouvertures qui commencent par 1.d4 d5 ou 1.e4 e5 « est l'une des meilleures et des plus indépendantes réponses. » Cette ligne et les variantes qui s'ensuivent entraîne une lutte pour les cases d5 et d4.

#### Variante 1. c4 c5 2. Cf3 Cf6
2. Cf3 indique que les blancs ont l'intention de jouer d4, car dans le cas contraire ils auraient joué 2. Cc3.
Plusieurs suites sont possibles :
- 1. c4 c5 2. Cf3 Cf6 3. d4 ?! Ce coup est considéré comme prématuré[7].
- 1. c4 c5 2. Cf3 Cf6 3. e4 !?[7]
- 1. c4 c5 2. Cf3 Cf6 3. Cc3 Cc6 4. d4 cxd4 5. Cxd4 e6'[7]
- 1. c4 c5 2. Cf3 Cf6 3. Cc3 Cc6 4. g3 d5 Le coup d5 est ici joué par les noirs au meilleur moment[7].
- 1. c4 c5 2. Cf3 Cf6 3. Cc3 Cc6 4. g3 g6 5. Fg2 Fg7 6. 0-0 0-0 7. d4 cxd4 8. Cxd4 Cxd4[7]

#### Le hérisson
Exemple de partie
Anglaise symétrique, système du hérisson
1. c4 c5 2. Cf3 Cf6 3. Cc3 e6 4. g3 b6 5. Fg2 Fb7 6. d4 cxd4 7. Dxd4 a6 8. 0-0 d6! (les Noirs ont bâti la structure hérisson ...a6, ...d6, qui sera suivie par ...Cbd7, ...Fe7 et ...0-0) 9. b3 Cbd7! 10. Fb2 Fe7 11. Tfd1 0-0 12. e4 Db8! 13. Cd2 Tc8 14. De3 b5!? 15. cxb5 axb5 16. a3 Fc6 17. b4!? Cb6 18. Tac1 Cg4! 19. Df4?! Ce5 20. Ff1 Cbc4 21. Cxc4 Fg5! 22. Cxe5! Fxf4 23. Cxc6 Fxc1! 24. Cxb8 Fxb2 25. Cxb5 Tcxb8 26. Tb1 Fxa3 27. Tb3 Fc1 28. Cxd6 Ta4 29. b5? Fa3! 30. Cc4 Fc5! 31. Ce5 Ta2 32. Tf3 Td8! 33. Fc4 Tc2 34. Fb3 Tb2 35. Rg2 T8d2 36. Cd3 Txb3 37. Cxc5 Txf3 0-1 (il suit 38. Rxf3 Tb2).
Garry Kasparov-Anatoli Karpov, Championnat du monde 1987, Séville (Espagne), 2e partie

### Sicilienne inversée 1. c4 e5 2. Cc3
La réponse 1... e5 est l'une de plus répandues dans l'ouverture anglaise. Ce coup empêche en effet 2. d4 et permet au joueur qui l'utilise d'éviter d'entrer dans une partie du pion dame.

#### Ouverture anglaise fermée
La partie se déroule comme une Sicilienne fermée avec les couleurs inversées. Il y a de très nombreuses suites possibles, notamment: 1. c4 e5 2. Cc3 g6 3. g3 Fg7 4. Fg2 Cc6,. Le diagramme ci-dessous donne un exemple de suite.
|   | a | b | c | d | e | f | g | h |   |
| 8 | Tour noire sur case blanche a8 · Fou noir sur case blanche c8 · Dame noire sur case noire d8 · Tour noire sur case noire f8 · Roi noir sur case blanche g8 · Pion noir sur case noire a7 · Pion noir sur case blanche b7 · Pion noir sur case noire c7 · Pion noir sur case blanche d7 · Cavalier noir sur case noire e7 · Pion noir sur case blanche f7 · Fou noir sur case noire g7 · Pion noir sur case blanche h7 · Cavalier noir sur case blanche c6 · Pion noir sur case blanche g6 · Pion noir sur case noire e5 · Pion blanc sur case blanche c4 · Cavalier blanc sur case noire c3 · Pion blanc sur case noire e3 · Pion blanc sur case noire g3 · Pion blanc sur case blanche a2 · Pion blanc sur case noire b2 · Pion blanc sur case noire d2 · Cavalier blanc sur case blanche e2 · Pion blanc sur case noire f2 · Fou blanc sur case blanche g2 · Pion blanc sur case noire h2 · Tour blanche sur case noire a1 · Fou blanc sur case noire c1 · Dame blanche sur case blanche d1 · Tour blanche sur case blanche f1 · Roi blanc sur case noire g1 | Tour noire sur case blanche a8 · Fou noir sur case blanche c8 · Dame noire sur case noire d8 · Tour noire sur case noire f8 · Roi noir sur case blanche g8 · Pion noir sur case noire a7 · Pion noir sur case blanche b7 · Pion noir sur case noire c7 · Pion noir sur case blanche d7 · Cavalier noir sur case noire e7 · Pion noir sur case blanche f7 · Fou noir sur case noire g7 · Pion noir sur case blanche h7 · Cavalier noir sur case blanche c6 · Pion noir sur case blanche g6 · Pion noir sur case noire e5 · Pion blanc sur case blanche c4 · Cavalier blanc sur case noire c3 · Pion blanc sur case noire e3 · Pion blanc sur case noire g3 · Pion blanc sur case blanche a2 · Pion blanc sur case noire b2 · Pion blanc sur case noire d2 · Cavalier blanc sur case blanche e2 · Pion blanc sur case noire f2 · Fou blanc sur case blanche g2 · Pion blanc sur case noire h2 · Tour blanche sur case noire a1 · Fou blanc sur case noire c1 · Dame blanche sur case blanche d1 · Tour blanche sur case blanche f1 · Roi blanc sur case noire g1 | Tour noire sur case blanche a8 · Fou noir sur case blanche c8 · Dame noire sur case noire d8 · Tour noire sur case noire f8 · Roi noir sur case blanche g8 · Pion noir sur case noire a7 · Pion noir sur case blanche b7 · Pion noir sur case noire c7 · Pion noir sur case blanche d7 · Cavalier noir sur case noire e7 · Pion noir sur case blanche f7 · Fou noir sur case noire g7 · Pion noir sur case blanche h7 · Cavalier noir sur case blanche c6 · Pion noir sur case blanche g6 · Pion noir sur case noire e5 · Pion blanc sur case blanche c4 · Cavalier blanc sur case noire c3 · Pion blanc sur case noire e3 · Pion blanc sur case noire g3 · Pion blanc sur case blanche a2 · Pion blanc sur case noire b2 · Pion blanc sur case noire d2 · Cavalier blanc sur case blanche e2 · Pion blanc sur case noire f2 · Fou blanc sur case blanche g2 · Pion blanc sur case noire h2 · Tour blanche sur case noire a1 · Fou blanc sur case noire c1 · Dame blanche sur case blanche d1 · Tour blanche sur case blanche f1 · Roi blanc sur case noire g1 | Tour noire sur case blanche a8 · Fou noir sur case blanche c8 · Dame noire sur case noire d8 · Tour noire sur case noire f8 · Roi noir sur case blanche g8 · Pion noir sur case noire a7 · Pion noir sur case blanche b7 · Pion noir sur case noire c7 · Pion noir sur case blanche d7 · Cavalier noir sur case noire e7 · Pion noir sur case blanche f7 · Fou noir sur case noire g7 · Pion noir sur case blanche h7 · Cavalier noir sur case blanche c6 · Pion noir sur case blanche g6 · Pion noir sur case noire e5 · Pion blanc sur case blanche c4 · Cavalier blanc sur case noire c3 · Pion blanc sur case noire e3 · Pion blanc sur case noire g3 · Pion blanc sur case blanche a2 · Pion blanc sur case noire b2 · Pion blanc sur case noire d2 · Cavalier blanc sur case blanche e2 · Pion blanc sur case noire f2 · Fou blanc sur case blanche g2 · Pion blanc sur case noire h2 · Tour blanche sur case noire a1 · Fou blanc sur case noire c1 · Dame blanche sur case blanche d1 · Tour blanche sur case blanche f1 · Roi blanc sur case noire g1 | Tour noire sur case blanche a8 · Fou noir sur case blanche c8 · Dame noire sur case noire d8 · Tour noire sur case noire f8 · Roi noir sur case blanche g8 · Pion noir sur case noire a7 · Pion noir sur case blanche b7 · Pion noir sur case noire c7 · Pion noir sur case blanche d7 · Cavalier noir sur case noire e7 · Pion noir sur case blanche f7 · Fou noir sur case noire g7 · Pion noir sur case blanche h7 · Cavalier noir sur case blanche c6 · Pion noir sur case blanche g6 · Pion noir sur case noire e5 · Pion blanc sur case blanche c4 · Cavalier blanc sur case noire c3 · Pion blanc sur case noire e3 · Pion blanc sur case noire g3 · Pion blanc sur case blanche a2 · Pion blanc sur case noire b2 · Pion blanc sur case noire d2 · Cavalier blanc sur case blanche e2 · Pion blanc sur case noire f2 · Fou blanc sur case blanche g2 · Pion blanc sur case noire h2 · Tour blanche sur case noire a1 · Fou blanc sur case noire c1 · Dame blanche sur case blanche d1 · Tour blanche sur case blanche f1 · Roi blanc sur case noire g1 | Tour noire sur case blanche a8 · Fou noir sur case blanche c8 · Dame noire sur case noire d8 · Tour noire sur case noire f8 · Roi noir sur case blanche g8 · Pion noir sur case noire a7 · Pion noir sur case blanche b7 · Pion noir sur case noire c7 · Pion noir sur case blanche d7 · Cavalier noir sur case noire e7 · Pion noir sur case blanche f7 · Fou noir sur case noire g7 · Pion noir sur case blanche h7 · Cavalier noir sur case blanche c6 · Pion noir sur case blanche g6 · Pion noir sur case noire e5 · Pion blanc sur case blanche c4 · Cavalier blanc sur case noire c3 · Pion blanc sur case noire e3 · Pion blanc sur case noire g3 · Pion blanc sur case blanche a2 · Pion blanc sur case noire b2 · Pion blanc sur case noire d2 · Cavalier blanc sur case blanche e2 · Pion blanc sur case noire f2 · Fou blanc sur case blanche g2 · Pion blanc sur case noire h2 · Tour blanche sur case noire a1 · Fou blanc sur case noire c1 · Dame blanche sur case blanche d1 · Tour blanche sur case blanche f1 · Roi blanc sur case noire g1 | Tour noire sur case blanche a8 · Fou noir sur case blanche c8 · Dame noire sur case noire d8 · Tour noire sur case noire f8 · Roi noir sur case blanche g8 · Pion noir sur case noire a7 · Pion noir sur case blanche b7 · Pion noir sur case noire c7 · Pion noir sur case blanche d7 · Cavalier noir sur case noire e7 · Pion noir sur case blanche f7 · Fou noir sur case noire g7 · Pion noir sur case blanche h7 · Cavalier noir sur case blanche c6 · Pion noir sur case blanche g6 · Pion noir sur case noire e5 · Pion blanc sur case blanche c4 · Cavalier blanc sur case noire c3 · Pion blanc sur case noire e3 · Pion blanc sur case noire g3 · Pion blanc sur case blanche a2 · Pion blanc sur case noire b2 · Pion blanc sur case noire d2 · Cavalier blanc sur case blanche e2 · Pion blanc sur case noire f2 · Fou blanc sur case blanche g2 · Pion blanc sur case noire h2 · Tour blanche sur case noire a1 · Fou blanc sur case noire c1 · Dame blanche sur case blanche d1 · Tour blanche sur case blanche f1 · Roi blanc sur case noire g1 | Tour noire sur case blanche a8 · Fou noir sur case blanche c8 · Dame noire sur case noire d8 · Tour noire sur case noire f8 · Roi noir sur case blanche g8 · Pion noir sur case noire a7 · Pion noir sur case blanche b7 · Pion noir sur case noire c7 · Pion noir sur case blanche d7 · Cavalier noir sur case noire e7 · Pion noir sur case blanche f7 · Fou noir sur case noire g7 · Pion noir sur case blanche h7 · Cavalier noir sur case blanche c6 · Pion noir sur case blanche g6 · Pion noir sur case noire e5 · Pion blanc sur case blanche c4 · Cavalier blanc sur case noire c3 · Pion blanc sur case noire e3 · Pion blanc sur case noire g3 · Pion blanc sur case blanche a2 · Pion blanc sur case noire b2 · Pion blanc sur case noire d2 · Cavalier blanc sur case blanche e2 · Pion blanc sur case noire f2 · Fou blanc sur case blanche g2 · Pion blanc sur case noire h2 · Tour blanche sur case noire a1 · Fou blanc sur case noire c1 · Dame blanche sur case blanche d1 · Tour blanche sur case blanche f1 · Roi blanc sur case noire g1 | 8 |
| 7 | Tour noire sur case blanche a8 · Fou noir sur case blanche c8 · Dame noire sur case noire d8 · Tour noire sur case noire f8 · Roi noir sur case blanche g8 · Pion noir sur case noire a7 · Pion noir sur case blanche b7 · Pion noir sur case noire c7 · Pion noir sur case blanche d7 · Cavalier noir sur case noire e7 · Pion noir sur case blanche f7 · Fou noir sur case noire g7 · Pion noir sur case blanche h7 · Cavalier noir sur case blanche c6 · Pion noir sur case blanche g6 · Pion noir sur case noire e5 · Pion blanc sur case blanche c4 · Cavalier blanc sur case noire c3 · Pion blanc sur case noire e3 · Pion blanc sur case noire g3 · Pion blanc sur case blanche a2 · Pion blanc sur case noire b2 · Pion blanc sur case noire d2 · Cavalier blanc sur case blanche e2 · Pion blanc sur case noire f2 · Fou blanc sur case blanche g2 · Pion blanc sur case noire h2 · Tour blanche sur case noire a1 · Fou blanc sur case noire c1 · Dame blanche sur case blanche d1 · Tour blanche sur case blanche f1 · Roi blanc sur case noire g1 | Tour noire sur case blanche a8 · Fou noir sur case blanche c8 · Dame noire sur case noire d8 · Tour noire sur case noire f8 · Roi noir sur case blanche g8 · Pion noir sur case noire a7 · Pion noir sur case blanche b7 · Pion noir sur case noire c7 · Pion noir sur case blanche d7 · Cavalier noir sur case noire e7 · Pion noir sur case blanche f7 · Fou noir sur case noire g7 · Pion noir sur case blanche h7 · Cavalier noir sur case blanche c6 · Pion noir sur case blanche g6 · Pion noir sur case noire e5 · Pion blanc sur case blanche c4 · Cavalier blanc sur case noire c3 · Pion blanc sur case noire e3 · Pion blanc sur case noire g3 · Pion blanc sur case blanche a2 · Pion blanc sur case noire b2 · Pion blanc sur case noire d2 · Cavalier blanc sur case blanche e2 · Pion blanc sur case noire f2 · Fou blanc sur case blanche g2 · Pion blanc sur case noire h2 · Tour blanche sur case noire a1 · Fou blanc sur case noire c1 · Dame blanche sur case blanche d1 · Tour blanche sur case blanche f1 · Roi blanc sur case noire g1 | Tour noire sur case blanche a8 · Fou noir sur case blanche c8 · Dame noire sur case noire d8 · Tour noire sur case noire f8 · Roi noir sur case blanche g8 · Pion noir sur case noire a7 · Pion noir sur case blanche b7 · Pion noir sur case noire c7 · Pion noir sur case blanche d7 · Cavalier noir sur case noire e7 · Pion noir sur case blanche f7 · Fou noir sur case noire g7 · Pion noir sur case blanche h7 · Cavalier noir sur case blanche c6 · Pion noir sur case blanche g6 · Pion noir sur case noire e5 · Pion blanc sur case blanche c4 · Cavalier blanc sur case noire c3 · Pion blanc sur case noire e3 · Pion blanc sur case noire g3 · Pion blanc sur case blanche a2 · Pion blanc sur case noire b2 · Pion blanc sur case noire d2 · Cavalier blanc sur case blanche e2 · Pion blanc sur case noire f2 · Fou blanc sur case blanche g2 · Pion blanc sur case noire h2 · Tour blanche sur case noire a1 · Fou blanc sur case noire c1 · Dame blanche sur case blanche d1 · Tour blanche sur case blanche f1 · Roi blanc sur case noire g1 | Tour noire sur case blanche a8 · Fou noir sur case blanche c8 · Dame noire sur case noire d8 · Tour noire sur case noire f8 · Roi noir sur case blanche g8 · Pion noir sur case noire a7 · Pion noir sur case blanche b7 · Pion noir sur case noire c7 · Pion noir sur case blanche d7 · Cavalier noir sur case noire e7 · Pion noir sur case blanche f7 · Fou noir sur case noire g7 · Pion noir sur case blanche h7 · Cavalier noir sur case blanche c6 · Pion noir sur case blanche g6 · Pion noir sur case noire e5 · Pion blanc sur case blanche c4 · Cavalier blanc sur case noire c3 · Pion blanc sur case noire e3 · Pion blanc sur case noire g3 · Pion blanc sur case blanche a2 · Pion blanc sur case noire b2 · Pion blanc sur case noire d2 · Cavalier blanc sur case blanche e2 · Pion blanc sur case noire f2 · Fou blanc sur case blanche g2 · Pion blanc sur case noire h2 · Tour blanche sur case noire a1 · Fou blanc sur case noire c1 · Dame blanche sur case blanche d1 · Tour blanche sur case blanche f1 · Roi blanc sur case noire g1 | Tour noire sur case blanche a8 · Fou noir sur case blanche c8 · Dame noire sur case noire d8 · Tour noire sur case noire f8 · Roi noir sur case blanche g8 · Pion noir sur case noire a7 · Pion noir sur case blanche b7 · Pion noir sur case noire c7 · Pion noir sur case blanche d7 · Cavalier noir sur case noire e7 · Pion noir sur case blanche f7 · Fou noir sur case noire g7 · Pion noir sur case blanche h7 · Cavalier noir sur case blanche c6 · Pion noir sur case blanche g6 · Pion noir sur case noire e5 · Pion blanc sur case blanche c4 · Cavalier blanc sur case noire c3 · Pion blanc sur case noire e3 · Pion blanc sur case noire g3 · Pion blanc sur case blanche a2 · Pion blanc sur case noire b2 · Pion blanc sur case noire d2 · Cavalier blanc sur case blanche e2 · Pion blanc sur case noire f2 · Fou blanc sur case blanche g2 · Pion blanc sur case noire h2 · Tour blanche sur case noire a1 · Fou blanc sur case noire c1 · Dame blanche sur case blanche d1 · Tour blanche sur case blanche f1 · Roi blanc sur case noire g1 | Tour noire sur case blanche a8 · Fou noir sur case blanche c8 · Dame noire sur case noire d8 · Tour noire sur case noire f8 · Roi noir sur case blanche g8 · Pion noir sur case noire a7 · Pion noir sur case blanche b7 · Pion noir sur case noire c7 · Pion noir sur case blanche d7 · Cavalier noir sur case noire e7 · Pion noir sur case blanche f7 · Fou noir sur case noire g7 · Pion noir sur case blanche h7 · Cavalier noir sur case blanche c6 · Pion noir sur case blanche g6 · Pion noir sur case noire e5 · Pion blanc sur case blanche c4 · Cavalier blanc sur case noire c3 · Pion blanc sur case noire e3 · Pion blanc sur case noire g3 · Pion blanc sur case blanche a2 · Pion blanc sur case noire b2 · Pion blanc sur case noire d2 · Cavalier blanc sur case blanche e2 · Pion blanc sur case noire f2 · Fou blanc sur case blanche g2 · Pion blanc sur case noire h2 · Tour blanche sur case noire a1 · Fou blanc sur case noire c1 · Dame blanche sur case blanche d1 · Tour blanche sur case blanche f1 · Roi blanc sur case noire g1 | Tour noire sur case blanche a8 · Fou noir sur case blanche c8 · Dame noire sur case noire d8 · Tour noire sur case noire f8 · Roi noir sur case blanche g8 · Pion noir sur case noire a7 · Pion noir sur case blanche b7 · Pion noir sur case noire c7 · Pion noir sur case blanche d7 · Cavalier noir sur case noire e7 · Pion noir sur case blanche f7 · Fou noir sur case noire g7 · Pion noir sur case blanche h7 · Cavalier noir sur case blanche c6 · Pion noir sur case blanche g6 · Pion noir sur case noire e5 · Pion blanc sur case blanche c4 · Cavalier blanc sur case noire c3 · Pion blanc sur case noire e3 · Pion blanc sur case noire g3 · Pion blanc sur case blanche a2 · Pion blanc sur case noire b2 · Pion blanc sur case noire d2 · Cavalier blanc sur case blanche e2 · Pion blanc sur case noire f2 · Fou blanc sur case blanche g2 · Pion blanc sur case noire h2 · Tour blanche sur case noire a1 · Fou blanc sur case noire c1 · Dame blanche sur case blanche d1 · Tour blanche sur case blanche f1 · Roi blanc sur case noire g1 | Tour noire sur case blanche a8 · Fou noir sur case blanche c8 · Dame noire sur case noire d8 · Tour noire sur case noire f8 · Roi noir sur case blanche g8 · Pion noir sur case noire a7 · Pion noir sur case blanche b7 · Pion noir sur case noire c7 · Pion noir sur case blanche d7 · Cavalier noir sur case noire e7 · Pion noir sur case blanche f7 · Fou noir sur case noire g7 · Pion noir sur case blanche h7 · Cavalier noir sur case blanche c6 · Pion noir sur case blanche g6 · Pion noir sur case noire e5 · Pion blanc sur case blanche c4 · Cavalier blanc sur case noire c3 · Pion blanc sur case noire e3 · Pion blanc sur case noire g3 · Pion blanc sur case blanche a2 · Pion blanc sur case noire b2 · Pion blanc sur case noire d2 · Cavalier blanc sur case blanche e2 · Pion blanc sur case noire f2 · Fou blanc sur case blanche g2 · Pion blanc sur case noire h2 · Tour blanche sur case noire a1 · Fou blanc sur case noire c1 · Dame blanche sur case blanche d1 · Tour blanche sur case blanche f1 · Roi blanc sur case noire g1 | 7 |
| 6 | Tour noire sur case blanche a8 · Fou noir sur case blanche c8 · Dame noire sur case noire d8 · Tour noire sur case noire f8 · Roi noir sur case blanche g8 · Pion noir sur case noire a7 · Pion noir sur case blanche b7 · Pion noir sur case noire c7 · Pion noir sur case blanche d7 · Cavalier noir sur case noire e7 · Pion noir sur case blanche f7 · Fou noir sur case noire g7 · Pion noir sur case blanche h7 · Cavalier noir sur case blanche c6 · Pion noir sur case blanche g6 · Pion noir sur case noire e5 · Pion blanc sur case blanche c4 · Cavalier blanc sur case noire c3 · Pion blanc sur case noire e3 · Pion blanc sur case noire g3 · Pion blanc sur case blanche a2 · Pion blanc sur case noire b2 · Pion blanc sur case noire d2 · Cavalier blanc sur case blanche e2 · Pion blanc sur case noire f2 · Fou blanc sur case blanche g2 · Pion blanc sur case noire h2 · Tour blanche sur case noire a1 · Fou blanc sur case noire c1 · Dame blanche sur case blanche d1 · Tour blanche sur case blanche f1 · Roi blanc sur case noire g1 | Tour noire sur case blanche a8 · Fou noir sur case blanche c8 · Dame noire sur case noire d8 · Tour noire sur case noire f8 · Roi noir sur case blanche g8 · Pion noir sur case noire a7 · Pion noir sur case blanche b7 · Pion noir sur case noire c7 · Pion noir sur case blanche d7 · Cavalier noir sur case noire e7 · Pion noir sur case blanche f7 · Fou noir sur case noire g7 · Pion noir sur case blanche h7 · Cavalier noir sur case blanche c6 · Pion noir sur case blanche g6 · Pion noir sur case noire e5 · Pion blanc sur case blanche c4 · Cavalier blanc sur case noire c3 · Pion blanc sur case noire e3 · Pion blanc sur case noire g3 · Pion blanc sur case blanche a2 · Pion blanc sur case noire b2 · Pion blanc sur case noire d2 · Cavalier blanc sur case blanche e2 · Pion blanc sur case noire f2 · Fou blanc sur case blanche g2 · Pion blanc sur case noire h2 · Tour blanche sur case noire a1 · Fou blanc sur case noire c1 · Dame blanche sur case blanche d1 · Tour blanche sur case blanche f1 · Roi blanc sur case noire g1 | Tour noire sur case blanche a8 · Fou noir sur case blanche c8 · Dame noire sur case noire d8 · Tour noire sur case noire f8 · Roi noir sur case blanche g8 · Pion noir sur case noire a7 · Pion noir sur case blanche b7 · Pion noir sur case noire c7 · Pion noir sur case blanche d7 · Cavalier noir sur case noire e7 · Pion noir sur case blanche f7 · Fou noir sur case noire g7 · Pion noir sur case blanche h7 · Cavalier noir sur case blanche c6 · Pion noir sur case blanche g6 · Pion noir sur case noire e5 · Pion blanc sur case blanche c4 · Cavalier blanc sur case noire c3 · Pion blanc sur case noire e3 · Pion blanc sur case noire g3 · Pion blanc sur case blanche a2 · Pion blanc sur case noire b2 · Pion blanc sur case noire d2 · Cavalier blanc sur case blanche e2 · Pion blanc sur case noire f2 · Fou blanc sur case blanche g2 · Pion blanc sur case noire h2 · Tour blanche sur case noire a1 · Fou blanc sur case noire c1 · Dame blanche sur case blanche d1 · Tour blanche sur case blanche f1 · Roi blanc sur case noire g1 | Tour noire sur case blanche a8 · Fou noir sur case blanche c8 · Dame noire sur case noire d8 · Tour noire sur case noire f8 · Roi noir sur case blanche g8 · Pion noir sur case noire a7 · Pion noir sur case blanche b7 · Pion noir sur case noire c7 · Pion noir sur case blanche d7 · Cavalier noir sur case noire e7 · Pion noir sur case blanche f7 · Fou noir sur case noire g7 · Pion noir sur case blanche h7 · Cavalier noir sur case blanche c6 · Pion noir sur case blanche g6 · Pion noir sur case noire e5 · Pion blanc sur case blanche c4 · Cavalier blanc sur case noire c3 · Pion blanc sur case noire e3 · Pion blanc sur case noire g3 · Pion blanc sur case blanche a2 · Pion blanc sur case noire b2 · Pion blanc sur case noire d2 · Cavalier blanc sur case blanche e2 · Pion blanc sur case noire f2 · Fou blanc sur case blanche g2 · Pion blanc sur case noire h2 · Tour blanche sur case noire a1 · Fou blanc sur case noire c1 · Dame blanche sur case blanche d1 · Tour blanche sur case blanche f1 · Roi blanc sur case noire g1 | Tour noire sur case blanche a8 · Fou noir sur case blanche c8 · Dame noire sur case noire d8 · Tour noire sur case noire f8 · Roi noir sur case blanche g8 · Pion noir sur case noire a7 · Pion noir sur case blanche b7 · Pion noir sur case noire c7 · Pion noir sur case blanche d7 · Cavalier noir sur case noire e7 · Pion noir sur case blanche f7 · Fou noir sur case noire g7 · Pion noir sur case blanche h7 · Cavalier noir sur case blanche c6 · Pion noir sur case blanche g6 · Pion noir sur case noire e5 · Pion blanc sur case blanche c4 · Cavalier blanc sur case noire c3 · Pion blanc sur case noire e3 · Pion blanc sur case noire g3 · Pion blanc sur case blanche a2 · Pion blanc sur case noire b2 · Pion blanc sur case noire d2 · Cavalier blanc sur case blanche e2 · Pion blanc sur case noire f2 · Fou blanc sur case blanche g2 · Pion blanc sur case noire h2 · Tour blanche sur case noire a1 · Fou blanc sur case noire c1 · Dame blanche sur case blanche d1 · Tour blanche sur case blanche f1 · Roi blanc sur case noire g1 | Tour noire sur case blanche a8 · Fou noir sur case blanche c8 · Dame noire sur case noire d8 · Tour noire sur case noire f8 · Roi noir sur case blanche g8 · Pion noir sur case noire a7 · Pion noir sur case blanche b7 · Pion noir sur case noire c7 · Pion noir sur case blanche d7 · Cavalier noir sur case noire e7 · Pion noir sur case blanche f7 · Fou noir sur case noire g7 · Pion noir sur case blanche h7 · Cavalier noir sur case blanche c6 · Pion noir sur case blanche g6 · Pion noir sur case noire e5 · Pion blanc sur case blanche c4 · Cavalier blanc sur case noire c3 · Pion blanc sur case noire e3 · Pion blanc sur case noire g3 · Pion blanc sur case blanche a2 · Pion blanc sur case noire b2 · Pion blanc sur case noire d2 · Cavalier blanc sur case blanche e2 · Pion blanc sur case noire f2 · Fou blanc sur case blanche g2 · Pion blanc sur case noire h2 · Tour blanche sur case noire a1 · Fou blanc sur case noire c1 · Dame blanche sur case blanche d1 · Tour blanche sur case blanche f1 · Roi blanc sur case noire g1 | Tour noire sur case blanche a8 · Fou noir sur case blanche c8 · Dame noire sur case noire d8 · Tour noire sur case noire f8 · Roi noir sur case blanche g8 · Pion noir sur case noire a7 · Pion noir sur case blanche b7 · Pion noir sur case noire c7 · Pion noir sur case blanche d7 · Cavalier noir sur case noire e7 · Pion noir sur case blanche f7 · Fou noir sur case noire g7 · Pion noir sur case blanche h7 · Cavalier noir sur case blanche c6 · Pion noir sur case blanche g6 · Pion noir sur case noire e5 · Pion blanc sur case blanche c4 · Cavalier blanc sur case noire c3 · Pion blanc sur case noire e3 · Pion blanc sur case noire g3 · Pion blanc sur case blanche a2 · Pion blanc sur case noire b2 · Pion blanc sur case noire d2 · Cavalier blanc sur case blanche e2 · Pion blanc sur case noire f2 · Fou blanc sur case blanche g2 · Pion blanc sur case noire h2 · Tour blanche sur case noire a1 · Fou blanc sur case noire c1 · Dame blanche sur case blanche d1 · Tour blanche sur case blanche f1 · Roi blanc sur case noire g1 | Tour noire sur case blanche a8 · Fou noir sur case blanche c8 · Dame noire sur case noire d8 · Tour noire sur case noire f8 · Roi noir sur case blanche g8 · Pion noir sur case noire a7 · Pion noir sur case blanche b7 · Pion noir sur case noire c7 · Pion noir sur case blanche d7 · Cavalier noir sur case noire e7 · Pion noir sur case blanche f7 · Fou noir sur case noire g7 · Pion noir sur case blanche h7 · Cavalier noir sur case blanche c6 · Pion noir sur case blanche g6 · Pion noir sur case noire e5 · Pion blanc sur case blanche c4 · Cavalier blanc sur case noire c3 · Pion blanc sur case noire e3 · Pion blanc sur case noire g3 · Pion blanc sur case blanche a2 · Pion blanc sur case noire b2 · Pion blanc sur case noire d2 · Cavalier blanc sur case blanche e2 · Pion blanc sur case noire f2 · Fou blanc sur case blanche g2 · Pion blanc sur case noire h2 · Tour blanche sur case noire a1 · Fou blanc sur case noire c1 · Dame blanche sur case blanche d1 · Tour blanche sur case blanche f1 · Roi blanc sur case noire g1 | 6 |
| 5 | Tour noire sur case blanche a8 · Fou noir sur case blanche c8 · Dame noire sur case noire d8 · Tour noire sur case noire f8 · Roi noir sur case blanche g8 · Pion noir sur case noire a7 · Pion noir sur case blanche b7 · Pion noir sur case noire c7 · Pion noir sur case blanche d7 · Cavalier noir sur case noire e7 · Pion noir sur case blanche f7 · Fou noir sur case noire g7 · Pion noir sur case blanche h7 · Cavalier noir sur case blanche c6 · Pion noir sur case blanche g6 · Pion noir sur case noire e5 · Pion blanc sur case blanche c4 · Cavalier blanc sur case noire c3 · Pion blanc sur case noire e3 · Pion blanc sur case noire g3 · Pion blanc sur case blanche a2 · Pion blanc sur case noire b2 · Pion blanc sur case noire d2 · Cavalier blanc sur case blanche e2 · Pion blanc sur case noire f2 · Fou blanc sur case blanche g2 · Pion blanc sur case noire h2 · Tour blanche sur case noire a1 · Fou blanc sur case noire c1 · Dame blanche sur case blanche d1 · Tour blanche sur case blanche f1 · Roi blanc sur case noire g1 | Tour noire sur case blanche a8 · Fou noir sur case blanche c8 · Dame noire sur case noire d8 · Tour noire sur case noire f8 · Roi noir sur case blanche g8 · Pion noir sur case noire a7 · Pion noir sur case blanche b7 · Pion noir sur case noire c7 · Pion noir sur case blanche d7 · Cavalier noir sur case noire e7 · Pion noir sur case blanche f7 · Fou noir sur case noire g7 · Pion noir sur case blanche h7 · Cavalier noir sur case blanche c6 · Pion noir sur case blanche g6 · Pion noir sur case noire e5 · Pion blanc sur case blanche c4 · Cavalier blanc sur case noire c3 · Pion blanc sur case noire e3 · Pion blanc sur case noire g3 · Pion blanc sur case blanche a2 · Pion blanc sur case noire b2 · Pion blanc sur case noire d2 · Cavalier blanc sur case blanche e2 · Pion blanc sur case noire f2 · Fou blanc sur case blanche g2 · Pion blanc sur case noire h2 · Tour blanche sur case noire a1 · Fou blanc sur case noire c1 · Dame blanche sur case blanche d1 · Tour blanche sur case blanche f1 · Roi blanc sur case noire g1 | Tour noire sur case blanche a8 · Fou noir sur case blanche c8 · Dame noire sur case noire d8 · Tour noire sur case noire f8 · Roi noir sur case blanche g8 · Pion noir sur case noire a7 · Pion noir sur case blanche b7 · Pion noir sur case noire c7 · Pion noir sur case blanche d7 · Cavalier noir sur case noire e7 · Pion noir sur case blanche f7 · Fou noir sur case noire g7 · Pion noir sur case blanche h7 · Cavalier noir sur case blanche c6 · Pion noir sur case blanche g6 · Pion noir sur case noire e5 · Pion blanc sur case blanche c4 · Cavalier blanc sur case noire c3 · Pion blanc sur case noire e3 · Pion blanc sur case noire g3 · Pion blanc sur case blanche a2 · Pion blanc sur case noire b2 · Pion blanc sur case noire d2 · Cavalier blanc sur case blanche e2 · Pion blanc sur case noire f2 · Fou blanc sur case blanche g2 · Pion blanc sur case noire h2 · Tour blanche sur case noire a1 · Fou blanc sur case noire c1 · Dame blanche sur case blanche d1 · Tour blanche sur case blanche f1 · Roi blanc sur case noire g1 | Tour noire sur case blanche a8 · Fou noir sur case blanche c8 · Dame noire sur case noire d8 · Tour noire sur case noire f8 · Roi noir sur case blanche g8 · Pion noir sur case noire a7 · Pion noir sur case blanche b7 · Pion noir sur case noire c7 · Pion noir sur case blanche d7 · Cavalier noir sur case noire e7 · Pion noir sur case blanche f7 · Fou noir sur case noire g7 · Pion noir sur case blanche h7 · Cavalier noir sur case blanche c6 · Pion noir sur case blanche g6 · Pion noir sur case noire e5 · Pion blanc sur case blanche c4 · Cavalier blanc sur case noire c3 · Pion blanc sur case noire e3 · Pion blanc sur case noire g3 · Pion blanc sur case blanche a2 · Pion blanc sur case noire b2 · Pion blanc sur case noire d2 · Cavalier blanc sur case blanche e2 · Pion blanc sur case noire f2 · Fou blanc sur case blanche g2 · Pion blanc sur case noire h2 · Tour blanche sur case noire a1 · Fou blanc sur case noire c1 · Dame blanche sur case blanche d1 · Tour blanche sur case blanche f1 · Roi blanc sur case noire g1 | Tour noire sur case blanche a8 · Fou noir sur case blanche c8 · Dame noire sur case noire d8 · Tour noire sur case noire f8 · Roi noir sur case blanche g8 · Pion noir sur case noire a7 · Pion noir sur case blanche b7 · Pion noir sur case noire c7 · Pion noir sur case blanche d7 · Cavalier noir sur case noire e7 · Pion noir sur case blanche f7 · Fou noir sur case noire g7 · Pion noir sur case blanche h7 · Cavalier noir sur case blanche c6 · Pion noir sur case blanche g6 · Pion noir sur case noire e5 · Pion blanc sur case blanche c4 · Cavalier blanc sur case noire c3 · Pion blanc sur case noire e3 · Pion blanc sur case noire g3 · Pion blanc sur case blanche a2 · Pion blanc sur case noire b2 · Pion blanc sur case noire d2 · Cavalier blanc sur case blanche e2 · Pion blanc sur case noire f2 · Fou blanc sur case blanche g2 · Pion blanc sur case noire h2 · Tour blanche sur case noire a1 · Fou blanc sur case noire c1 · Dame blanche sur case blanche d1 · Tour blanche sur case blanche f1 · Roi blanc sur case noire g1 | Tour noire sur case blanche a8 · Fou noir sur case blanche c8 · Dame noire sur case noire d8 · Tour noire sur case noire f8 · Roi noir sur case blanche g8 · Pion noir sur case noire a7 · Pion noir sur case blanche b7 · Pion noir sur case noire c7 · Pion noir sur case blanche d7 · Cavalier noir sur case noire e7 · Pion noir sur case blanche f7 · Fou noir sur case noire g7 · Pion noir sur case blanche h7 · Cavalier noir sur case blanche c6 · Pion noir sur case blanche g6 · Pion noir sur case noire e5 · Pion blanc sur case blanche c4 · Cavalier blanc sur case noire c3 · Pion blanc sur case noire e3 · Pion blanc sur case noire g3 · Pion blanc sur case blanche a2 · Pion blanc sur case noire b2 · Pion blanc sur case noire d2 · Cavalier blanc sur case blanche e2 · Pion blanc sur case noire f2 · Fou blanc sur case blanche g2 · Pion blanc sur case noire h2 · Tour blanche sur case noire a1 · Fou blanc sur case noire c1 · Dame blanche sur case blanche d1 · Tour blanche sur case blanche f1 · Roi blanc sur case noire g1 | Tour noire sur case blanche a8 · Fou noir sur case blanche c8 · Dame noire sur case noire d8 · Tour noire sur case noire f8 · Roi noir sur case blanche g8 · Pion noir sur case noire a7 · Pion noir sur case blanche b7 · Pion noir sur case noire c7 · Pion noir sur case blanche d7 · Cavalier noir sur case noire e7 · Pion noir sur case blanche f7 · Fou noir sur case noire g7 · Pion noir sur case blanche h7 · Cavalier noir sur case blanche c6 · Pion noir sur case blanche g6 · Pion noir sur case noire e5 · Pion blanc sur case blanche c4 · Cavalier blanc sur case noire c3 · Pion blanc sur case noire e3 · Pion blanc sur case noire g3 · Pion blanc sur case blanche a2 · Pion blanc sur case noire b2 · Pion blanc sur case noire d2 · Cavalier blanc sur case blanche e2 · Pion blanc sur case noire f2 · Fou blanc sur case blanche g2 · Pion blanc sur case noire h2 · Tour blanche sur case noire a1 · Fou blanc sur case noire c1 · Dame blanche sur case blanche d1 · Tour blanche sur case blanche f1 · Roi blanc sur case noire g1 | Tour noire sur case blanche a8 · Fou noir sur case blanche c8 · Dame noire sur case noire d8 · Tour noire sur case noire f8 · Roi noir sur case blanche g8 · Pion noir sur case noire a7 · Pion noir sur case blanche b7 · Pion noir sur case noire c7 · Pion noir sur case blanche d7 · Cavalier noir sur case noire e7 · Pion noir sur case blanche f7 · Fou noir sur case noire g7 · Pion noir sur case blanche h7 · Cavalier noir sur case blanche c6 · Pion noir sur case blanche g6 · Pion noir sur case noire e5 · Pion blanc sur case blanche c4 · Cavalier blanc sur case noire c3 · Pion blanc sur case noire e3 · Pion blanc sur case noire g3 · Pion blanc sur case blanche a2 · Pion blanc sur case noire b2 · Pion blanc sur case noire d2 · Cavalier blanc sur case blanche e2 · Pion blanc sur case noire f2 · Fou blanc sur case blanche g2 · Pion blanc sur case noire h2 · Tour blanche sur case noire a1 · Fou blanc sur case noire c1 · Dame blanche sur case blanche d1 · Tour blanche sur case blanche f1 · Roi blanc sur case noire g1 | 5 |
| 4 | Tour noire sur case blanche a8 · Fou noir sur case blanche c8 · Dame noire sur case noire d8 · Tour noire sur case noire f8 · Roi noir sur case blanche g8 · Pion noir sur case noire a7 · Pion noir sur case blanche b7 · Pion noir sur case noire c7 · Pion noir sur case blanche d7 · Cavalier noir sur case noire e7 · Pion noir sur case blanche f7 · Fou noir sur case noire g7 · Pion noir sur case blanche h7 · Cavalier noir sur case blanche c6 · Pion noir sur case blanche g6 · Pion noir sur case noire e5 · Pion blanc sur case blanche c4 · Cavalier blanc sur case noire c3 · Pion blanc sur case noire e3 · Pion blanc sur case noire g3 · Pion blanc sur case blanche a2 · Pion blanc sur case noire b2 · Pion blanc sur case noire d2 · Cavalier blanc sur case blanche e2 · Pion blanc sur case noire f2 · Fou blanc sur case blanche g2 · Pion blanc sur case noire h2 · Tour blanche sur case noire a1 · Fou blanc sur case noire c1 · Dame blanche sur case blanche d1 · Tour blanche sur case blanche f1 · Roi blanc sur case noire g1 | Tour noire sur case blanche a8 · Fou noir sur case blanche c8 · Dame noire sur case noire d8 · Tour noire sur case noire f8 · Roi noir sur case blanche g8 · Pion noir sur case noire a7 · Pion noir sur case blanche b7 · Pion noir sur case noire c7 · Pion noir sur case blanche d7 · Cavalier noir sur case noire e7 · Pion noir sur case blanche f7 · Fou noir sur case noire g7 · Pion noir sur case blanche h7 · Cavalier noir sur case blanche c6 · Pion noir sur case blanche g6 · Pion noir sur case noire e5 · Pion blanc sur case blanche c4 · Cavalier blanc sur case noire c3 · Pion blanc sur case noire e3 · Pion blanc sur case noire g3 · Pion blanc sur case blanche a2 · Pion blanc sur case noire b2 · Pion blanc sur case noire d2 · Cavalier blanc sur case blanche e2 · Pion blanc sur case noire f2 · Fou blanc sur case blanche g2 · Pion blanc sur case noire h2 · Tour blanche sur case noire a1 · Fou blanc sur case noire c1 · Dame blanche sur case blanche d1 · Tour blanche sur case blanche f1 · Roi blanc sur case noire g1 | Tour noire sur case blanche a8 · Fou noir sur case blanche c8 · Dame noire sur case noire d8 · Tour noire sur case noire f8 · Roi noir sur case blanche g8 · Pion noir sur case noire a7 · Pion noir sur case blanche b7 · Pion noir sur case noire c7 · Pion noir sur case blanche d7 · Cavalier noir sur case noire e7 · Pion noir sur case blanche f7 · Fou noir sur case noire g7 · Pion noir sur case blanche h7 · Cavalier noir sur case blanche c6 · Pion noir sur case blanche g6 · Pion noir sur case noire e5 · Pion blanc sur case blanche c4 · Cavalier blanc sur case noire c3 · Pion blanc sur case noire e3 · Pion blanc sur case noire g3 · Pion blanc sur case blanche a2 · Pion blanc sur case noire b2 · Pion blanc sur case noire d2 · Cavalier blanc sur case blanche e2 · Pion blanc sur case noire f2 · Fou blanc sur case blanche g2 · Pion blanc sur case noire h2 · Tour blanche sur case noire a1 · Fou blanc sur case noire c1 · Dame blanche sur case blanche d1 · Tour blanche sur case blanche f1 · Roi blanc sur case noire g1 | Tour noire sur case blanche a8 · Fou noir sur case blanche c8 · Dame noire sur case noire d8 · Tour noire sur case noire f8 · Roi noir sur case blanche g8 · Pion noir sur case noire a7 · Pion noir sur case blanche b7 · Pion noir sur case noire c7 · Pion noir sur case blanche d7 · Cavalier noir sur case noire e7 · Pion noir sur case blanche f7 · Fou noir sur case noire g7 · Pion noir sur case blanche h7 · Cavalier noir sur case blanche c6 · Pion noir sur case blanche g6 · Pion noir sur case noire e5 · Pion blanc sur case blanche c4 · Cavalier blanc sur case noire c3 · Pion blanc sur case noire e3 · Pion blanc sur case noire g3 · Pion blanc sur case blanche a2 · Pion blanc sur case noire b2 · Pion blanc sur case noire d2 · Cavalier blanc sur case blanche e2 · Pion blanc sur case noire f2 · Fou blanc sur case blanche g2 · Pion blanc sur case noire h2 · Tour blanche sur case noire a1 · Fou blanc sur case noire c1 · Dame blanche sur case blanche d1 · Tour blanche sur case blanche f1 · Roi blanc sur case noire g1 | Tour noire sur case blanche a8 · Fou noir sur case blanche c8 · Dame noire sur case noire d8 · Tour noire sur case noire f8 · Roi noir sur case blanche g8 · Pion noir sur case noire a7 · Pion noir sur case blanche b7 · Pion noir sur case noire c7 · Pion noir sur case blanche d7 · Cavalier noir sur case noire e7 · Pion noir sur case blanche f7 · Fou noir sur case noire g7 · Pion noir sur case blanche h7 · Cavalier noir sur case blanche c6 · Pion noir sur case blanche g6 · Pion noir sur case noire e5 · Pion blanc sur case blanche c4 · Cavalier blanc sur case noire c3 · Pion blanc sur case noire e3 · Pion blanc sur case noire g3 · Pion blanc sur case blanche a2 · Pion blanc sur case noire b2 · Pion blanc sur case noire d2 · Cavalier blanc sur case blanche e2 · Pion blanc sur case noire f2 · Fou blanc sur case blanche g2 · Pion blanc sur case noire h2 · Tour blanche sur case noire a1 · Fou blanc sur case noire c1 · Dame blanche sur case blanche d1 · Tour blanche sur case blanche f1 · Roi blanc sur case noire g1 | Tour noire sur case blanche a8 · Fou noir sur case blanche c8 · Dame noire sur case noire d8 · Tour noire sur case noire f8 · Roi noir sur case blanche g8 · Pion noir sur case noire a7 · Pion noir sur case blanche b7 · Pion noir sur case noire c7 · Pion noir sur case blanche d7 · Cavalier noir sur case noire e7 · Pion noir sur case blanche f7 · Fou noir sur case noire g7 · Pion noir sur case blanche h7 · Cavalier noir sur case blanche c6 · Pion noir sur case blanche g6 · Pion noir sur case noire e5 · Pion blanc sur case blanche c4 · Cavalier blanc sur case noire c3 · Pion blanc sur case noire e3 · Pion blanc sur case noire g3 · Pion blanc sur case blanche a2 · Pion blanc sur case noire b2 · Pion blanc sur case noire d2 · Cavalier blanc sur case blanche e2 · Pion blanc sur case noire f2 · Fou blanc sur case blanche g2 · Pion blanc sur case noire h2 · Tour blanche sur case noire a1 · Fou blanc sur case noire c1 · Dame blanche sur case blanche d1 · Tour blanche sur case blanche f1 · Roi blanc sur case noire g1 | Tour noire sur case blanche a8 · Fou noir sur case blanche c8 · Dame noire sur case noire d8 · Tour noire sur case noire f8 · Roi noir sur case blanche g8 · Pion noir sur case noire a7 · Pion noir sur case blanche b7 · Pion noir sur case noire c7 · Pion noir sur case blanche d7 · Cavalier noir sur case noire e7 · Pion noir sur case blanche f7 · Fou noir sur case noire g7 · Pion noir sur case blanche h7 · Cavalier noir sur case blanche c6 · Pion noir sur case blanche g6 · Pion noir sur case noire e5 · Pion blanc sur case blanche c4 · Cavalier blanc sur case noire c3 · Pion blanc sur case noire e3 · Pion blanc sur case noire g3 · Pion blanc sur case blanche a2 · Pion blanc sur case noire b2 · Pion blanc sur case noire d2 · Cavalier blanc sur case blanche e2 · Pion blanc sur case noire f2 · Fou blanc sur case blanche g2 · Pion blanc sur case noire h2 · Tour blanche sur case noire a1 · Fou blanc sur case noire c1 · Dame blanche sur case blanche d1 · Tour blanche sur case blanche f1 · Roi blanc sur case noire g1 | Tour noire sur case blanche a8 · Fou noir sur case blanche c8 · Dame noire sur case noire d8 · Tour noire sur case noire f8 · Roi noir sur case blanche g8 · Pion noir sur case noire a7 · Pion noir sur case blanche b7 · Pion noir sur case noire c7 · Pion noir sur case blanche d7 · Cavalier noir sur case noire e7 · Pion noir sur case blanche f7 · Fou noir sur case noire g7 · Pion noir sur case blanche h7 · Cavalier noir sur case blanche c6 · Pion noir sur case blanche g6 · Pion noir sur case noire e5 · Pion blanc sur case blanche c4 · Cavalier blanc sur case noire c3 · Pion blanc sur case noire e3 · Pion blanc sur case noire g3 · Pion blanc sur case blanche a2 · Pion blanc sur case noire b2 · Pion blanc sur case noire d2 · Cavalier blanc sur case blanche e2 · Pion blanc sur case noire f2 · Fou blanc sur case blanche g2 · Pion blanc sur case noire h2 · Tour blanche sur case noire a1 · Fou blanc sur case noire c1 · Dame blanche sur case blanche d1 · Tour blanche sur case blanche f1 · Roi blanc sur case noire g1 | 4 |
| 3 | Tour noire sur case blanche a8 · Fou noir sur case blanche c8 · Dame noire sur case noire d8 · Tour noire sur case noire f8 · Roi noir sur case blanche g8 · Pion noir sur case noire a7 · Pion noir sur case blanche b7 · Pion noir sur case noire c7 · Pion noir sur case blanche d7 · Cavalier noir sur case noire e7 · Pion noir sur case blanche f7 · Fou noir sur case noire g7 · Pion noir sur case blanche h7 · Cavalier noir sur case blanche c6 · Pion noir sur case blanche g6 · Pion noir sur case noire e5 · Pion blanc sur case blanche c4 · Cavalier blanc sur case noire c3 · Pion blanc sur case noire e3 · Pion blanc sur case noire g3 · Pion blanc sur case blanche a2 · Pion blanc sur case noire b2 · Pion blanc sur case noire d2 · Cavalier blanc sur case blanche e2 · Pion blanc sur case noire f2 · Fou blanc sur case blanche g2 · Pion blanc sur case noire h2 · Tour blanche sur case noire a1 · Fou blanc sur case noire c1 · Dame blanche sur case blanche d1 · Tour blanche sur case blanche f1 · Roi blanc sur case noire g1 | Tour noire sur case blanche a8 · Fou noir sur case blanche c8 · Dame noire sur case noire d8 · Tour noire sur case noire f8 · Roi noir sur case blanche g8 · Pion noir sur case noire a7 · Pion noir sur case blanche b7 · Pion noir sur case noire c7 · Pion noir sur case blanche d7 · Cavalier noir sur case noire e7 · Pion noir sur case blanche f7 · Fou noir sur case noire g7 · Pion noir sur case blanche h7 · Cavalier noir sur case blanche c6 · Pion noir sur case blanche g6 · Pion noir sur case noire e5 · Pion blanc sur case blanche c4 · Cavalier blanc sur case noire c3 · Pion blanc sur case noire e3 · Pion blanc sur case noire g3 · Pion blanc sur case blanche a2 · Pion blanc sur case noire b2 · Pion blanc sur case noire d2 · Cavalier blanc sur case blanche e2 · Pion blanc sur case noire f2 · Fou blanc sur case blanche g2 · Pion blanc sur case noire h2 · Tour blanche sur case noire a1 · Fou blanc sur case noire c1 · Dame blanche sur case blanche d1 · Tour blanche sur case blanche f1 · Roi blanc sur case noire g1 | Tour noire sur case blanche a8 · Fou noir sur case blanche c8 · Dame noire sur case noire d8 · Tour noire sur case noire f8 · Roi noir sur case blanche g8 · Pion noir sur case noire a7 · Pion noir sur case blanche b7 · Pion noir sur case noire c7 · Pion noir sur case blanche d7 · Cavalier noir sur case noire e7 · Pion noir sur case blanche f7 · Fou noir sur case noire g7 · Pion noir sur case blanche h7 · Cavalier noir sur case blanche c6 · Pion noir sur case blanche g6 · Pion noir sur case noire e5 · Pion blanc sur case blanche c4 · Cavalier blanc sur case noire c3 · Pion blanc sur case noire e3 · Pion blanc sur case noire g3 · Pion blanc sur case blanche a2 · Pion blanc sur case noire b2 · Pion blanc sur case noire d2 · Cavalier blanc sur case blanche e2 · Pion blanc sur case noire f2 · Fou blanc sur case blanche g2 · Pion blanc sur case noire h2 · Tour blanche sur case noire a1 · Fou blanc sur case noire c1 · Dame blanche sur case blanche d1 · Tour blanche sur case blanche f1 · Roi blanc sur case noire g1 | Tour noire sur case blanche a8 · Fou noir sur case blanche c8 · Dame noire sur case noire d8 · Tour noire sur case noire f8 · Roi noir sur case blanche g8 · Pion noir sur case noire a7 · Pion noir sur case blanche b7 · Pion noir sur case noire c7 · Pion noir sur case blanche d7 · Cavalier noir sur case noire e7 · Pion noir sur case blanche f7 · Fou noir sur case noire g7 · Pion noir sur case blanche h7 · Cavalier noir sur case blanche c6 · Pion noir sur case blanche g6 · Pion noir sur case noire e5 · Pion blanc sur case blanche c4 · Cavalier blanc sur case noire c3 · Pion blanc sur case noire e3 · Pion blanc sur case noire g3 · Pion blanc sur case blanche a2 · Pion blanc sur case noire b2 · Pion blanc sur case noire d2 · Cavalier blanc sur case blanche e2 · Pion blanc sur case noire f2 · Fou blanc sur case blanche g2 · Pion blanc sur case noire h2 · Tour blanche sur case noire a1 · Fou blanc sur case noire c1 · Dame blanche sur case blanche d1 · Tour blanche sur case blanche f1 · Roi blanc sur case noire g1 | Tour noire sur case blanche a8 · Fou noir sur case blanche c8 · Dame noire sur case noire d8 · Tour noire sur case noire f8 · Roi noir sur case blanche g8 · Pion noir sur case noire a7 · Pion noir sur case blanche b7 · Pion noir sur case noire c7 · Pion noir sur case blanche d7 · Cavalier noir sur case noire e7 · Pion noir sur case blanche f7 · Fou noir sur case noire g7 · Pion noir sur case blanche h7 · Cavalier noir sur case blanche c6 · Pion noir sur case blanche g6 · Pion noir sur case noire e5 · Pion blanc sur case blanche c4 · Cavalier blanc sur case noire c3 · Pion blanc sur case noire e3 · Pion blanc sur case noire g3 · Pion blanc sur case blanche a2 · Pion blanc sur case noire b2 · Pion blanc sur case noire d2 · Cavalier blanc sur case blanche e2 · Pion blanc sur case noire f2 · Fou blanc sur case blanche g2 · Pion blanc sur case noire h2 · Tour blanche sur case noire a1 · Fou blanc sur case noire c1 · Dame blanche sur case blanche d1 · Tour blanche sur case blanche f1 · Roi blanc sur case noire g1 | Tour noire sur case blanche a8 · Fou noir sur case blanche c8 · Dame noire sur case noire d8 · Tour noire sur case noire f8 · Roi noir sur case blanche g8 · Pion noir sur case noire a7 · Pion noir sur case blanche b7 · Pion noir sur case noire c7 · Pion noir sur case blanche d7 · Cavalier noir sur case noire e7 · Pion noir sur case blanche f7 · Fou noir sur case noire g7 · Pion noir sur case blanche h7 · Cavalier noir sur case blanche c6 · Pion noir sur case blanche g6 · Pion noir sur case noire e5 · Pion blanc sur case blanche c4 · Cavalier blanc sur case noire c3 · Pion blanc sur case noire e3 · Pion blanc sur case noire g3 · Pion blanc sur case blanche a2 · Pion blanc sur case noire b2 · Pion blanc sur case noire d2 · Cavalier blanc sur case blanche e2 · Pion blanc sur case noire f2 · Fou blanc sur case blanche g2 · Pion blanc sur case noire h2 · Tour blanche sur case noire a1 · Fou blanc sur case noire c1 · Dame blanche sur case blanche d1 · Tour blanche sur case blanche f1 · Roi blanc sur case noire g1 | Tour noire sur case blanche a8 · Fou noir sur case blanche c8 · Dame noire sur case noire d8 · Tour noire sur case noire f8 · Roi noir sur case blanche g8 · Pion noir sur case noire a7 · Pion noir sur case blanche b7 · Pion noir sur case noire c7 · Pion noir sur case blanche d7 · Cavalier noir sur case noire e7 · Pion noir sur case blanche f7 · Fou noir sur case noire g7 · Pion noir sur case blanche h7 · Cavalier noir sur case blanche c6 · Pion noir sur case blanche g6 · Pion noir sur case noire e5 · Pion blanc sur case blanche c4 · Cavalier blanc sur case noire c3 · Pion blanc sur case noire e3 · Pion blanc sur case noire g3 · Pion blanc sur case blanche a2 · Pion blanc sur case noire b2 · Pion blanc sur case noire d2 · Cavalier blanc sur case blanche e2 · Pion blanc sur case noire f2 · Fou blanc sur case blanche g2 · Pion blanc sur case noire h2 · Tour blanche sur case noire a1 · Fou blanc sur case noire c1 · Dame blanche sur case blanche d1 · Tour blanche sur case blanche f1 · Roi blanc sur case noire g1 | Tour noire sur case blanche a8 · Fou noir sur case blanche c8 · Dame noire sur case noire d8 · Tour noire sur case noire f8 · Roi noir sur case blanche g8 · Pion noir sur case noire a7 · Pion noir sur case blanche b7 · Pion noir sur case noire c7 · Pion noir sur case blanche d7 · Cavalier noir sur case noire e7 · Pion noir sur case blanche f7 · Fou noir sur case noire g7 · Pion noir sur case blanche h7 · Cavalier noir sur case blanche c6 · Pion noir sur case blanche g6 · Pion noir sur case noire e5 · Pion blanc sur case blanche c4 · Cavalier blanc sur case noire c3 · Pion blanc sur case noire e3 · Pion blanc sur case noire g3 · Pion blanc sur case blanche a2 · Pion blanc sur case noire b2 · Pion blanc sur case noire d2 · Cavalier blanc sur case blanche e2 · Pion blanc sur case noire f2 · Fou blanc sur case blanche g2 · Pion blanc sur case noire h2 · Tour blanche sur case noire a1 · Fou blanc sur case noire c1 · Dame blanche sur case blanche d1 · Tour blanche sur case blanche f1 · Roi blanc sur case noire g1 | 3 |
| 2 | Tour noire sur case blanche a8 · Fou noir sur case blanche c8 · Dame noire sur case noire d8 · Tour noire sur case noire f8 · Roi noir sur case blanche g8 · Pion noir sur case noire a7 · Pion noir sur case blanche b7 · Pion noir sur case noire c7 · Pion noir sur case blanche d7 · Cavalier noir sur case noire e7 · Pion noir sur case blanche f7 · Fou noir sur case noire g7 · Pion noir sur case blanche h7 · Cavalier noir sur case blanche c6 · Pion noir sur case blanche g6 · Pion noir sur case noire e5 · Pion blanc sur case blanche c4 · Cavalier blanc sur case noire c3 · Pion blanc sur case noire e3 · Pion blanc sur case noire g3 · Pion blanc sur case blanche a2 · Pion blanc sur case noire b2 · Pion blanc sur case noire d2 · Cavalier blanc sur case blanche e2 · Pion blanc sur case noire f2 · Fou blanc sur case blanche g2 · Pion blanc sur case noire h2 · Tour blanche sur case noire a1 · Fou blanc sur case noire c1 · Dame blanche sur case blanche d1 · Tour blanche sur case blanche f1 · Roi blanc sur case noire g1 | Tour noire sur case blanche a8 · Fou noir sur case blanche c8 · Dame noire sur case noire d8 · Tour noire sur case noire f8 · Roi noir sur case blanche g8 · Pion noir sur case noire a7 · Pion noir sur case blanche b7 · Pion noir sur case noire c7 · Pion noir sur case blanche d7 · Cavalier noir sur case noire e7 · Pion noir sur case blanche f7 · Fou noir sur case noire g7 · Pion noir sur case blanche h7 · Cavalier noir sur case blanche c6 · Pion noir sur case blanche g6 · Pion noir sur case noire e5 · Pion blanc sur case blanche c4 · Cavalier blanc sur case noire c3 · Pion blanc sur case noire e3 · Pion blanc sur case noire g3 · Pion blanc sur case blanche a2 · Pion blanc sur case noire b2 · Pion blanc sur case noire d2 · Cavalier blanc sur case blanche e2 · Pion blanc sur case noire f2 · Fou blanc sur case blanche g2 · Pion blanc sur case noire h2 · Tour blanche sur case noire a1 · Fou blanc sur case noire c1 · Dame blanche sur case blanche d1 · Tour blanche sur case blanche f1 · Roi blanc sur case noire g1 | Tour noire sur case blanche a8 · Fou noir sur case blanche c8 · Dame noire sur case noire d8 · Tour noire sur case noire f8 · Roi noir sur case blanche g8 · Pion noir sur case noire a7 · Pion noir sur case blanche b7 · Pion noir sur case noire c7 · Pion noir sur case blanche d7 · Cavalier noir sur case noire e7 · Pion noir sur case blanche f7 · Fou noir sur case noire g7 · Pion noir sur case blanche h7 · Cavalier noir sur case blanche c6 · Pion noir sur case blanche g6 · Pion noir sur case noire e5 · Pion blanc sur case blanche c4 · Cavalier blanc sur case noire c3 · Pion blanc sur case noire e3 · Pion blanc sur case noire g3 · Pion blanc sur case blanche a2 · Pion blanc sur case noire b2 · Pion blanc sur case noire d2 · Cavalier blanc sur case blanche e2 · Pion blanc sur case noire f2 · Fou blanc sur case blanche g2 · Pion blanc sur case noire h2 · Tour blanche sur case noire a1 · Fou blanc sur case noire c1 · Dame blanche sur case blanche d1 · Tour blanche sur case blanche f1 · Roi blanc sur case noire g1 | Tour noire sur case blanche a8 · Fou noir sur case blanche c8 · Dame noire sur case noire d8 · Tour noire sur case noire f8 · Roi noir sur case blanche g8 · Pion noir sur case noire a7 · Pion noir sur case blanche b7 · Pion noir sur case noire c7 · Pion noir sur case blanche d7 · Cavalier noir sur case noire e7 · Pion noir sur case blanche f7 · Fou noir sur case noire g7 · Pion noir sur case blanche h7 · Cavalier noir sur case blanche c6 · Pion noir sur case blanche g6 · Pion noir sur case noire e5 · Pion blanc sur case blanche c4 · Cavalier blanc sur case noire c3 · Pion blanc sur case noire e3 · Pion blanc sur case noire g3 · Pion blanc sur case blanche a2 · Pion blanc sur case noire b2 · Pion blanc sur case noire d2 · Cavalier blanc sur case blanche e2 · Pion blanc sur case noire f2 · Fou blanc sur case blanche g2 · Pion blanc sur case noire h2 · Tour blanche sur case noire a1 · Fou blanc sur case noire c1 · Dame blanche sur case blanche d1 · Tour blanche sur case blanche f1 · Roi blanc sur case noire g1 | Tour noire sur case blanche a8 · Fou noir sur case blanche c8 · Dame noire sur case noire d8 · Tour noire sur case noire f8 · Roi noir sur case blanche g8 · Pion noir sur case noire a7 · Pion noir sur case blanche b7 · Pion noir sur case noire c7 · Pion noir sur case blanche d7 · Cavalier noir sur case noire e7 · Pion noir sur case blanche f7 · Fou noir sur case noire g7 · Pion noir sur case blanche h7 · Cavalier noir sur case blanche c6 · Pion noir sur case blanche g6 · Pion noir sur case noire e5 · Pion blanc sur case blanche c4 · Cavalier blanc sur case noire c3 · Pion blanc sur case noire e3 · Pion blanc sur case noire g3 · Pion blanc sur case blanche a2 · Pion blanc sur case noire b2 · Pion blanc sur case noire d2 · Cavalier blanc sur case blanche e2 · Pion blanc sur case noire f2 · Fou blanc sur case blanche g2 · Pion blanc sur case noire h2 · Tour blanche sur case noire a1 · Fou blanc sur case noire c1 · Dame blanche sur case blanche d1 · Tour blanche sur case blanche f1 · Roi blanc sur case noire g1 | Tour noire sur case blanche a8 · Fou noir sur case blanche c8 · Dame noire sur case noire d8 · Tour noire sur case noire f8 · Roi noir sur case blanche g8 · Pion noir sur case noire a7 · Pion noir sur case blanche b7 · Pion noir sur case noire c7 · Pion noir sur case blanche d7 · Cavalier noir sur case noire e7 · Pion noir sur case blanche f7 · Fou noir sur case noire g7 · Pion noir sur case blanche h7 · Cavalier noir sur case blanche c6 · Pion noir sur case blanche g6 · Pion noir sur case noire e5 · Pion blanc sur case blanche c4 · Cavalier blanc sur case noire c3 · Pion blanc sur case noire e3 · Pion blanc sur case noire g3 · Pion blanc sur case blanche a2 · Pion blanc sur case noire b2 · Pion blanc sur case noire d2 · Cavalier blanc sur case blanche e2 · Pion blanc sur case noire f2 · Fou blanc sur case blanche g2 · Pion blanc sur case noire h2 · Tour blanche sur case noire a1 · Fou blanc sur case noire c1 · Dame blanche sur case blanche d1 · Tour blanche sur case blanche f1 · Roi blanc sur case noire g1 | Tour noire sur case blanche a8 · Fou noir sur case blanche c8 · Dame noire sur case noire d8 · Tour noire sur case noire f8 · Roi noir sur case blanche g8 · Pion noir sur case noire a7 · Pion noir sur case blanche b7 · Pion noir sur case noire c7 · Pion noir sur case blanche d7 · Cavalier noir sur case noire e7 · Pion noir sur case blanche f7 · Fou noir sur case noire g7 · Pion noir sur case blanche h7 · Cavalier noir sur case blanche c6 · Pion noir sur case blanche g6 · Pion noir sur case noire e5 · Pion blanc sur case blanche c4 · Cavalier blanc sur case noire c3 · Pion blanc sur case noire e3 · Pion blanc sur case noire g3 · Pion blanc sur case blanche a2 · Pion blanc sur case noire b2 · Pion blanc sur case noire d2 · Cavalier blanc sur case blanche e2 · Pion blanc sur case noire f2 · Fou blanc sur case blanche g2 · Pion blanc sur case noire h2 · Tour blanche sur case noire a1 · Fou blanc sur case noire c1 · Dame blanche sur case blanche d1 · Tour blanche sur case blanche f1 · Roi blanc sur case noire g1 | Tour noire sur case blanche a8 · Fou noir sur case blanche c8 · Dame noire sur case noire d8 · Tour noire sur case noire f8 · Roi noir sur case blanche g8 · Pion noir sur case noire a7 · Pion noir sur case blanche b7 · Pion noir sur case noire c7 · Pion noir sur case blanche d7 · Cavalier noir sur case noire e7 · Pion noir sur case blanche f7 · Fou noir sur case noire g7 · Pion noir sur case blanche h7 · Cavalier noir sur case blanche c6 · Pion noir sur case blanche g6 · Pion noir sur case noire e5 · Pion blanc sur case blanche c4 · Cavalier blanc sur case noire c3 · Pion blanc sur case noire e3 · Pion blanc sur case noire g3 · Pion blanc sur case blanche a2 · Pion blanc sur case noire b2 · Pion blanc sur case noire d2 · Cavalier blanc sur case blanche e2 · Pion blanc sur case noire f2 · Fou blanc sur case blanche g2 · Pion blanc sur case noire h2 · Tour blanche sur case noire a1 · Fou blanc sur case noire c1 · Dame blanche sur case blanche d1 · Tour blanche sur case blanche f1 · Roi blanc sur case noire g1 | 2 |
| 1 | Tour noire sur case blanche a8 · Fou noir sur case blanche c8 · Dame noire sur case noire d8 · Tour noire sur case noire f8 · Roi noir sur case blanche g8 · Pion noir sur case noire a7 · Pion noir sur case blanche b7 · Pion noir sur case noire c7 · Pion noir sur case blanche d7 · Cavalier noir sur case noire e7 · Pion noir sur case blanche f7 · Fou noir sur case noire g7 · Pion noir sur case blanche h7 · Cavalier noir sur case blanche c6 · Pion noir sur case blanche g6 · Pion noir sur case noire e5 · Pion blanc sur case blanche c4 · Cavalier blanc sur case noire c3 · Pion blanc sur case noire e3 · Pion blanc sur case noire g3 · Pion blanc sur case blanche a2 · Pion blanc sur case noire b2 · Pion blanc sur case noire d2 · Cavalier blanc sur case blanche e2 · Pion blanc sur case noire f2 · Fou blanc sur case blanche g2 · Pion blanc sur case noire h2 · Tour blanche sur case noire a1 · Fou blanc sur case noire c1 · Dame blanche sur case blanche d1 · Tour blanche sur case blanche f1 · Roi blanc sur case noire g1 | Tour noire sur case blanche a8 · Fou noir sur case blanche c8 · Dame noire sur case noire d8 · Tour noire sur case noire f8 · Roi noir sur case blanche g8 · Pion noir sur case noire a7 · Pion noir sur case blanche b7 · Pion noir sur case noire c7 · Pion noir sur case blanche d7 · Cavalier noir sur case noire e7 · Pion noir sur case blanche f7 · Fou noir sur case noire g7 · Pion noir sur case blanche h7 · Cavalier noir sur case blanche c6 · Pion noir sur case blanche g6 · Pion noir sur case noire e5 · Pion blanc sur case blanche c4 · Cavalier blanc sur case noire c3 · Pion blanc sur case noire e3 · Pion blanc sur case noire g3 · Pion blanc sur case blanche a2 · Pion blanc sur case noire b2 · Pion blanc sur case noire d2 · Cavalier blanc sur case blanche e2 · Pion blanc sur case noire f2 · Fou blanc sur case blanche g2 · Pion blanc sur case noire h2 · Tour blanche sur case noire a1 · Fou blanc sur case noire c1 · Dame blanche sur case blanche d1 · Tour blanche sur case blanche f1 · Roi blanc sur case noire g1 | Tour noire sur case blanche a8 · Fou noir sur case blanche c8 · Dame noire sur case noire d8 · Tour noire sur case noire f8 · Roi noir sur case blanche g8 · Pion noir sur case noire a7 · Pion noir sur case blanche b7 · Pion noir sur case noire c7 · Pion noir sur case blanche d7 · Cavalier noir sur case noire e7 · Pion noir sur case blanche f7 · Fou noir sur case noire g7 · Pion noir sur case blanche h7 · Cavalier noir sur case blanche c6 · Pion noir sur case blanche g6 · Pion noir sur case noire e5 · Pion blanc sur case blanche c4 · Cavalier blanc sur case noire c3 · Pion blanc sur case noire e3 · Pion blanc sur case noire g3 · Pion blanc sur case blanche a2 · Pion blanc sur case noire b2 · Pion blanc sur case noire d2 · Cavalier blanc sur case blanche e2 · Pion blanc sur case noire f2 · Fou blanc sur case blanche g2 · Pion blanc sur case noire h2 · Tour blanche sur case noire a1 · Fou blanc sur case noire c1 · Dame blanche sur case blanche d1 · Tour blanche sur case blanche f1 · Roi blanc sur case noire g1 | Tour noire sur case blanche a8 · Fou noir sur case blanche c8 · Dame noire sur case noire d8 · Tour noire sur case noire f8 · Roi noir sur case blanche g8 · Pion noir sur case noire a7 · Pion noir sur case blanche b7 · Pion noir sur case noire c7 · Pion noir sur case blanche d7 · Cavalier noir sur case noire e7 · Pion noir sur case blanche f7 · Fou noir sur case noire g7 · Pion noir sur case blanche h7 · Cavalier noir sur case blanche c6 · Pion noir sur case blanche g6 · Pion noir sur case noire e5 · Pion blanc sur case blanche c4 · Cavalier blanc sur case noire c3 · Pion blanc sur case noire e3 · Pion blanc sur case noire g3 · Pion blanc sur case blanche a2 · Pion blanc sur case noire b2 · Pion blanc sur case noire d2 · Cavalier blanc sur case blanche e2 · Pion blanc sur case noire f2 · Fou blanc sur case blanche g2 · Pion blanc sur case noire h2 · Tour blanche sur case noire a1 · Fou blanc sur case noire c1 · Dame blanche sur case blanche d1 · Tour blanche sur case blanche f1 · Roi blanc sur case noire g1 | Tour noire sur case blanche a8 · Fou noir sur case blanche c8 · Dame noire sur case noire d8 · Tour noire sur case noire f8 · Roi noir sur case blanche g8 · Pion noir sur case noire a7 · Pion noir sur case blanche b7 · Pion noir sur case noire c7 · Pion noir sur case blanche d7 · Cavalier noir sur case noire e7 · Pion noir sur case blanche f7 · Fou noir sur case noire g7 · Pion noir sur case blanche h7 · Cavalier noir sur case blanche c6 · Pion noir sur case blanche g6 · Pion noir sur case noire e5 · Pion blanc sur case blanche c4 · Cavalier blanc sur case noire c3 · Pion blanc sur case noire e3 · Pion blanc sur case noire g3 · Pion blanc sur case blanche a2 · Pion blanc sur case noire b2 · Pion blanc sur case noire d2 · Cavalier blanc sur case blanche e2 · Pion blanc sur case noire f2 · Fou blanc sur case blanche g2 · Pion blanc sur case noire h2 · Tour blanche sur case noire a1 · Fou blanc sur case noire c1 · Dame blanche sur case blanche d1 · Tour blanche sur case blanche f1 · Roi blanc sur case noire g1 | Tour noire sur case blanche a8 · Fou noir sur case blanche c8 · Dame noire sur case noire d8 · Tour noire sur case noire f8 · Roi noir sur case blanche g8 · Pion noir sur case noire a7 · Pion noir sur case blanche b7 · Pion noir sur case noire c7 · Pion noir sur case blanche d7 · Cavalier noir sur case noire e7 · Pion noir sur case blanche f7 · Fou noir sur case noire g7 · Pion noir sur case blanche h7 · Cavalier noir sur case blanche c6 · Pion noir sur case blanche g6 · Pion noir sur case noire e5 · Pion blanc sur case blanche c4 · Cavalier blanc sur case noire c3 · Pion blanc sur case noire e3 · Pion blanc sur case noire g3 · Pion blanc sur case blanche a2 · Pion blanc sur case noire b2 · Pion blanc sur case noire d2 · Cavalier blanc sur case blanche e2 · Pion blanc sur case noire f2 · Fou blanc sur case blanche g2 · Pion blanc sur case noire h2 · Tour blanche sur case noire a1 · Fou blanc sur case noire c1 · Dame blanche sur case blanche d1 · Tour blanche sur case blanche f1 · Roi blanc sur case noire g1 | Tour noire sur case blanche a8 · Fou noir sur case blanche c8 · Dame noire sur case noire d8 · Tour noire sur case noire f8 · Roi noir sur case blanche g8 · Pion noir sur case noire a7 · Pion noir sur case blanche b7 · Pion noir sur case noire c7 · Pion noir sur case blanche d7 · Cavalier noir sur case noire e7 · Pion noir sur case blanche f7 · Fou noir sur case noire g7 · Pion noir sur case blanche h7 · Cavalier noir sur case blanche c6 · Pion noir sur case blanche g6 · Pion noir sur case noire e5 · Pion blanc sur case blanche c4 · Cavalier blanc sur case noire c3 · Pion blanc sur case noire e3 · Pion blanc sur case noire g3 · Pion blanc sur case blanche a2 · Pion blanc sur case noire b2 · Pion blanc sur case noire d2 · Cavalier blanc sur case blanche e2 · Pion blanc sur case noire f2 · Fou blanc sur case blanche g2 · Pion blanc sur case noire h2 · Tour blanche sur case noire a1 · Fou blanc sur case noire c1 · Dame blanche sur case blanche d1 · Tour blanche sur case blanche f1 · Roi blanc sur case noire g1 | Tour noire sur case blanche a8 · Fou noir sur case blanche c8 · Dame noire sur case noire d8 · Tour noire sur case noire f8 · Roi noir sur case blanche g8 · Pion noir sur case noire a7 · Pion noir sur case blanche b7 · Pion noir sur case noire c7 · Pion noir sur case blanche d7 · Cavalier noir sur case noire e7 · Pion noir sur case blanche f7 · Fou noir sur case noire g7 · Pion noir sur case blanche h7 · Cavalier noir sur case blanche c6 · Pion noir sur case blanche g6 · Pion noir sur case noire e5 · Pion blanc sur case blanche c4 · Cavalier blanc sur case noire c3 · Pion blanc sur case noire e3 · Pion blanc sur case noire g3 · Pion blanc sur case blanche a2 · Pion blanc sur case noire b2 · Pion blanc sur case noire d2 · Cavalier blanc sur case blanche e2 · Pion blanc sur case noire f2 · Fou blanc sur case blanche g2 · Pion blanc sur case noire h2 · Tour blanche sur case noire a1 · Fou blanc sur case noire c1 · Dame blanche sur case blanche d1 · Tour blanche sur case blanche f1 · Roi blanc sur case noire g1 | 1 |
|   | a | b | c | d | e | f | g | h |   |

Les Noirs souhaitent contrôler d5 que les Blancs contrôlent par c4. Voilà pourquoi sur le diagramme le Cavalier est en e7.
Exemple de partie
Mikhaïl Botvinnik-Boris Spassky, Leyde (Pays-Bas), 1970
Sicilienne fermée à l'envers
1. c4 e5 2. Cc3 Cc6 3. g3 g6 4. Fg2 Fg7 5. e4 d6 6. d3 Cge7 7. Cge2 0-0 8. 0-0 (les figures blanches sont développées derrière la structure de pions c4-d3-e4, une invention de Botvinnik) Fd7 9. Cd5 Tb8 10. Fg5 f6 11. Fe3 f5 12. Dd2 Cxd5 13. cxd5 Cd4 14. Cxd4 exd4 15. Fg5 Dc8 16. Tac1 Tf7 17. Fh6 Fxh6 18. Dxh6 Fb5 19. Tfd1 c5 20. dxc6 bxc6 21. b3 c5 22. e5 De6 23. exd6 Dxd6 24. Df4 Dxf4 25. gxf4 Tc7 26. Fd5+ Rf8 27. Fc4 a5 28. Fxb5 Txb5 29. Tc4 Tb4 ½-½.

#### Le système de Brême, défense Keres
Dans la défense Keres du système de Brême, les Noirs répondent au fianchetto blanc (3. g3 : variante de Brême) par 3...c6 au lieu de 3...Cc6.
Exemple de partie
Larry Evans-Paul Keres, Amsterdam (Pays-Bas), 1971
Système de Brême, variante Keres
1. c4 e5 2. Cc3 Cf6 3. g3 c6 4. Cf3 e4 5. Cd4 d5 6. cxd5 Db6 7. Da4 Fc5 8. dxc6 0-0 9. cxb7 Fxb7 10. e3 Fxd4 11. Dxd4 Dxd4 12. exd4 Cc6 13. Fg2 Cxd4 14. 0-0 Fa6 15. Td1 Tfe8 16. b3 Fd3 17. Fb2 Tad8 18. h3 h5 19. Tac1 Ch7 20. Rh1 Cg5 21. Ca4 Cgf3 22. Fxd4 Txd4 23. Cc3 Fa6 24. a3 f5 25. Tc2 Tc8 26. b4 Td7 27. Fxf3 exf3 28. Te1 Tcd8 29. Rg1 h4 30. b5 Fb7 31. gxh4 Rf7 32. Tcc1 Th8 33. Te5 Txh4 34. Rh2 f4 35. Tce1 Txd2 36. Te7+ Rg6 37. Tg1+ Rf6 38. Tgxg7 Txf2+ 39. Rg1 Tc2 40. Tgf7+ Rg6 ½-½.

#### Anglaise des quatre cavaliers
Exemple de partie
Wolfgang Uhlmann-Ljubomir Ljubojević, Amsterdam (Pays-Bas), 1975
Anglaise des quatre cavaliers
1. c4 e5 2. Cc3 Cf6 3. Cf3 Cc6 4. g3 Fb4 5. Fg2 0-0 6. 0-0 e4 7. Cg5 Fxc3 8. bxc3 Te8 9. f3 e3!? 10. d3! d5 11. Db3! Ca5 12. Da3 c6 13. cxd5 cxd5 14. f4 Cc6 15. Tb1 Dc7 16. Fb2 Fg4 17. c4 dxc4 18. Fxf6 gxf6 19. Ce4 Rg7 20. dxc4 Tad8 21. Tb3 Cd4! 22. Txe3 Dxc4 23. Rh1 Cf5! 24. Td3 Fxe2 25. Txd8 Txd8 26. Te1 Te8 27. Da5 b5 28. Cd2 Dd3 29. Cb3 Ff3 30. Fxf3 Dxf3+ 31. Rg1 Txe1+ 32. Dxe1 Ce3 0-1 (pour éviter momentanément le mat, les Blancs sont obligés de jouer 33. Dxe3)

### Ouvrages utilisés pour la rédaction de l'article
- Nigel Povah (trad. de l'anglais), Comment jouer l'ouverture anglaise, Paris, Grasset, 1986, 191 p. (ISBN 2-246-38041-3)
- Gábor Kállai, Traité moderne des ouvertures, vol. 2, Caissa Chess Books, 1997, 180 p.
- John Watson, Maîtriser les ouvertures, vol. 3, Olibris, 2009 (ISBN 978-291634-036-4)

### Autres ouvrages sur le sujet
- Viktor Kortchnoï, A29. Ouverture anglaise, Informateur d'échecs, Belgrade, 1993
- Zenon Franco et Christian Bauer, L'Anglaise expliquée, Olibris, 2007, 140 p. (ISBN 978-2-916340-13-5)
- (en) Neil McDonald, Starting Out: English opening, Everyman Chess, Londres, 2003.
- (en) Byron Jacobs, Mastering the opening, Everyman Chess, Londres, 2001